# Treviso
Treviso (AFI: /treˈvizo/  è un comune italiano di 85 956 abitanti, capoluogo dell'omonima provincia in Veneto. È il quinto comune della regione per popolazione.
La città, di origine paleoveneta-pre romana, sorge su tre alture poste nei pressi del Fiume Sile, in un territorio caratterizzato da numerose risorgive. La vicinanza ad alcune importanti arterie, come la strada Postumia, e le stesse vie d'acqua, ha reso la città, sin dai tempi più antichi, un vivace centro commerciale.
Detta anche "la città dei portici" e "Urbs picta".

## Geografia fisica

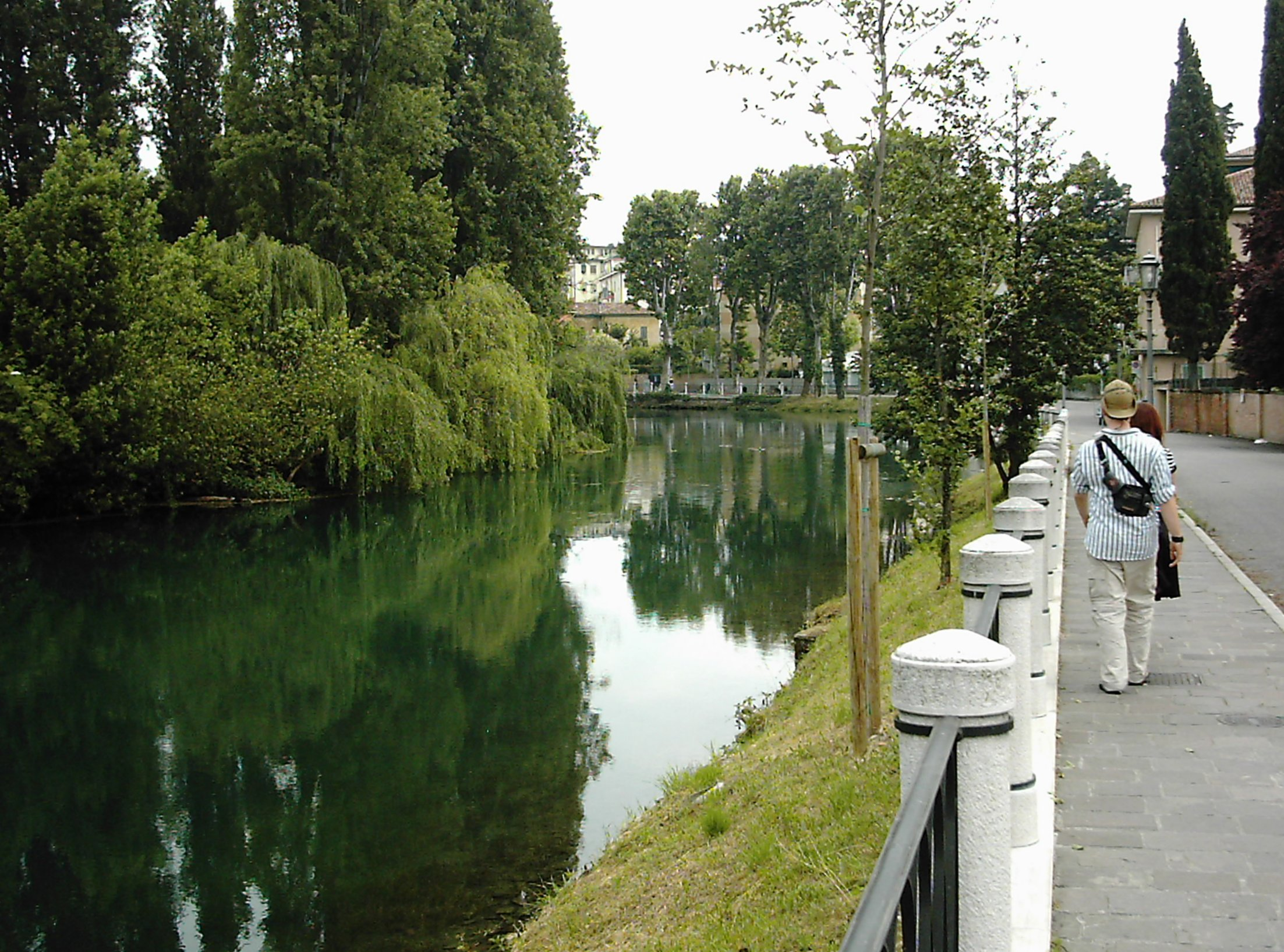
Il Lungosile Mattei in città

(Dante Alighieri, Divina Commedia, Paradiso, IX, v. 49)

### Territorio
La città sorge sulla bassa pianura veneta, in una zona ricca di risorse idriche: numerose sono le sorgenti risorgive, localmente dette fontanassi. Entro lo stesso territorio comunale nascono numerosi fiumi di risorgiva dei quali il più importante è il Botteniga. Quest'ultimo, dopo aver ricevuto le acque di Pegorile e Piavesella, oltrepassa le mura all'altezza del Ponte de Pria e si divide poi nei diversi rami, detti cagnani (Cagnan Grande, Buranelli, Roggia), che tanto caratterizzano il centro storico.
Un altro, più modesto corso d'acqua risorgiva, nasce all'interno della cinta muraria, il Cantarane (0,447 km, in gran parte interrato). Corso d'acqua principale è comunque il Sile che, dopo aver lambito le mura meridionali, riceve le acque dei cagnani del Botteniga. Altri fiumi rilevanti, tutti affluenti del Sile, sono lo Storga, il Limbraga (da sinistra) e il Dosson (da destra). La città poggia su un terreno composto di materiali fini e limoso-sabbiosi. La distribuzione dei vari livelli stratigrafici è molto irregolare a causa delle frequenti divagazioni e variazioni di corso subite dai fiumi durante l'ultima era geologica.
L'altitudine minima è di 6 m s.l.m. e si riscontra all'estremità sudorientale del territorio comunale, in località Sant'Antonino; di contro, il punto di massima, 31 m s.l.m., corrisponde all'estremità nordoccidentale, nei pressi di Santa Bona. Il municipio, Ca' Sugana, si trova invece a 15 m s.l.m. Per quanto riguarda il rischio sismico, Treviso è classificata nella zona 3, ovvero a bassa sismicità.

### Clima
Il clima di Treviso è di tipo subcontinentale, presentando caratteristiche analoghe a quanto riscontrato in generale nella pianura Padano-Veneta, pur con le dovute e molteplici variazioni microclimatiche a seconda delle zone. Gli inverni sono moderatamente freddi e le estati calde e afose. La media delle temperature minime nel trimestre invernale è inferiore allo zero, con frequenti gelate, specie nei periodi di stabilità atmosferica con cielo sereno. In tali situazioni le temperature minime possono scendere di diversi gradi al di sotto dello zero.
Non mancano gli episodi nebbiosi, talvolta persistenti per tutto il giorno, segnatamente nelle aree a sud del Centro Storico. La neve a Treviso non è certo un fenomeno raro, dato che di solito si presenta, con o senza accumulo nella maggior parte delle stagioni invernali, anche se la pianura trevigiana è solitamente meno nevosa rispetto ad altre aree della pianura Veneta e spesso la neve muta rapidamente in pioggia.
Va inoltre considerato che Treviso si trova nella parte orientale della Pianura veneto-friulana ed è esposta alle masse di aria continentale da est che, se sufficientemente intense, possono portare a giorni di ghiaccio.
Nonostante questo fenomeno sia stato meno frequente negli ultimi anni, nel dicembre 2009 la città ha visto una nevicata molto intensa.
Le estati sono calde ed afose, con un evidente fenomeno di "isola di calore" che specie in certi periodi affligge il Centro Storico. Durante le fasi caratterizzate dalla presenza dell'Anticiclone Subtropicale, che negli ultimi 15 anni si presentano praticamente ad ogni stagione estiva, durante le ore notturne il caldo nell'area all'interno delle Mura può essere consistente e determinare valori di temperatura superiori anche di 4-5 gradi rispetto alle zone periferiche. Durante l'estate le fasi calde possono essere bruscamente interrotte da infiltrazioni di aria fresca che spesso causano fenomeni anche violenti, con grandinate e downburst. Le precipitazioni medie annue superano i 900 mm e i valori massimi si riscontrano in autunno ed in primavera.

## Origini del nome
La prima menzione di Treviso, seppur indiretta, compare nel III libro della Naturalis historia di Plinio il Vecchio in cui è citato il «Fluvius Silis ex montibus Tarvisanis». Bisognerà aspettare il De vita sancti Martini di Venanzio Fortunato per avere una prima citazione del toponimo «Tarvisus», seguito, poco dopo, dall'Anonimo Ravennate con «Trabision».
Numerosi sono poi i riferimenti nell'Historia Langobardorum di Paolo Diacono: «Tribicium seu Tarbision», «apud Tarvisium» ecc. L'ipotesi più probabile è che Tarvisium, scomponibile in Tarv-is-ium, sia di origine celtica: si riconoscono infatti tarvos "toro" e la formante -is- tipica dei toponimi gallici.
Altra ipotesi è la tesi di una derivazione dalla combinazione di due termini romani Ter- e -visi in relazione ai tre colli (in latino, appunto, visi), corrispondenti agli attuali Piazza Duomo, Piazza dei Signori e Piazza Sant'Andrea, su cui sarebbe stata edificata la città.

## Storia

### Le origini e l'epoca romana

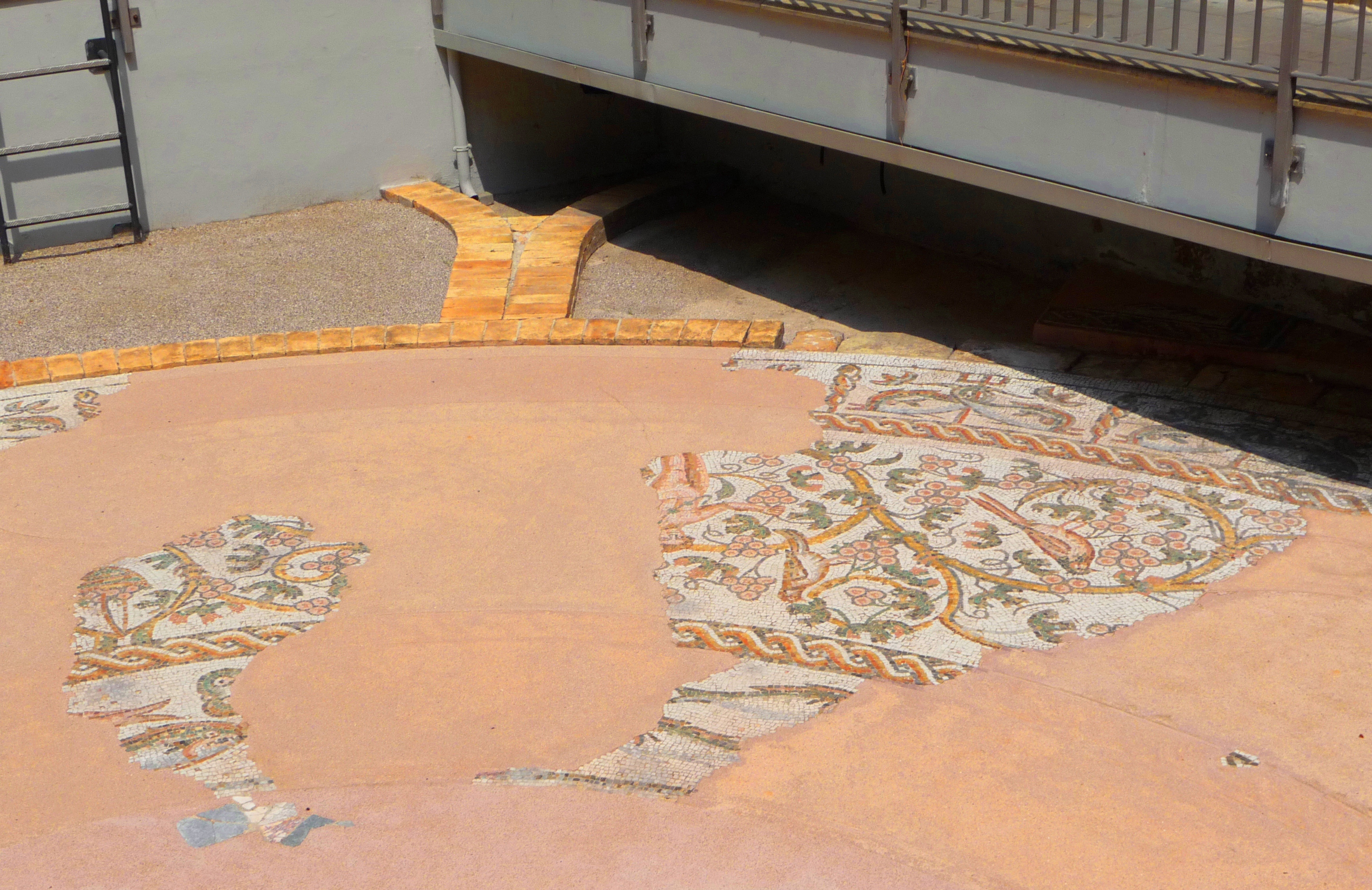
Mosaici del IV secolo in via Canoniche

Villaggio paleoveneto sorto in epoca pre-romana su tre alture poste nei pressi di un'ansa del Sile, in un territorio ricchissimo di risorse idriche, l'antica Tarvisium divenne municipio all'indomani della sottomissione della Gallia Cisalpina da parte dei Romani. La vicinanza ad alcune importanti arterie, come la strada Postumia, e le stesse vie d'acqua, ne fecero sin dai tempi più antichi un vivace centro commerciale della Venetia et Histria.

### L'età barbarica e l'alto Medioevo
Con l’inizio dell’alto Medioevo, a partire dal VI secolo, la città di Treviso attraversò una fase di profonda trasformazione. Le vie fluviali, in particolare il Sile e i suoi affluenti, assunsero un ruolo centrale nella vita economica e strategica del territorio. Il nucleo urbano si consolidò attorno all’isola naturale formata dal Cagnan, dalla Roggia e dal Sile, dove la conformazione idrografica permetteva l’approdo di imbarcazioni e favoriva i traffici locali.
Dopo la caduta dell’Impero Romano d’Occidente nel 476 d.C., Treviso fu contesa tra Ostrogoti e Bizantini, e secondo la tradizione locale, proprio nei pressi della città nacque Totila, condottiero ostrogoto che sconfisse i Bizantini. Con l’arrivo dei Longobardi, Treviso venne elevata a sede di uno dei trentasei ducati del regno, e fu dotata di una zecca che rimase attiva per secoli, coniando monete anche sotto i Carolingi e successivamente durante il dominio veneziano.

Nel corso del IX secolo, sotto l’influenza carolingia, il vescovo di Treviso assunse anche il titolo di conte, consolidando il potere ecclesiastico sulla città. La struttura urbana si sviluppò attorno al cardo e al decumano massimo, identificabili oggi con l’asse via Calmaggiore–via Indipendenza e via Martiri della Libertà, rispettivamente. L’umbilicus agri, centro della centuriazione romana, si trovava nei pressi dell’attuale Postioma, ai confini fra Paese e il territorio comunale del capoluogo, a testimonianza della continuità territoriale tra epoca romana e medievale.

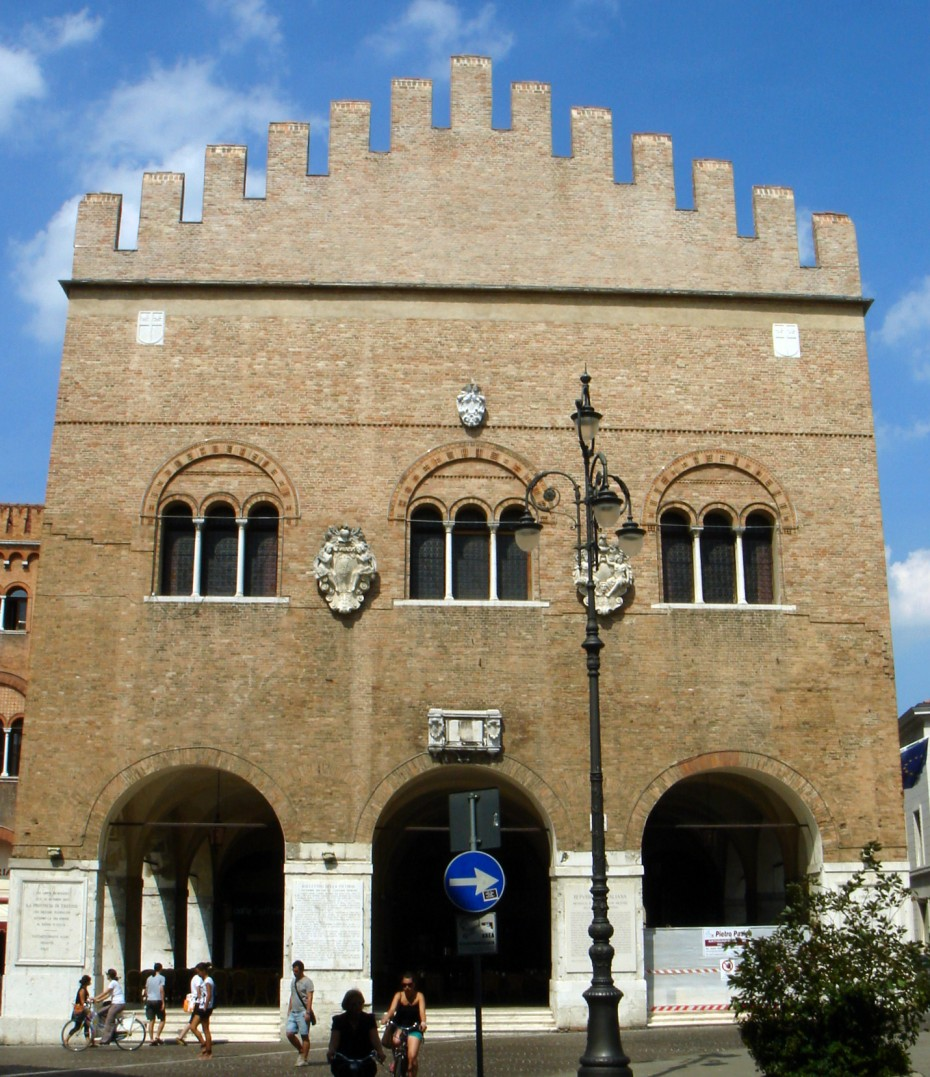
Il Palazzo dei Trecento, attuale sede del Consiglio Comunale della Città

### L'età comunale
Fu tuttavia con la rinascita dell'Anno Mille che Treviso, datasi statuti comunali e vinto l'imperatore Federico Barbarossa accanto alle città delle leghe Veronese e Lombarda, conobbe un notevole sviluppo, ampliandosi nelle dimensioni ed arricchendosi di monumenti e palazzi, che le valsero il soprannome di urbs picta. Il vivere trevigiano divenne sinonimo di vita gaudente e la città si animava di feste e celebrazioni, quali quella del Castello d'Amore. Citata da Dante Alighieri che vi trascorse parte del suo esilio e da Fazio degli Uberti nel suo Dittamondo, la città crebbe ulteriormente in ricchezza e fasto per tutto il XII e XIII secolo dotandosi di una delle prime Università (1321) e contendendo alle limitrofe Padova e Verona il ruolo di città principe di quella che, al tempo, veniva chiamata Marca Trivigiana intendendo con l'espressione buona parte dell'attuale Veneto.

### Dalla Signoria alla Repubblica Veneta
In modo analogo alle principali città del Nord Italia, anche Treviso assistette alla crisi del governo comunale ed il successivo passaggio alla signoria. Bisogna tener conto, comunque, che sin dagli inizi il potere era di fatto in mano ad una ristretta oligarchia aristocratica, tra cui spiccavano alcune famiglie quali i Tempesta.
La prima casata ad impossessarsi di Treviso fu quella degli Ezzelini, che signoreggiarono tra il 1237 ed il 1260 con le figure di Ezzelino III e Alberico. La città fu quindi preda di nuove lotte intestine tra i Guelfi filopapali ed i Ghibellini, sostenitori di un riavvicinamento all'Impero, tanto che solo nel 1283, a seguito della vittoria dei primi, si assistette ad una decisa ripresa economica e culturale che durò fino al 1312.
Della tormentata situazione politica trevigiana di inizio Trecento, dominata dai Collalto e dai Da Camino, si interessò anche Dante Alighieri, il quale dedicò a Treviso il celebre verso n. 47 del canto IX del Paradiso: "e dove Sile e Cagnan s'accompagna / tal signoreggia e va con la testa alta, / che già per lui carpir si fa la ragna". Con queste parole Dante allude a Rizzardo II da Camino, subentrato nel 1306 al padre Gherardo da Camino nella carica di capitano generale di Treviso, e ritenuto di atteggiamento borioso dal sommo poeta. Quest'ultimo venne assassinato nel 1312 mentre giocava a scacchi in veranda.
Seguì per la Marca un periodo di guerre e saccheggi che iniziarono nel 1329 e continuarono fino al 1388. La città venne infatti occupata per circa un decennio anche dagli Scaligeri (1329-1339), e nel 1339 si diede spontaneamente alla Serenissima, andandone a costituire il primo possedimento in terraferma. Treviso fu tuttavia coinvolta nelle guerre per il primato sulla penisola italiana: la città fu quindi retta per un breve periodo dall'arciduca d'Austria tra il 1381 ed il 1384 per passare, nel 1384 e fino al 1388, ai da Carrara. Solo da allora la città tornò definitivamente alla Repubblica di Venezia, seguendone per i successivi quattro secoli le sorti e i voleri.
Giovanni Aliprandi, genero del Duca Bernabò Visconti ed esiliato da Filippo Maria Visconti, si rifugiò a Treviso. In tal luogo, dopo il 1420, diede origine alla sua discendenza. Il medesimo, per ringraziarsi Filippo Maria Visconti e per ritornare nel Ducato di Milano, tentò di uccidere, prima con le armi e poi con il veleno, il potente nemico dei Visconti, il conte Francesco Bussone, detto il Carmagnola. Scoperta la congiura Giovanni Aliprandi fu decapitato e i suoi complici impiccati.

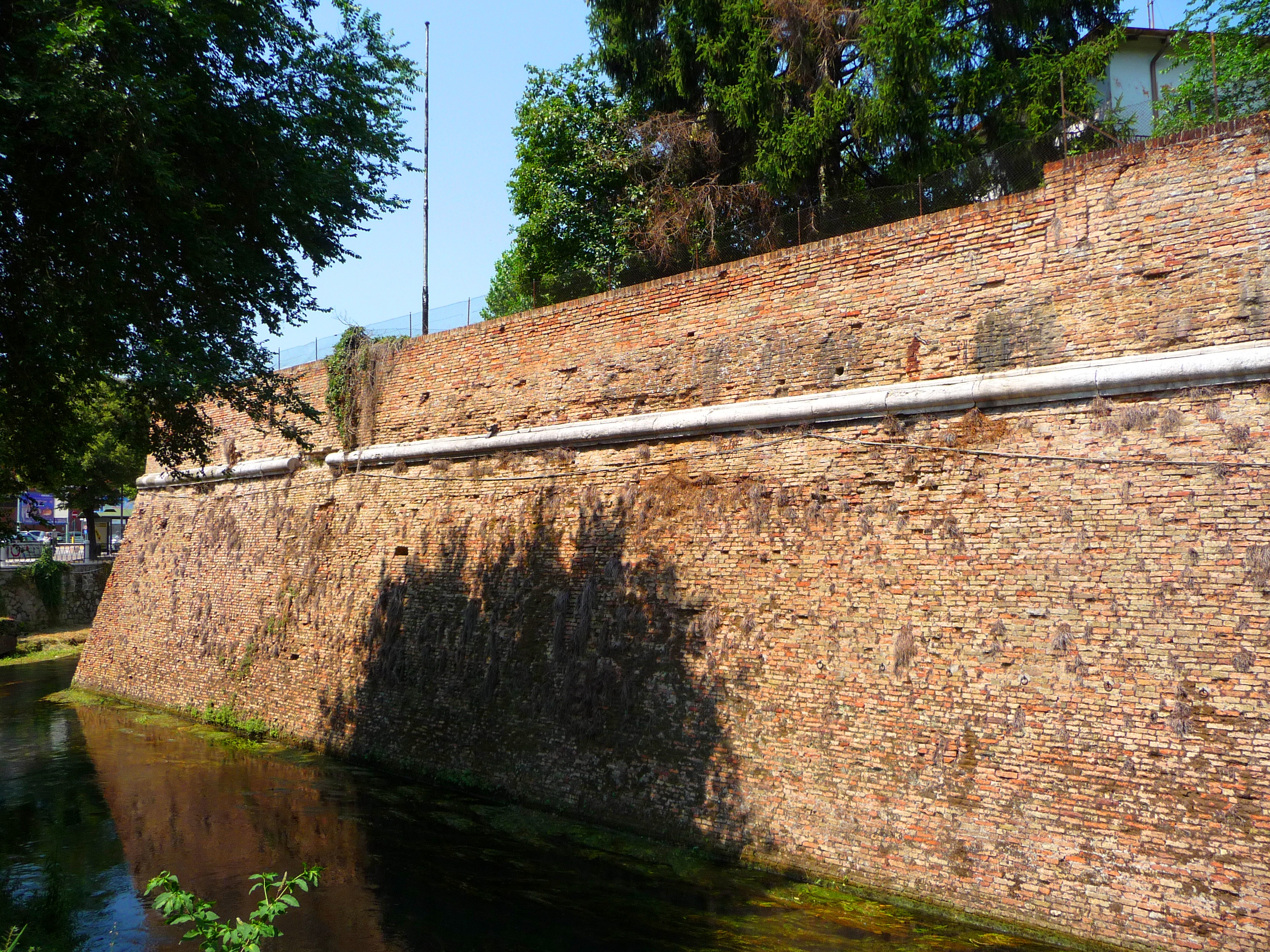
Tratto delle Mura cittadine

### Il periodo veneziano
Sotto Venezia, Treviso poté godere di un lungo periodo di stabilità e relativo benessere, salvo la parentesi della Guerra della Lega di Cambrai, che vide la costruzione delle attuali fortificazioni (1509), e l'assedio imperiale e francese, tolto nel 1511. Il territorio trevigiano fu tra le province venete quello più direttamente controllato dalla Serenissima (insieme al Padovano): fu l'unico territorio in cui non vennero mai creati dei vicariati, estromettendo così la consorteria nobiliare cittadina dal controllo diretto del territorio. Al loro posto vennero create una serie di podesterie affidate a rettori veneziani.

### Il periodo postunitario e le due guerre
Il 21 ottobre 1866, nelle Province Venete si tenne il plebiscito di annessione al Regno d'Italia: a Treviso prevalsero nettamente i "sì" (i "no" furono soltanto due). Nel corso dell'Ottocento, si installarono in città famiglie della borghesia imprenditoriale, di origine «foresta» (tra cui Bosco San Giorgio)che diedero il primo impulso alle industrie locali e al processo di inurbamento della popolazione contadina.
Alla fine del secolo la povertà nelle campagne era dilagante: la pellagra era all'ordine del giorno e molti ne soffrivano fino ad ammalarsi di mente (la cosiddetta "follia pellagrosa" che causava allucinazioni e deliri); proprio per far fronte a queste difficoltà venne costruito a Treviso il nuovo ospedale psichiatrico provinciale, il Sant'Artemio. A causa di questa difficile situazione economica molti proletari cercarono fortuna altrove, in particolare in Brasile.

Il Monumento ai Caduti, "Gloria" di Arturo Stagliano, in Piazza della Vittoria

Durante la prima guerra mondiale, Treviso, «città di retrovia», subì diversi bombardamenti aerei da parte degli austriaci. A causa della ritirata di Caporetto, la provincia risultò tagliata in due e migliaia di profughi trevigiani furono evacuati e sparsi in tutta la penisola. A partire dal 1916, come sistema difensivo della città, venne costruito un campo trincerato. La ricostruzione e gli ambiziosi progetti urbanistici avviati in seguito, durante il ventennio, cambiarono in parte l'aspetto della città.
Nei primi anni dopo la marcia su Roma, il potere locale restò in mano a personale prefascista. I movimenti cattolici (leghe bianche e cooperative), in precedenza molto forti, furono sciolti. Nel 1938 Benito Mussolini visitò la città. I primi anni della seconda guerra mondiale furono determinanti per lo sviluppo economico Treviso, in particolar modo del settore terziario. In quanto nodo ferroviario molto importante verso l'est, il 7 aprile 1944 (era il Venerdì Santo), la città fu pesantemente bombardata dall'aviazione statunitense (bombardamento di Treviso). Il 29 aprile 1945 entrarono in Treviso le prime truppe alleate, accolte dai partigiani che, dopo l'8 settembre 1943, operarono in clandestinità anche nel trevigiano.

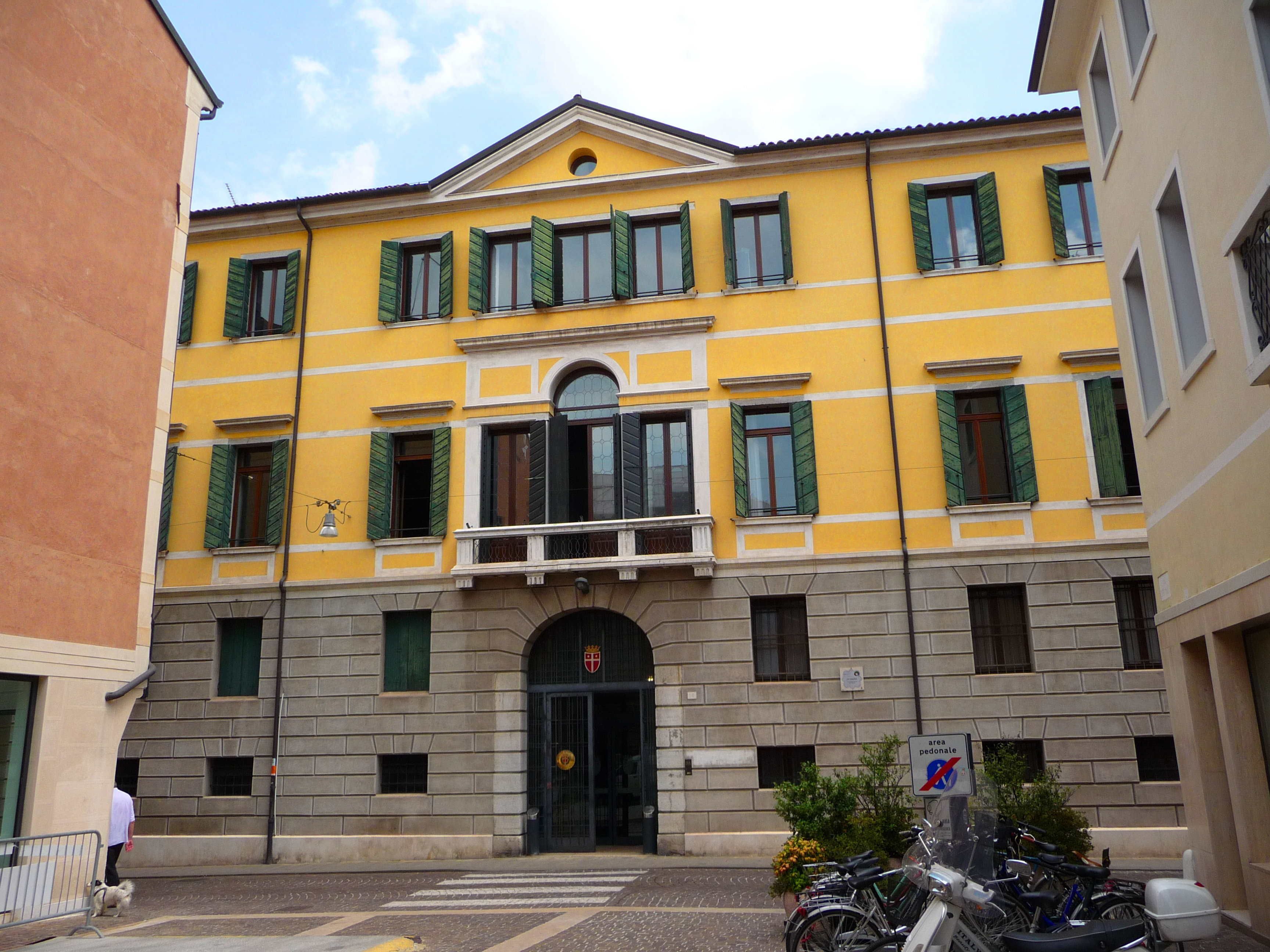
Palazzo Ca' Sugana, Municipio di Treviso

### Età repubblicana
Dopo la caduta della Repubblica Sociale Italiana, la Chiesa tornava ad essere l'interlocutrice e la moderatrice della società trevigiana. Durante i primi anni di governo della Democrazia Cristiana furono ricostruiti i più importanti edifici storici distrutti dal bombardamento, venne inoltre migliorata la viabilità e costruiti numerosi alloggi per i senzatetto.
Negli anni ottanta e novanta, nella provincia di Treviso, grazie alle sue fabbriche, spesso di piccole dimensioni, scoppiò il boom economico che la portò, in pochissimi anni, da zona economica depressa a una delle realtà economicamente più vivaci dell'Italia. In quegli anni un nuovo soggetto politico appare nella scena veneta, la Lega Nord: nel 1994, dopo anni di amministrazione democristiana, viene eletto sindaco Giancarlo Gentilini.
Negli anni duemila nuove problematiche si affacciano nella società trevigiana: la microcriminalità, la sicurezza sociale, il precariato, il traffico, l'inquinamento da polveri sottili nel periodo invernale, la speculazione edilizia. Nel 2013, dopo essere stata amministrata dalla Lega Nord per circa vent'anni, la città ha eletto per la prima volta una giunta di centro-sinistra, scegliendo come sindaco l'avvocato Giovanni Manildo (Partito Democratico). Alle elezioni comunali del giugno 2018 la città torna ad essere amministrata dalla Lega Nord, eleggendo Mario Conte nuovo sindaco, riconfermato nel 2023.

### Simboli

Stemma della Città di Treviso

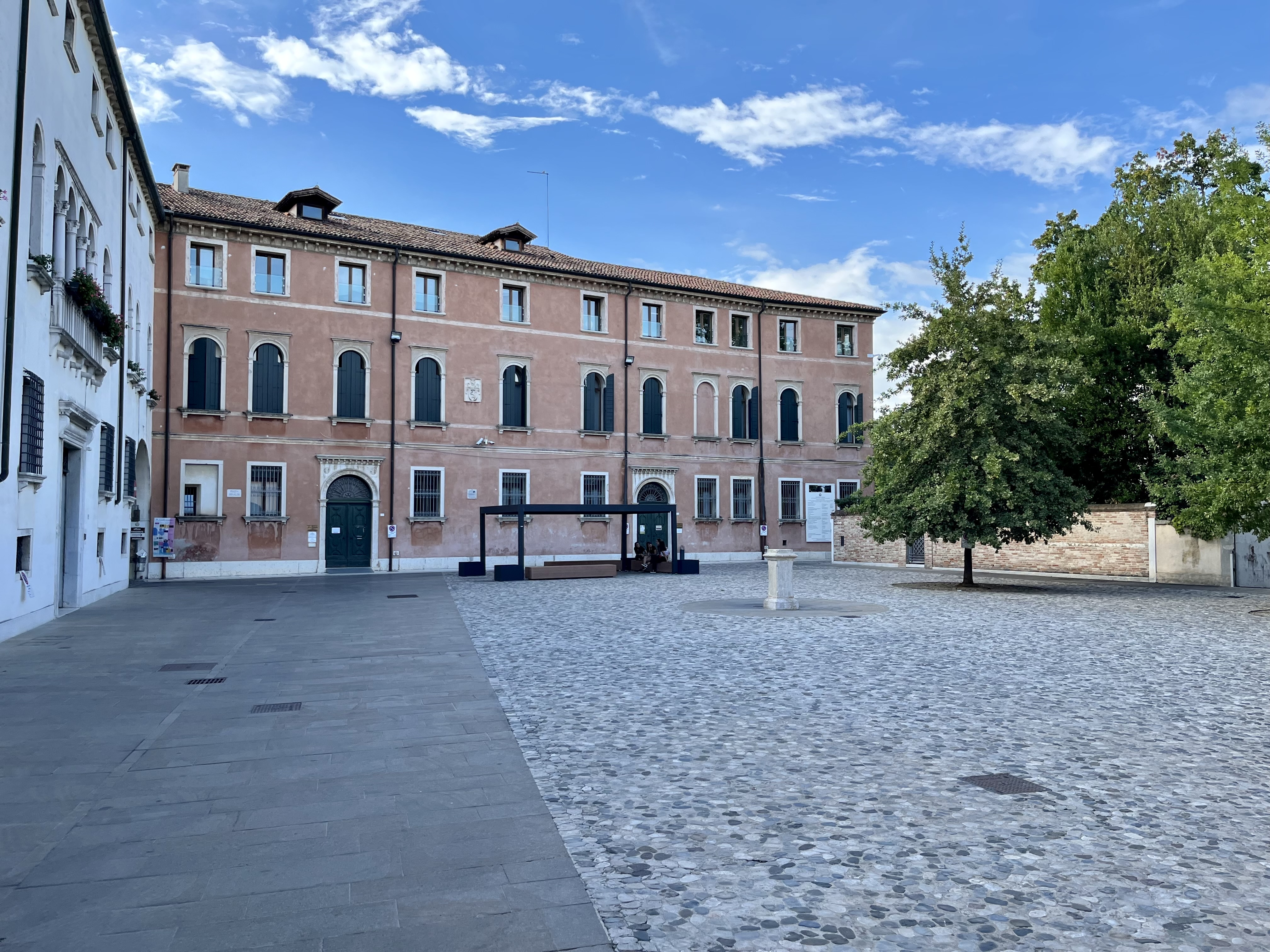
Palazzo Rinaldi, seconda sede municipale per importanza

Lo stemma è stato riconosciuto con decreto del Capo del Governo del 22 agosto 1941 ed è così è descritto nell'articolo 6 dello Statuto Comunale:
Nell'araldica civica italiana, la croce è tipica delle città aderenti al partito guelfo; il metallo argento è di gusto francese perché furono i crociati Francesi ad adottare la croce argentata per distinguersi; le stelle sembrano senza significato se non quello di semplice ornamento di gusto araldico medievale.
Il vessillo è costituito da una bandiera bianca e azzurra con lo stemma comunale al centro. Treviso ha pure un proprio sigillo di forma ovale nel quale è rappresentata una città turrita e riportate le scritte "Tarvisium" e "Monti, musoni, ponto, dominorque Naoni". Il verso leonino rimanda agli antichi domini della città, che avevano come confini le Prealpi Bellunesi, il fiume Muson, il mare della Laguna Veneta e il fiume Noncello.

### Onorificenze
La città di Treviso è una delle città decorate al valor militare per la guerra di Liberazione: è stata infatti insignita della medaglia d'oro il 13 aprile 1948 per i sacrifici sofferti dalle popolazioni e per l'attività nella lotta partigiana durante la seconda guerra mondiale con la seguente motivazione:

## Monumenti e luoghi d'interesse

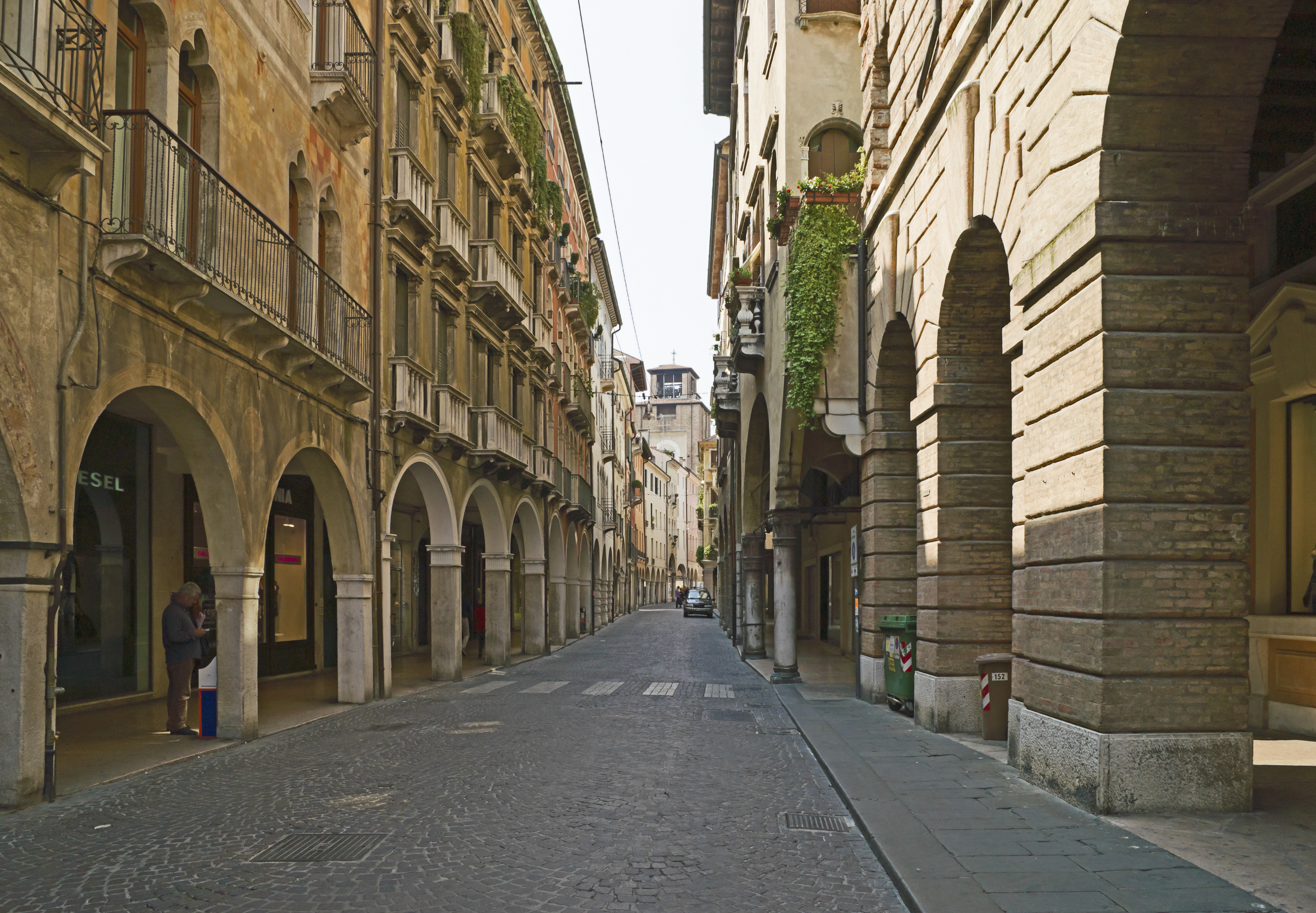
Via Calmaggiore, cuore della Città

### Architetture religiose
La città di Treviso, legata a una lunga tradizione religiosa e monastica che l'ha interessata per lunghi secoli, conserva molte architetture religiose: dentro le mura sorgono le chiese più antiche e i monasteri superstiti; nei quartieri più moderni, sviluppatisi nel Novecento, sorgono le relative chiese parrocchiali, esempi di architettura religiosa moderna e contemporanea.
- Cattedrale di San Pietro (Duomo), principale luogo di culto di Treviso, sede della diocesi omonima, è consacrato a san Pietro Apostolo. Le sue origini risalgono all'età paleocristiana (VI secolo), mentre l'edificio attuale fu costruito verso il 1770 in stile neoclassico da Andrea Memmo e Giannantonio Selva, seguendo il progetto dell'architetto castellano Giordano Riccati. Al suo interno, nella cripta, sono custodite le reliquie di San Liberale, patrono della città. In piazza del Duomo si trovano anche la chiesa di San Giovanni Battista (battistero della Cattedrale) e l'Episcopio, residenza del Vescovo e sede della Curia Vescovile.

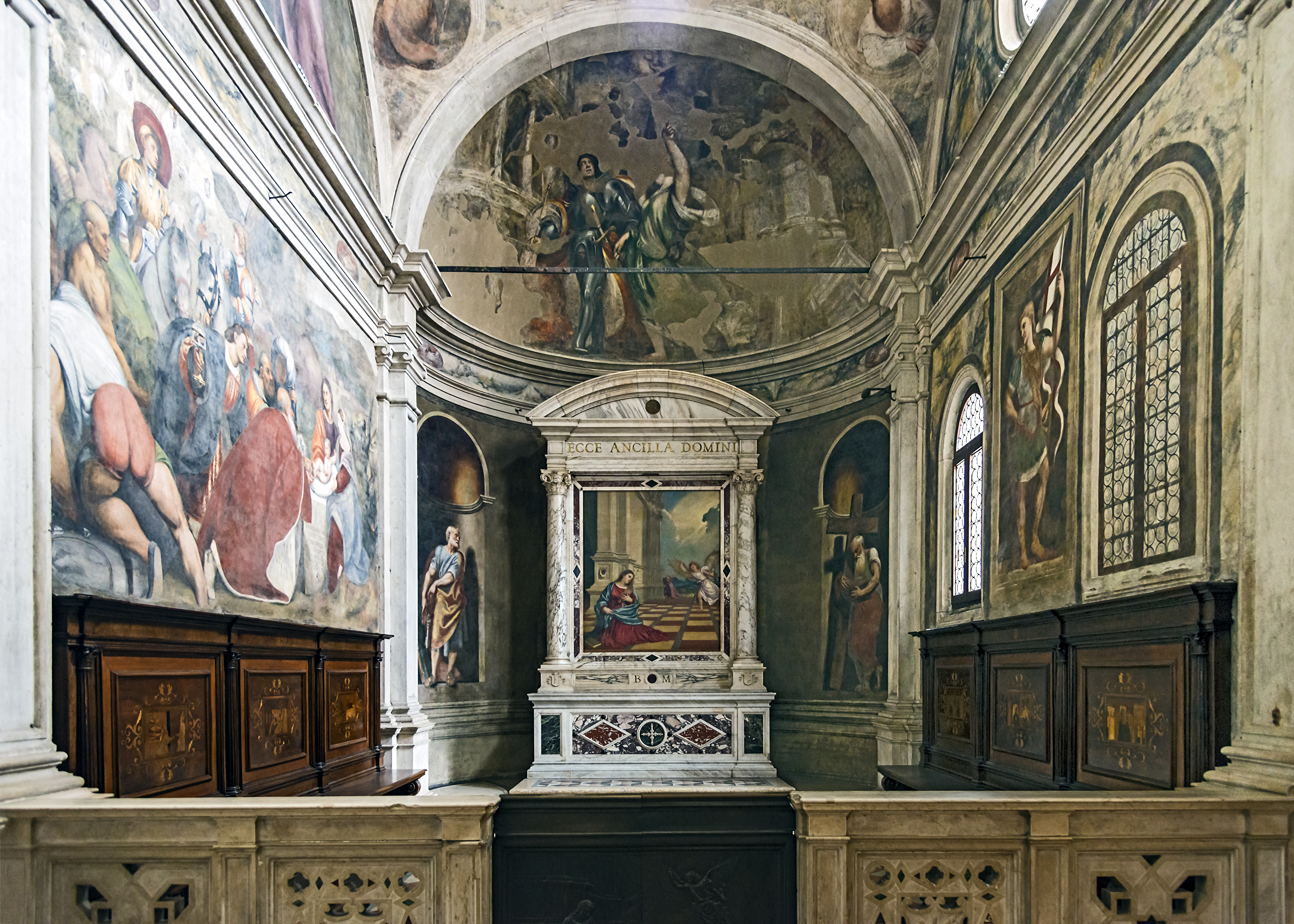
Cappella Malchiostro con la Pala del Tiziano, all'interno della Cattedrale

La Cattedrale di San Pietro Apostolo (Duomo)

- Chiesa di San Francesco, un gruppo di frati francescani, inviati da Francesco stesso, giunse a Treviso nel 1216 e prese sede nella zona oltre il Cagnan Grande, presso un oratorio dedicato alla Madonna. La comunità divenne presto numerosa tanto che nel 1231 cominciarono i lavori di costruzione di una nuova chiesa e del convento, ultimati nel 1270. Nel 1806, a seguito della soppressione napoleonica, gli edifici furono adibiti a scopi militari, finché nel 1928 non vennero restaurati e riaperti al culto. L'architettura è di transizione tra il romanico e il primo gotico. L'interno ha un'unica navata e cinque cappelle laterali. All'interno si possono vedere le tombe di un figlio di Dante Alighieri e della figlia di Francesco Petrarca.

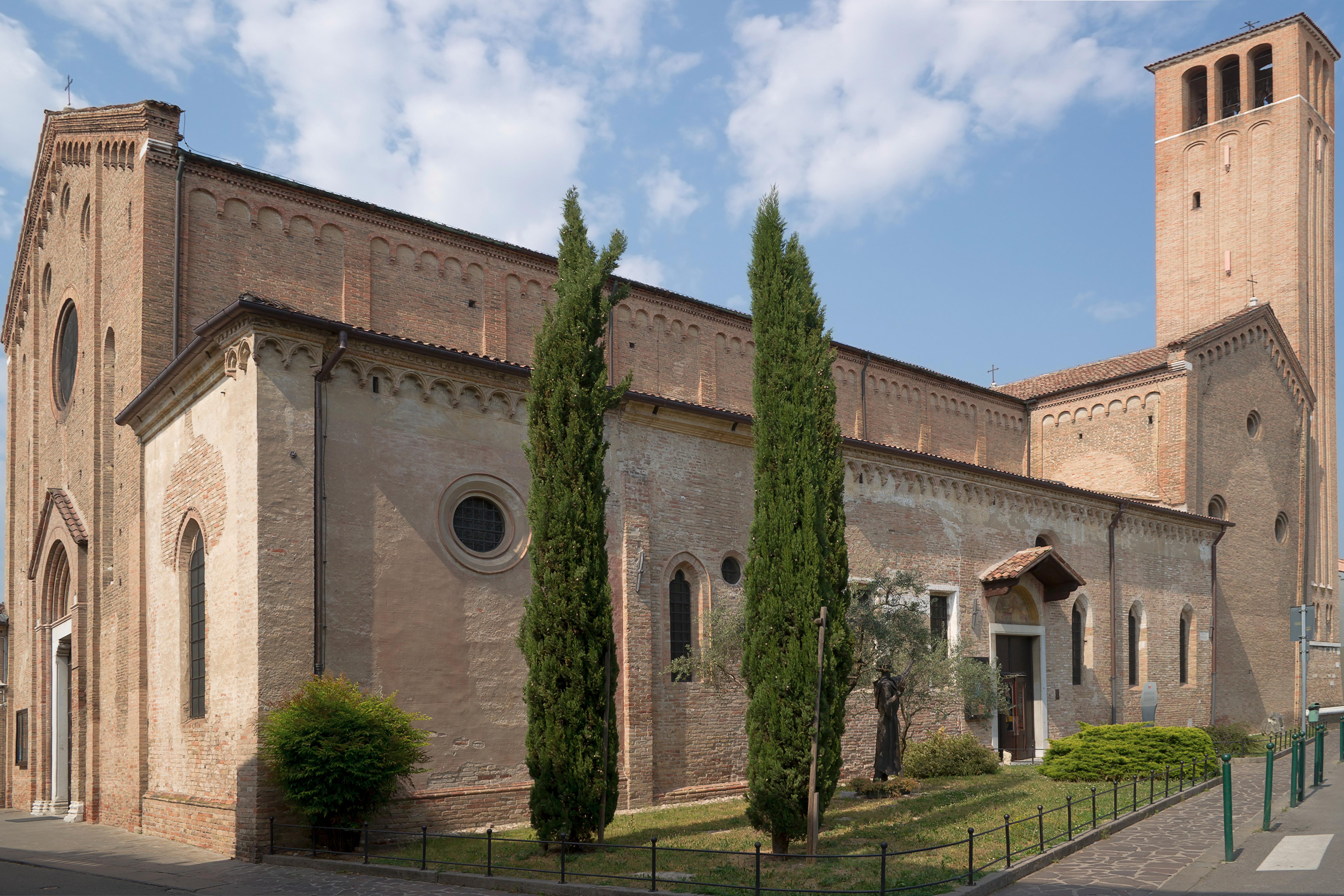
La Chiesa di San Francesco

- Tempio di San Nicolò, costruito all'inizio del XIV secolo dai Domenicani grazie ai 70.000 fiorini lasciati dal papa trevigiano Benedetto XI, è la chiesa più grande della città, superando anche il Duomo. Nel complesso conventuale annesso, oggi sede del Seminario vescovile, è conservato un importante ciclo di affreschi di Tomaso da Modena. Degne di nota sono le raffigurazioni di Ugo di Saint-Cher e Nicolò di Rouen, ritenute le prime opere pittoriche a riportare rispettivamente degli occhiali e una lente d'ingrandimento.

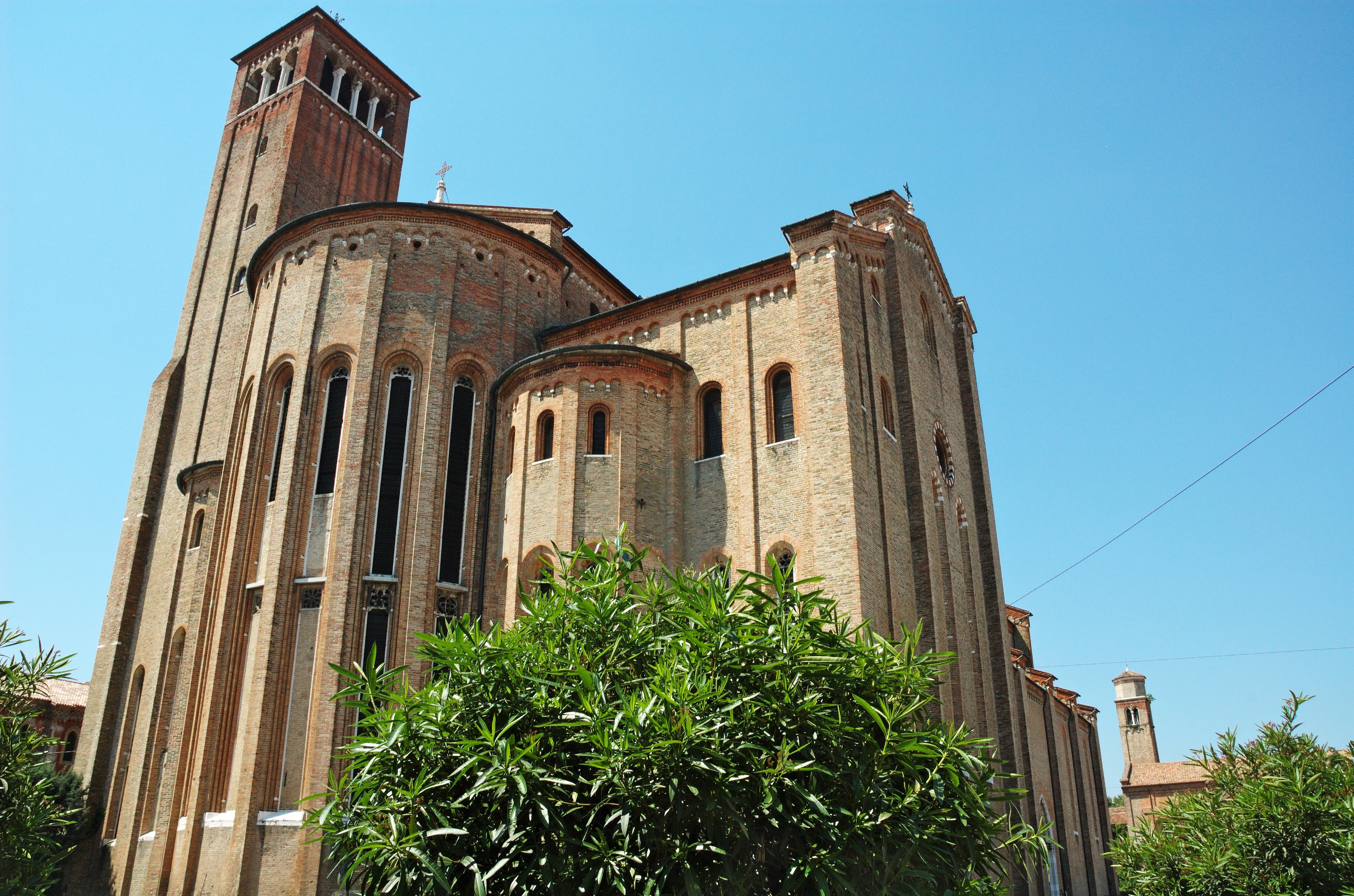
Le absidi del Tempio di San Nicolò

- Chiesa di San Martino Urbano, dell'antica cappella (la prima citazione è del 790) rimane oggi solo il campanile: il sacro edificio fu infatti distrutto durante il bombardamento del 1944. L'attuale chiesa fu realizzata dall'architetto Angelo Tramontini, iniziata nel 1960 e consacrata il 5 dicembre 1970 dal vescovo Antonio Mistrorigo[24].
- La Basilica di Santa Fosca in Santa Maria Maggiore, o "Madonna Granda"  è un luogo di culto cattolico situato nel centro storico di Treviso, sede parrocchiale. La nascita della chiesa di Santa Maria Maggiore risale, secondo la tradizione, ai primissimi tempi dell'evangelizzazione del territorio trevigiano compiuta da san Prosdocimo, protovescovo di Padova e discepolo dell'apostolo Pietro.Facciata della Basilica di Santa Maria Maggiore

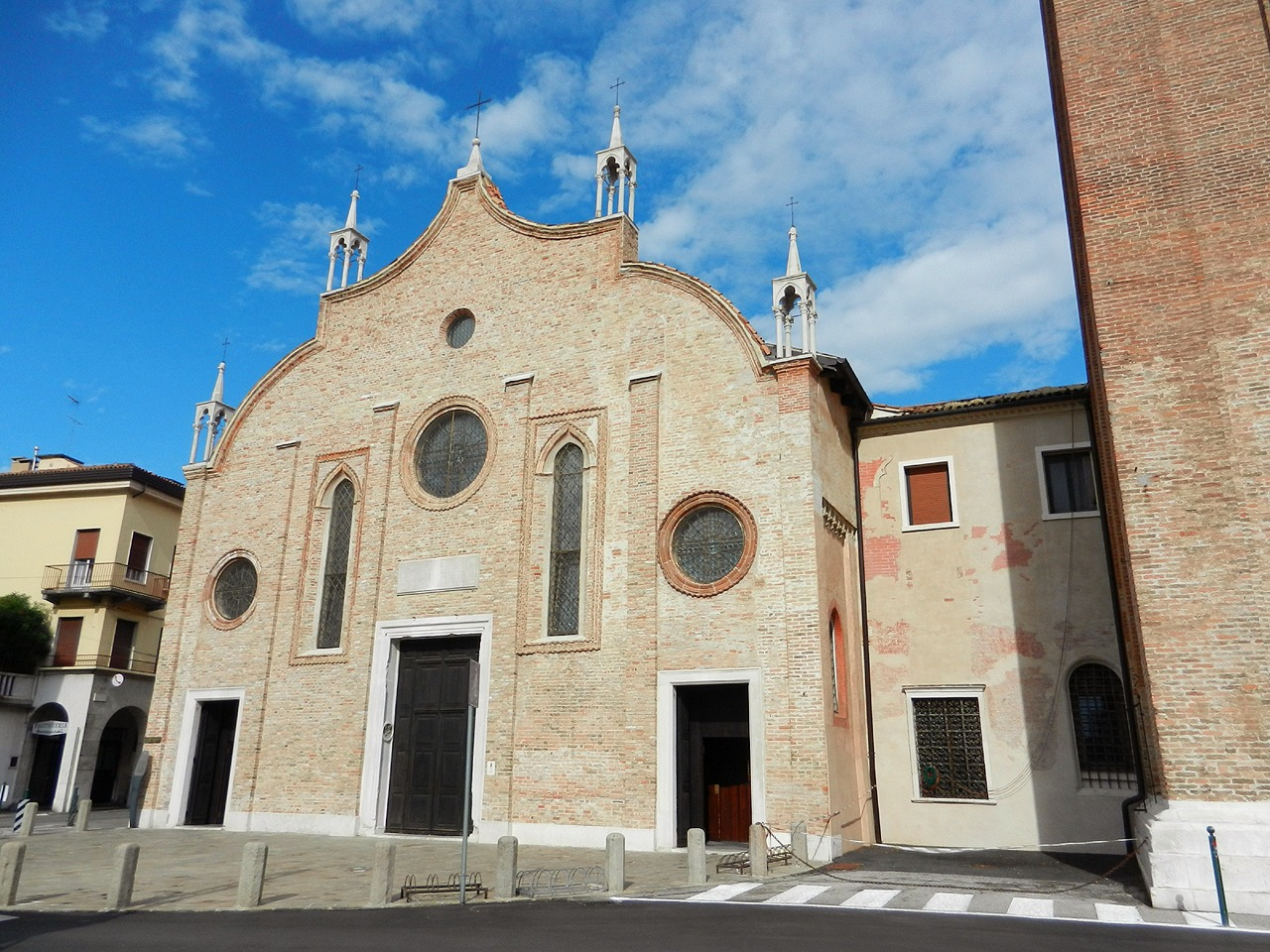
Facciata della Basilica di Santa Maria Maggiore

- Tempietto del Beato Enrico, risalente al 1830 e restaurato nel 2015[25].

#### Altre chiese
- La Chiesa di Sant'AgostinoChiesa di Sant'Agostino;

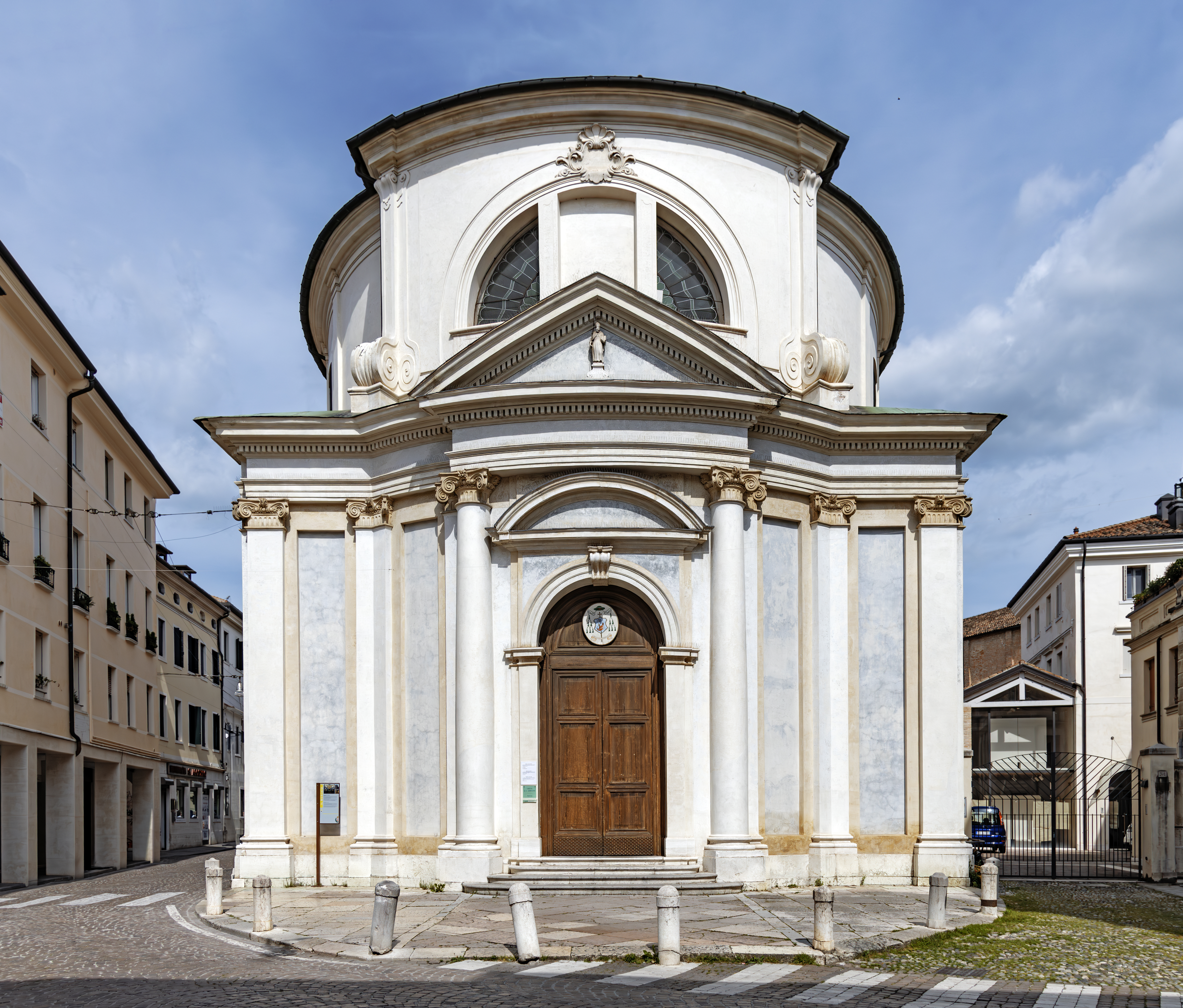
La Chiesa di Sant'Agostino

- Chiesa di San Giovanni Battista (Battistero della Cattedrale);
- chiesa di Santa Maria Maddalena;
- chiesa di San Leonardo;
- Chiesa di Santa Lucia (Treviso);
- Chiesa di Sant'Andrea in Riva;
- chiesa di Sant'Agnese;
- Chiesa di Santo Stefano;
- Chiesa di San Vito;
- Chiesa di San Gregorio (Treviso);
- Chiesa di San Gaetano (Treviso);
- Chiesa di Sant'Angelo, nel quartiere di Sant'Angelo;
- Chiesa di Sant'Ambrogio, nel quartiere di Sant'Ambrogio in Fiera;
- Chiesa di Sant'Anna Madre, in Santa Maria del Rovere;
- Chiesa di San Giuseppe, in San Giuseppe.
- Chiesa di Santa Bona, in Santa Bona.

#### Chiese sconsacrate
- ex chiesa e convento di Santa Caterina, ora sede dei Musei Civici;
- ex chiesa di Santa Croce, di proprietà di Fondazione Cassamarca e sede di conferenze ed eventi musicali;
- ex chiesa di Santa Margherita ed ex Chiesa di San Gaetano, ora sedi del Museo nazionale Collezione Salce;
- ex chiesa di San Teonisto, che ospita esposizioni ed eventi della Fondazione Benetton Studi Ricerche;
- ex Chiesa di Santa Maria Nova, ora sede degli spazi espositivi di Cà Scarpa insieme all'ex complesso monastico di Ognissanti.

#### Le Canoniche

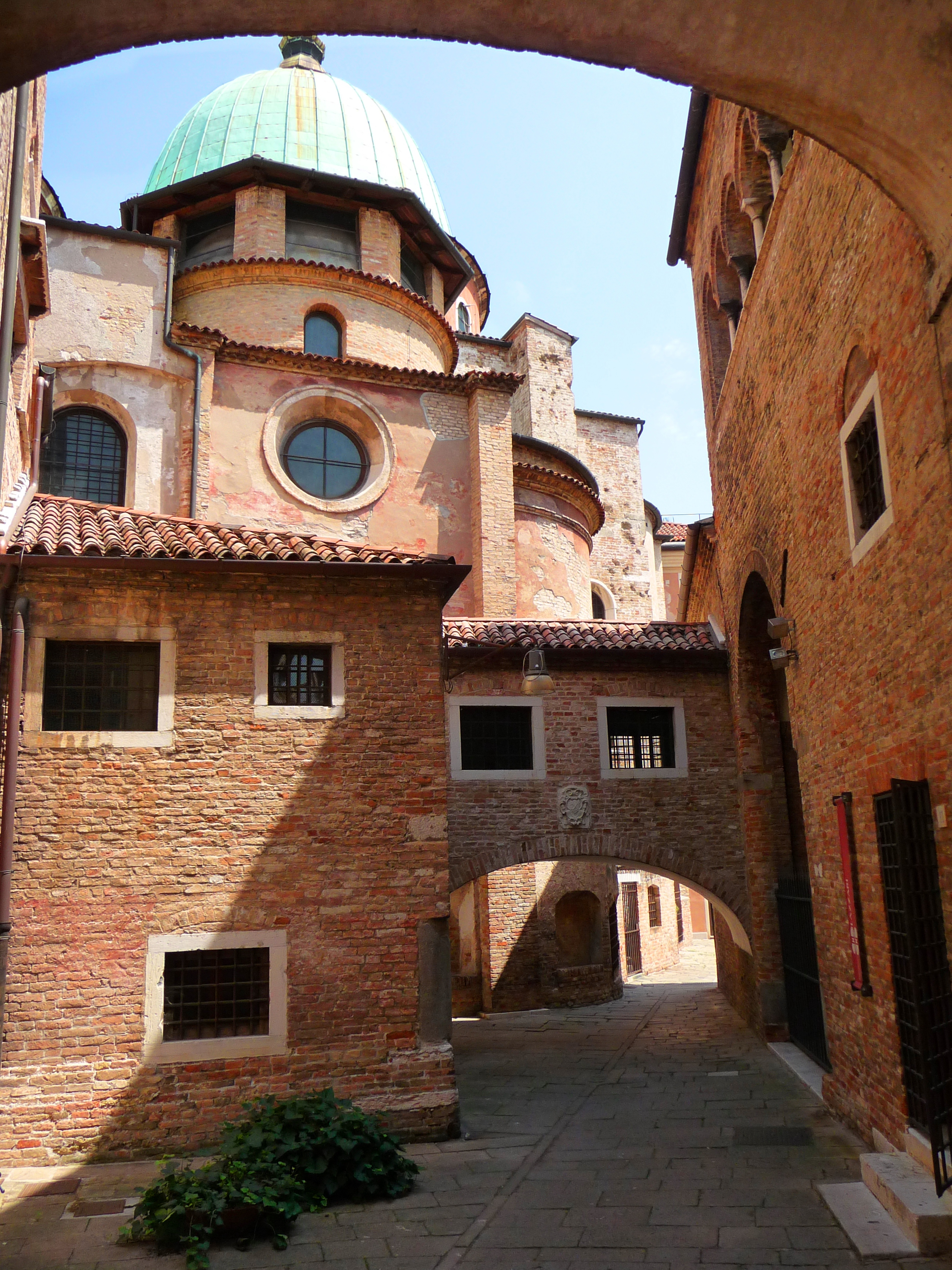
Veduta: a sinistra le Canoniche Vecchie, a destra le Canoniche Nuove della Cattedrale.

Il complesso delle Canoniche della Cattedrale sorge a sud-est del Duomo di Treviso. Le Canoniche Vecchie ospitano attualmente il Museo Diocesano di Arte Sacra, nelle Canoniche Nuove trova posto la Biblioteca capitolare di Treviso.
Il complesso degli edifici di cui fanno parte le Canoniche Vecchie e Nuove è tra i più antichi della città e si trova in un'area in cui, si tramanda, sorgeva il teatro della Tarvisium romana. Numerosi sono i reperti rinvenuti: la testimonianza più importante è certo la pavimentazione musiva del IV secolo visibile in via Canoniche.

### Architetture civili

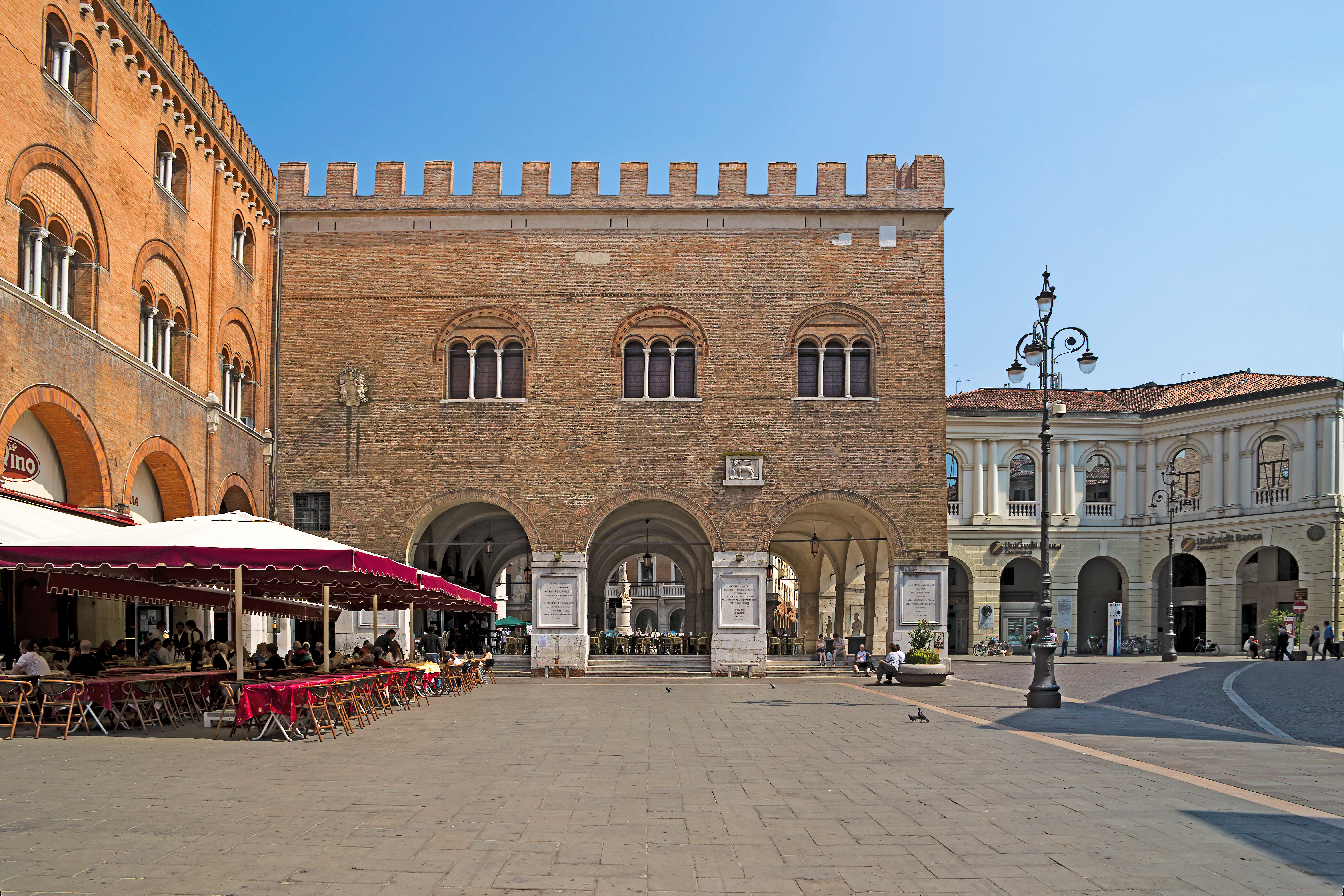
Piazza dei Signori e Palazzo dei Trecento, sede del consiglio comunale cittadino

- Piazza dei Signori, la piazza costituisce il cuore della città e suo centro culturale, storico e sociale. A est della piazza si trova il Palazzo dei Trecento o della Ragione, costruzione nel XII secolo, già sede del Maggior Consiglio. Una cicatrice sulle pareti esterne del palazzo ricorda gli importanti danni subiti nel 1944, durante il bombardamento di Treviso. A nord sorgono invece il Palazzo del Podestà (fine XV secolo, facciata rimaneggiata a più riprese fino al XIX secolo) e la caratteristica torre civica, che con 48 metri di altezza è la più alta tra le torri della città. Poco distante dal palazzo, all'inizio di via Calmaggiore, era collocata un tempo la Fontana delle tette, poi rimossa ed attualmente conservata sotto la loggia del Palazzo dei Trecento. Ad ovest della piazza e parallelo al Palazzo dei Trecento,si trova il Palazzo Pretorio o "dei Rettori Veneti".
- Monte di Pietà e Cappella dei Rettori, l'antica sede del Monte di Pietà si trova nell'omonima piazza, dietro al Palazzo del Podestà. Già sede del trecentesco Monte dei Pegni, il palazzo fu ricostruito nel 1462, anno in cui i Francescani proposero l'istituzione del Monte di Pietà, che venne ufficialmente fondata nel 1496 grazie all'interessamento del vescovo Nicolò Franco. All'inizio del XVI secolo l'edificio fu ingrandito, andando ad inglobare l'odierna chiesa di Santa Lucia e, successivamente (1561), la chiesa di San Vito. Gli ultimi interventi si ebbero nel Settecento, sicché attualmente il palazzo e le due chiese si presentano come un unico complesso con tanto di porticato in comune. A partire dall'inizio del XIX secolo, l'istituzione incominciò ad essere malvista dalle autorità francesi prima e austriache poi. Per le pesanti imposte, il Monte di Pietà abbandonò il progetto di ulteriori ampliamenti e, anzi, ridusse notevolmente la sua attività, tant'è che, nel 1822, veniva convertito in cassa di risparmio (la futura Cassamarca). All'interno si trova la cappella dei Rettori, pregevole ambiente che conserva affreschi del Fiumicelli, tele del Pozzoserrato e cuoi di Cordova. Il tema delle decorazioni alludono al soccorso e all'indulgenza. Dal dicembre 2004 il Monte di Pietà è stato acquistato dalla Fondazione Cassamarca. Attualmente ospita uffici di UniCredit e alcuni esercizi pubblici[26][27].

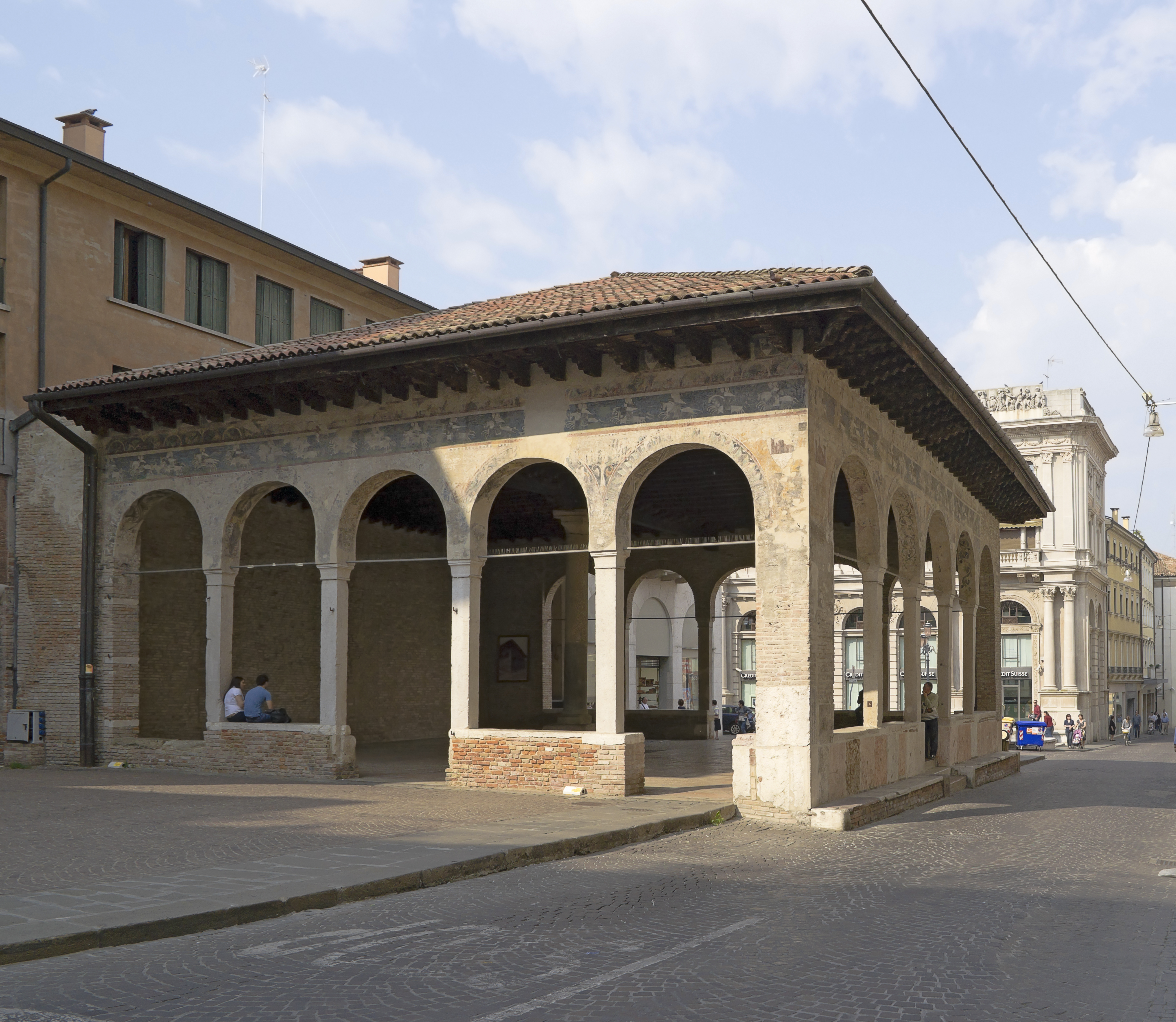
La Loggia dei Cavalieri

- Loggia dei Cavalieri, simbolo del potere politico assunto da nobili e cavalieri nel periodo del Libero Comune, la Loggia dei Cavalieri è un esempio di romanico trevigiano con influssi dell'eleganza bizantina. Fu costruita sotto la podesteria di Giacomo da Perugia (1276) come luogo di convegni, conversazioni, giochi.
- Le Torri di Treviso risalgono, nel loro impianto generale, al medioevo.
- Monumento ai caduti di tutte le guerre, denominato "Gloria" costituisce un simbolo importante della storia di Treviso. Sorge in Piazza della Vittoria nel centro storico di Treviso, è stato inaugurato nel 1931 alla presenza del Re ed è stato voluto per rendere onore al sacrificio della città nell'ultima fase della Grande Guerra.
- Piazza Rinaldi, deve il proprio nome ai tre palazzi che vi si affacciano, nei secoli residenze delle famiglie Rinaldi e di Favaro. Il più antico risale al duecento, quando la famiglia, sfuggita al Barbarossa, era appena giunta a Treviso. Il secondo palazzo, decorato con curiosi archi ogivali inflessi in una loggia al primo piano, è di epoca quattrocentesca. Il terzo e ultimo palazzo fu costruito nel XVIII secolo. Nella piazza vi era una "stazione di posta". All'inizio del Novecento divenne luogo di mercato e di incontro. A partire dall'anno 2016 Piazza Rinaldi, oggetto di un restyling con la piantumazione di tre alberi di quercia, è divenuta pedonale.
- Rivera Santa Margherita, è un'importante area pedonale, caratterizzata da edifici storici, come Palazzo Giacomelli - Dolfin, e spazi verdi. La riviera prende il nome dalla Chiesa di Santa Margherita, oggi ancora esistenze nella zona. Durante il XX secolo, ha subito diversi interventi di riqualificazione.

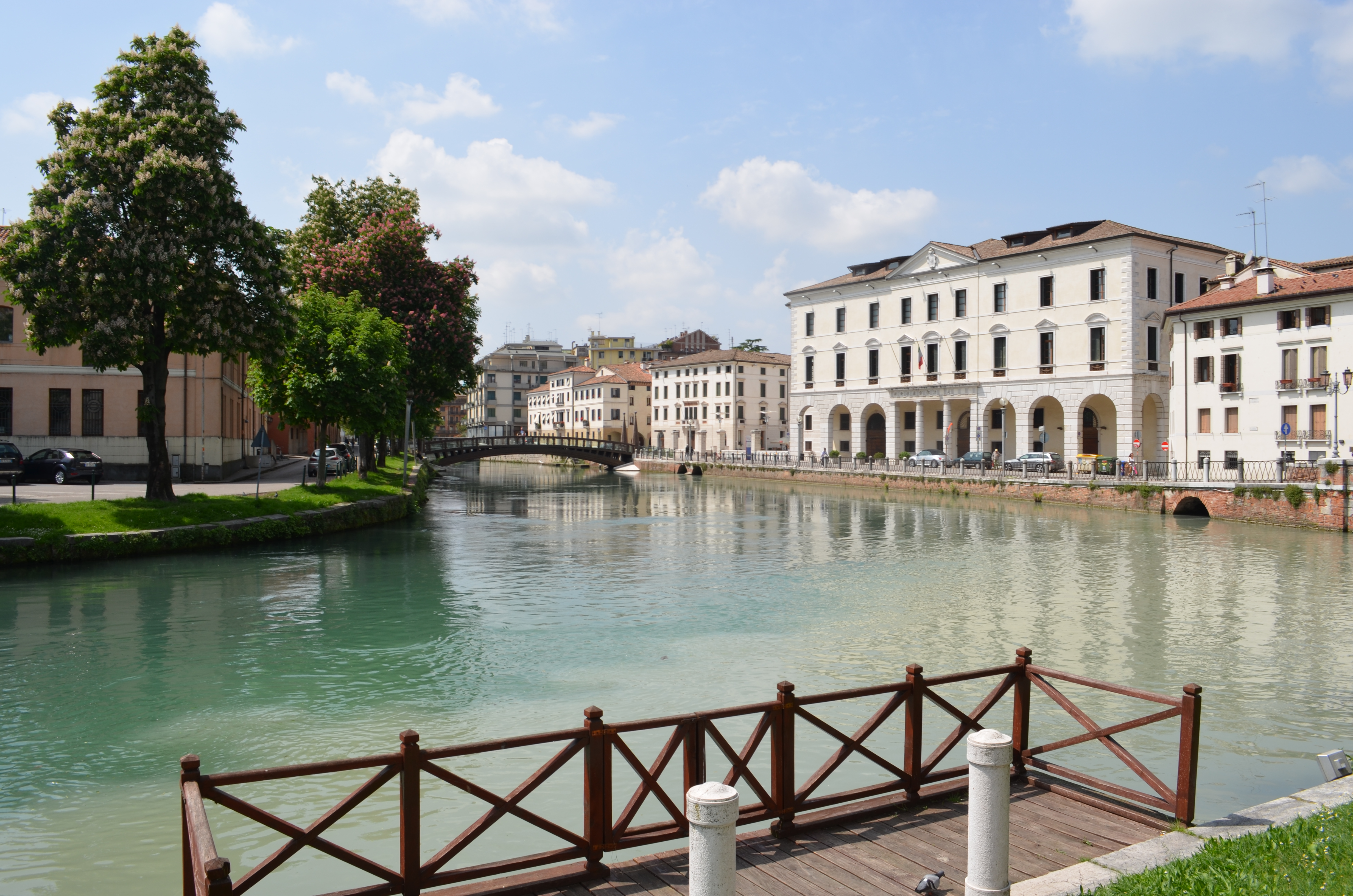
Riviera Garibaldi, vista dell'ex-ospedale e del ponte dell'Università

- Palazzo Giacomelli, già noto come Palazzo Dolfin e successivamente Palazzo Calzavara, è un edificio storico di Treviso eretto alla fine del XVII secolo e completato nei primi anni del XVIII secolo. Sorge nei pressi del fiume Sile, vicino all’antico sito del Portello, un punto strategico dove un tempo attraccavano le imbarcazioni in transito, per lo più provieniti da Venezia. Il palazzo fu progettato dall’architetto Andrea Pagnossin, autore anche della facciata di Palazzo Onigo e della Chiesa dei Santi Quaranta. La sua austera facciata si distingue per la presenza di quattro pilastri che sorreggono un timpano, accentuando la maestosità dell’edificio. Al piano superiore, una grande finestra centrale ad arco a tutto sesto contribuisce allo slancio visivo della struttura. Gli interni sono arricchiti da un'ampia gradinata e dalla Sala delle Feste, progettata per ricevimenti e eventi mondani. Il soffitto della sala, suddiviso in tre comparti e decorato con una cornice di foglie di quercia, è affrescato con scene di banchetti e danze attribuite al pittore Luigi Dorigny, secondo lo storico Lorenzo Crico.[28]
- Ponte de Pria, (ponte di pietra) è un ponte addossato alle mura, nel luogo in cui il Botteniga entra in città e si divide nei diversi cagnani. Qui vi sono delle chiuse, ideate da fra' Giocondo per inondare i dintorni di Treviso a scopo difensivo.
- Quartiere Latino, presso la confluenza tra Sile e Cagnan Grande, realizzato dall'architetto Paolo Portoghesi restaurando l'ex ospedale di Santa Maria dei Battuti (altrimenti detto di San Leonardo), ospita assieme all'ex Distretto Militare il polo universitario cittadino.
- Ponte Dante, che un tempo era detto “dell’impossibile” per le difficoltà affrontate durante la sua costruzione. Successivamente, prese il nome di Ponte Dante, dopo che Dante Alighieri nominò Treviso nel IX canto del Paradiso, con il verso “Là dove il Sile e Cagnan s’accompagna”. Sul ponte si trova una stele costruita per l’occasione dei seicento anni della nascita di Dante Alighieri da Luigi Borro, uno scultore bellunese.[29]
- Pescheria, è una piazza circondata da acqua, progettata nel 1856 da Francesco Bomben e successivamente restaurata nel 2002 da Toni Follina. Di mattina, è il sito del mercato del pesce.[29]

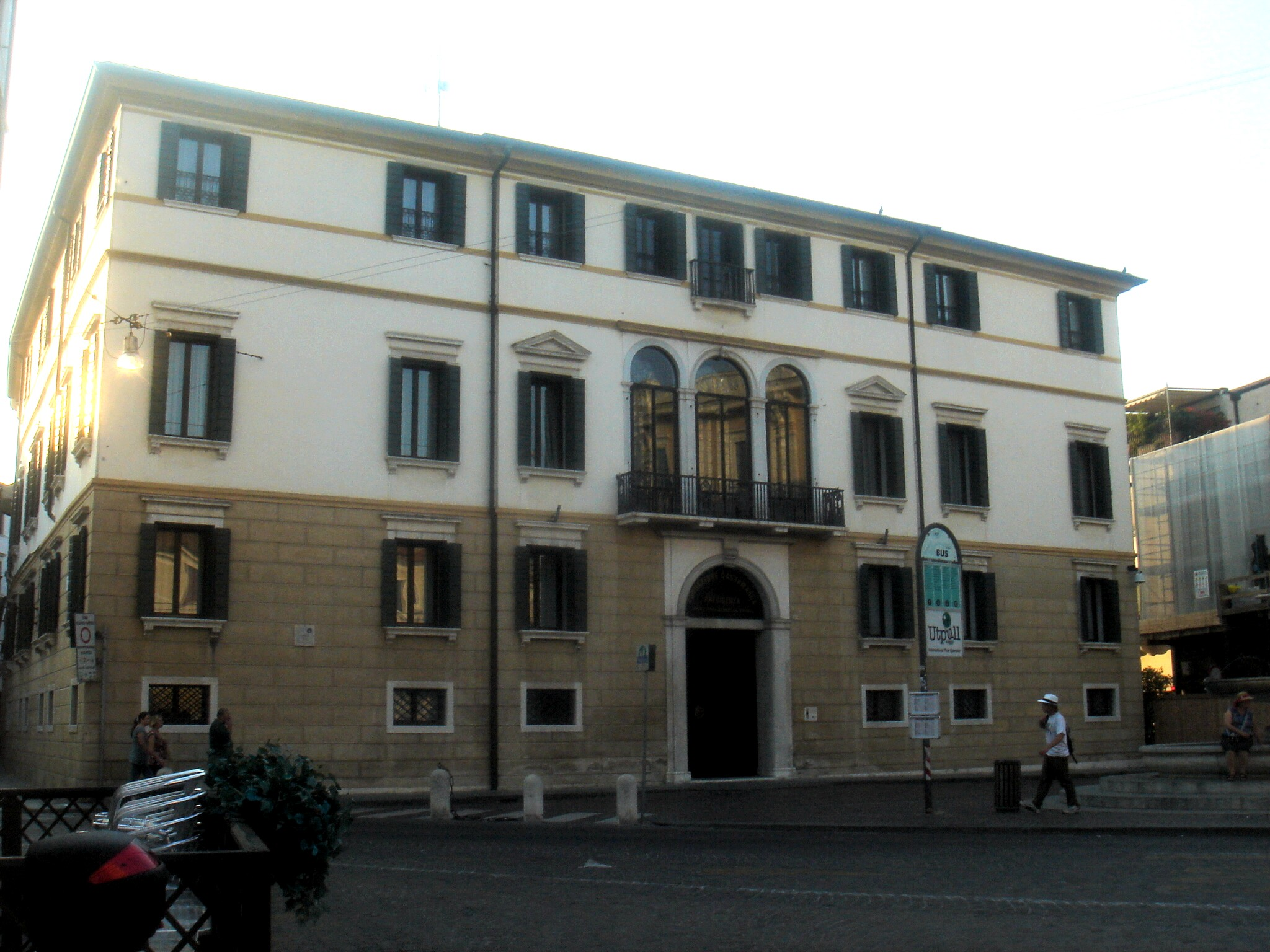
Ca' Spineda.

- Villaggio Eden, la costruzione di questo villaggio operaio è stata voluta, all'inizio del Novecento, dall'industriale Graziano Appiani con l'intenzione di realizzare un progetto urbanistico e sociale a favore dei moltissimi lavoratori che si trasferivano in città dalle campagne e dai paesi vicini per lavorare nella sua azienda, la Fabbrica laterizi e fornaci Sistema Privilegiato della Ditta Appiani & C. L'ambizioso progetto, finalizzato a dare concreta applicazione alle idee dell'economista e sociologo Giuseppe Toniolo, si concretizzò in diverse decine di unità abitative per i dipendenti dell'Appiani, nell'Eden Teatro, in un caffè ristoratore, una stand per il tiro al piccione e uno spaccio-distilleria. Recentemente in quella zona è sorta l'Area Appiani dell'architetto ticinese Mario Botta ispirata ai borghi medievali italiani.
- Villa Bornello, disegnata da Roberto Pamio e Renato Toso nella prima periferia della città è un riuscito esempio di residenza d'architettura moderna, con richiami a Carlo Scarpa e F.LWright, fusa nel grande parco che la circonda.

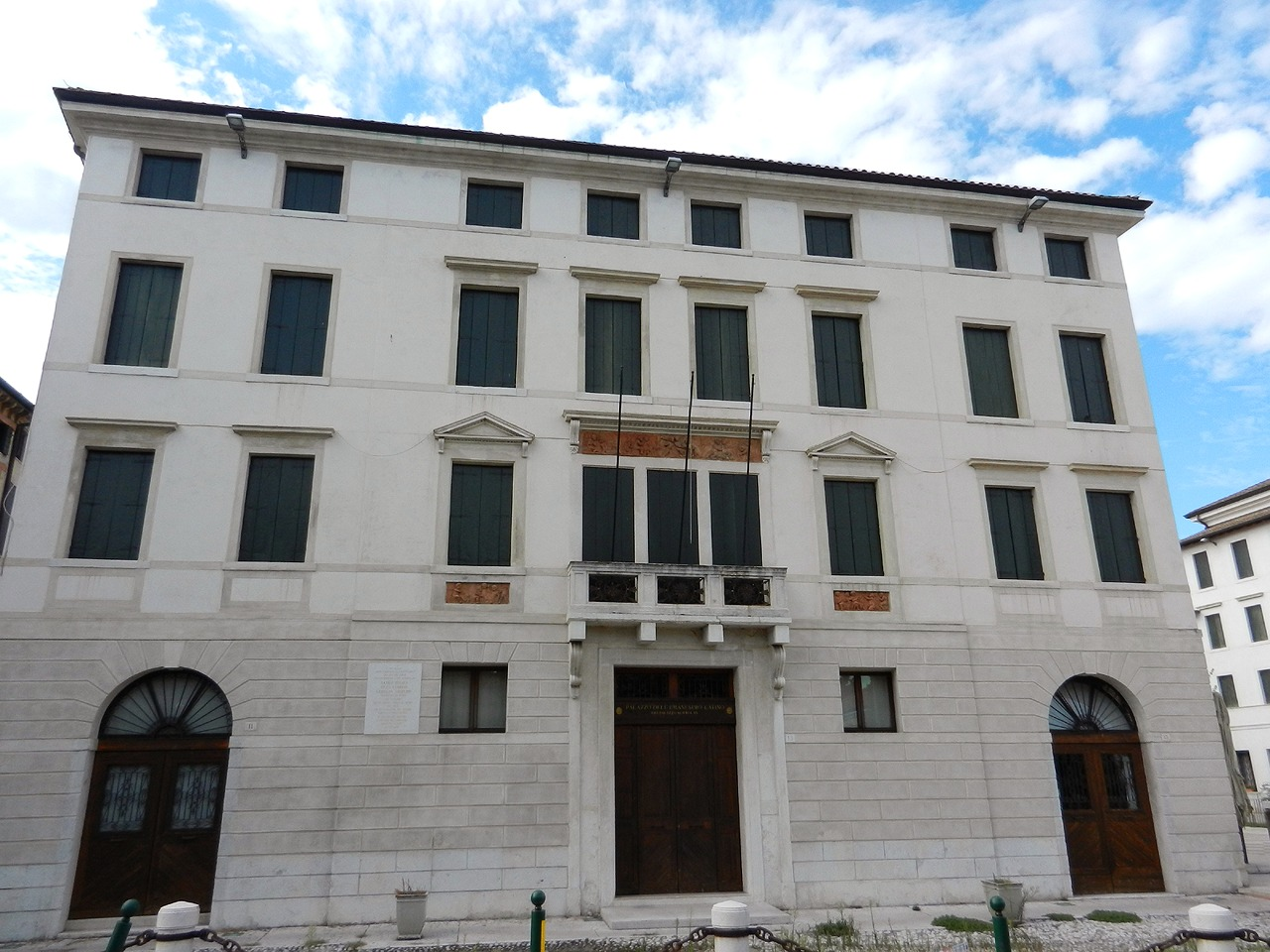
Palazzo Bortolan o "dell'Umanesimo Latino"

#### Palazzi di Treviso
- Ca' dei Carraresi;
- Ca' da Noal;
- Ca' da Robegan;
- Ca' Sugana, Palazzo Municipale;
- Ca' Spineda;
- Ca' dei Ricchi;
- Palazzo Rinaldi;
- Palazzo Hesperia;
- Palazzo Coletti;
- Palazzo Caotorta;
- Episcopio, o Palazzo Episcopale;
- Palazzo dei Trecento;
- Palazzo del Podestà, sede della Prefettura;
- Palazzo Pretorio, o "dei Rettori Veneti";
- Palazzo Dolfin - Giacomelli;
- Palazzo Scotti;
- Palazzo Littorio;
- Palazzo dell'Università - Ex ospedale civile;
- Palazzo Bomben;
- Palazzo Ancillotto;
- Palazzo del Tribunale;
- Palazzo Bortolan, o dell'Umanesimo Latino;
- Palazzo Onigo;
- Palazzo Da Borso;
- Palazzo Della Luce;
- Casa Zanchetta;
- Villa Bornello

### Architetture militari

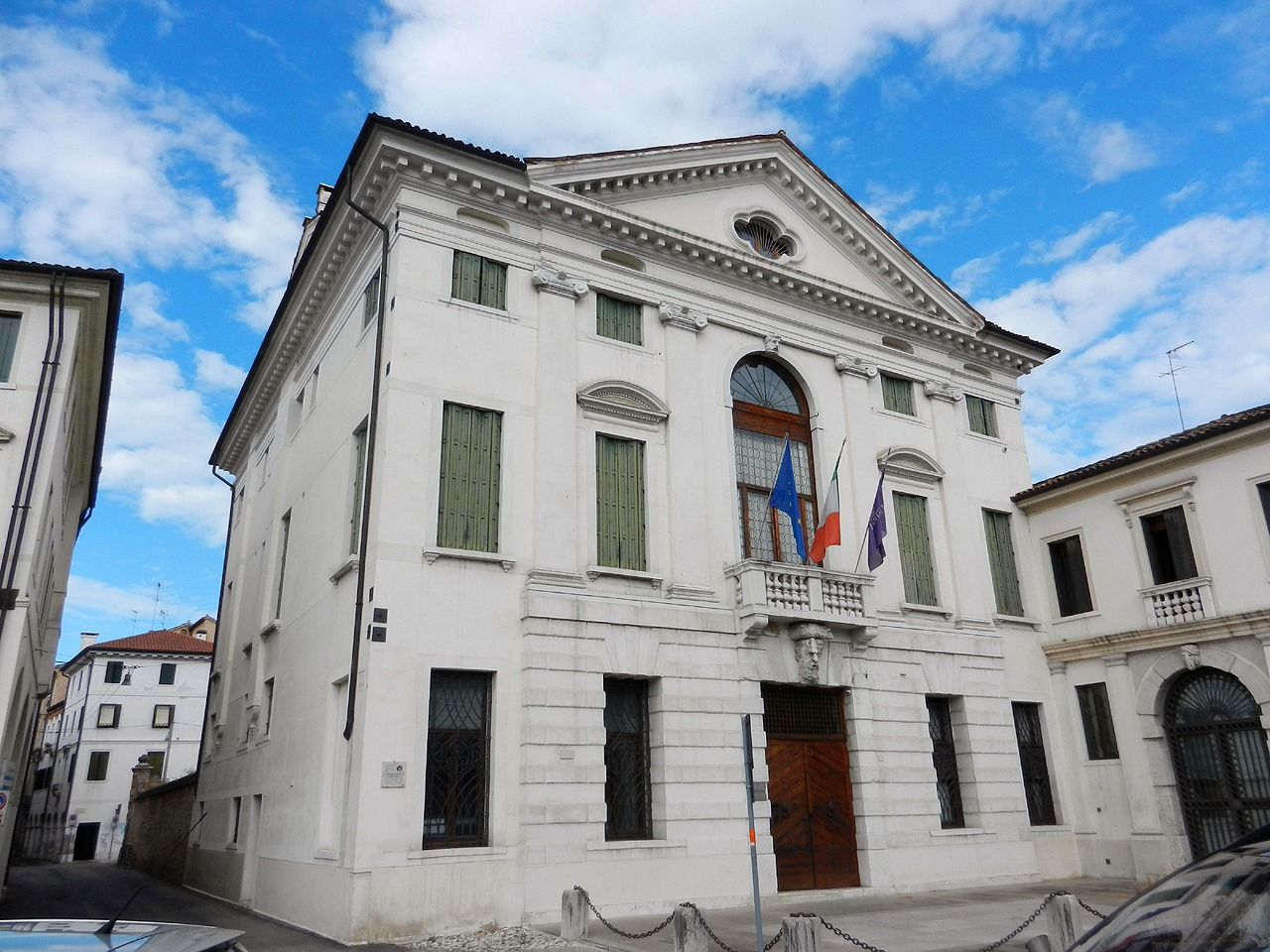
Palazzo Dolfin - Giacomelli

Il centro storico è ancora parzialmente racchiuso dalla cinta muraria costruita nel 1509 in vista della guerra della Repubblica di Venezia contro la lega di Cambrai. Oltre alla costruzione di imponenti mura bastionate e la deviazione di parte del fiume Botteniga, il progetto del frate Giovanni Giocondo, cui il Consiglio dei Dieci aveva affidato le opere di fortificazione, comportò anche l'abbattimento di diversi edifici, tra i quali parte dell'antico santuario di Santa Maria Maggiore.
Alle tre porte monumentali di seguito citate si aggiunsero, nella seconda metà del XX secolo, numerosi varchi.

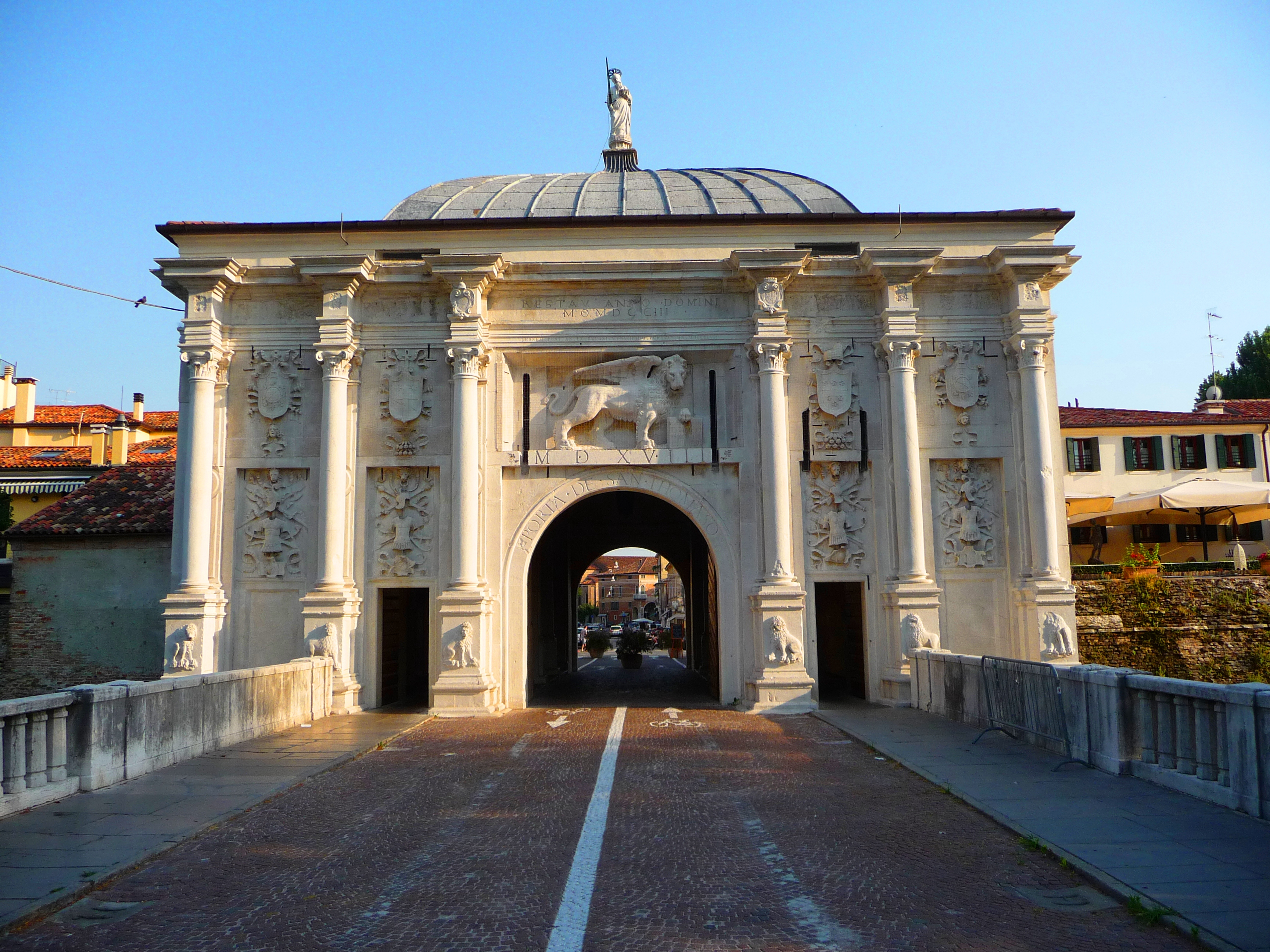
Porta San Tomaso

- Porta San Tommaso, la più maestosa delle tre porte, fu eretta nel 1518 dal podestà Paolo Nani (doveva infatti chiamarsi "porta Nana" ed è sovrastata da una statua raffigurante San Paolo) su progetto, forse, di Guglielmo Bergamasco. Il nome rimanda a una vicina chiesa dedicata a San Tommaso di Canterbury, oggi distrutta. Interamente rivestita da elementi decorativi in pietra d'Istria, riprende lo schema degli archi trionfali classici.

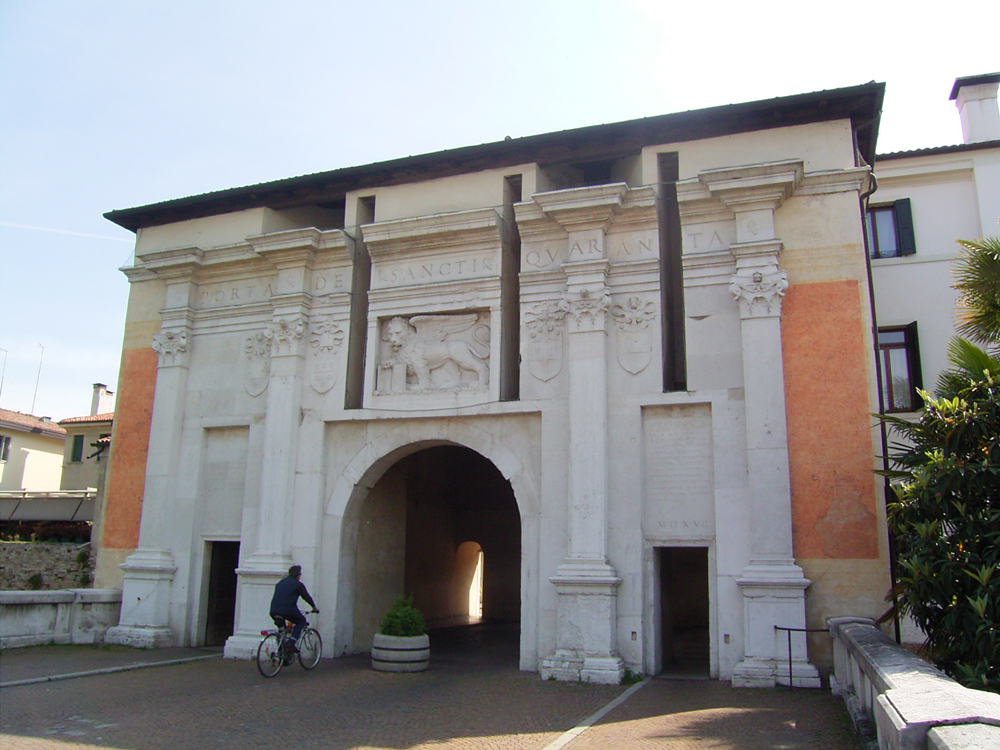
Porta Santi Quaranta

- Porta Santi Quaranta, garantiva l'accesso da Ovest, è intitolata ai Quaranta martiri di Sebaste, soldati cristiani che, durante la persecuzione di Licinio in Armenia, si rifiutarono di onorare degli idoli e furono per questo puniti con l'assideramento e il rogo. In periodo risorgimentale la porta assunse il nome di Porta Cavour (la strada che dalla Porta va verso piazza dei Signori, si chiama tuttora "Borgo Cavour"), per poi tornare all'originaria denominazione. La costruzione è a pianta quadrata e la facciata, in pietra d'Istria, con tre archi di cui quello centrale più ampio sopra il quale spicca il leone marciano.

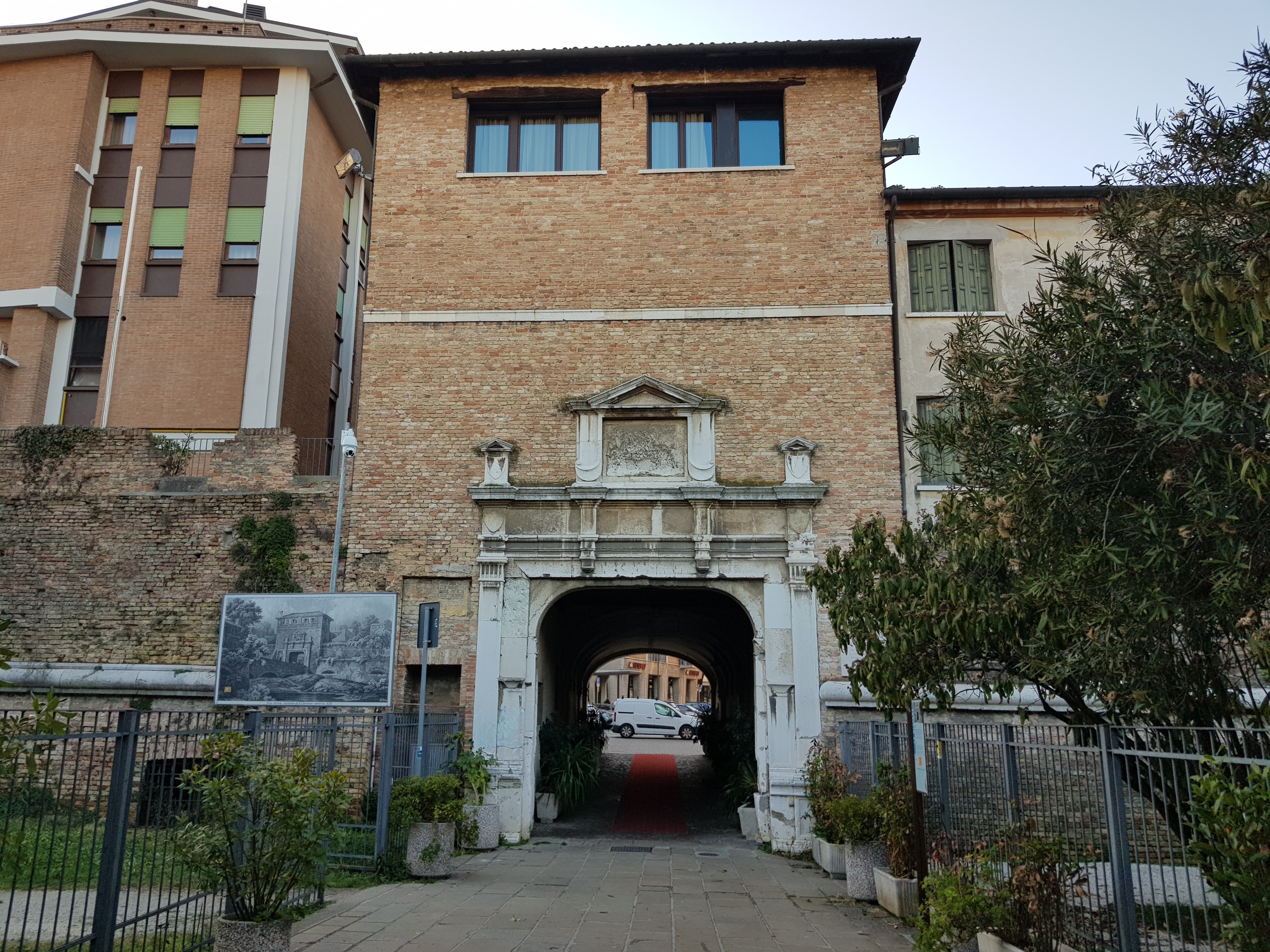
Porta Altinia

- Porta AltiniaPorta Altinia, il nome della porta, che si rivolge a levante è legato alla città romana di Altino, dalla quale si poteva giungere attraverso l'attuale provinciale "Jesolana". Fu realizzata nel 1514 accanto a una precedente porta medievale di cui sussistono le volte. Il suo aspetto, con mattoni a vista e poche decorazioni in pietra, è decisamente più sobrio rispetto alle altre due porte. La parte superiore è sagomata a mo' di torrione con ampi finestroni sulle facciate interna ed esterna, mentre i fronti laterali presentano ancora i fori delle cannoniere.

#### Canali
Talvolta chiamata "la piccola Venezia", Treviso è bagnata da diversi canali, tutti originati dalla divisione in rami (detti "cagnani") del Botteniga. Il fiume entra in città passando sotto il "Ponte de Pria" (Ponte di Pietra) in corrispondenza del quale vi sono delle chiuse, ideate e fatte costruire da Fra' Giocondo. Altri due rami del Botteniga costeggiano le mura cittadine per immettersi poi, come i "cagnani", nel fiume Sile che lambisce il lato sud del centro storico.
Il Cagnan Medio o canale dei Buranelli, è una delle più pittoresche diramazioni del Botteniga che caratterizzano il centro storico. Il toponimo si riferisce ad uno dei ponti che attraversa il corso d'acqua, detto appunto ponte dei Buranelli, nei pressi del quale si trova tuttora un edificio cinquecentesco un tempo dimora e magazzino di commercianti provenienti dall'isola lagunare veneziana di Burano.
Altro corso d'acqua è il canale della Roggia, da cui deriva il nome dell'omonima via (Via Roggia), che percorre l'ala ovest del centro storico, passa nelle vicinanze di Piazza Duomo e successivamente di Piazza Borsa, per poi confluire nel Sile all'altezza di Riviera Santa Margherita.
Già nel XIV secolo il poeta fiorentino Fazio degli Uberti, nel suo Dittamondo, cantava "le chiare fontane" di Treviso ed il "piacer d'amor che quivi è fino". L'Abate Bailo, nella propria guida della città del 1872, loda la purezza delle acque di Treviso, al punto da scrivere: "quest'acque meritano che il forestier le gusti, né si dirà di conoscere Treviso, se non si sono gustate le sue acque".

#### Fontane
Le trentatré fontane tutt'oggi presenti all'interno delle mura vennero installate, ad esclusione delle fontane di piazza S. Vito e piazza S. Leonardo e della particolare fontana delle Tette, per motivi di utilizzo domestico. Il rapporto con gli abitanti della via o della piazza era quotidiano e cadenzato dagli eventi legati allo svolgersi della giornata.
Tra le fontane della città vi sono:
- fontana delle Tette;
- fontana di piazza San Leonardo;
- fontana di piazza San Vito;
- fontana dei Tre Visi;
- fontana dell'Ospedale di Santa Maria dei Battuti;
- fontana di piazza Pola;
- fontana di vicolo Pola.

#### Ville venete

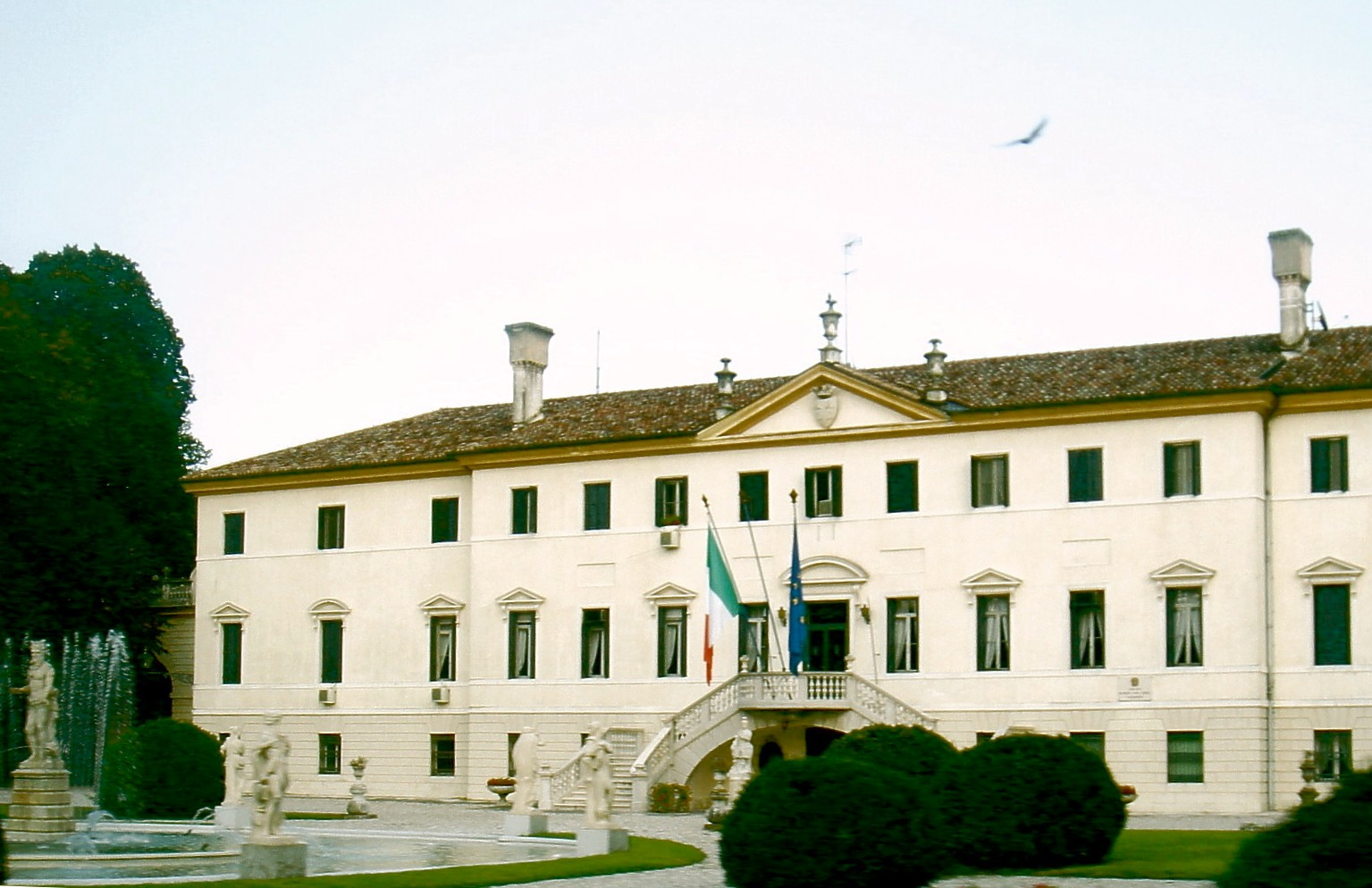
Facciata di Villa Manfrin detta "Margherita"

Le numerose ville venete schedate dall'IRVV nel comune di Treviso coprono un ampio arco temporale, dal XVII al XIX secolo dovuto all'espansione di Venezia in terra ferma. Particolarmente interessanti sono Ca' Zenobio Alverà Ceccotto a Santa Bona e Villa Manfrin detta Margherita a Sant'Artemio.

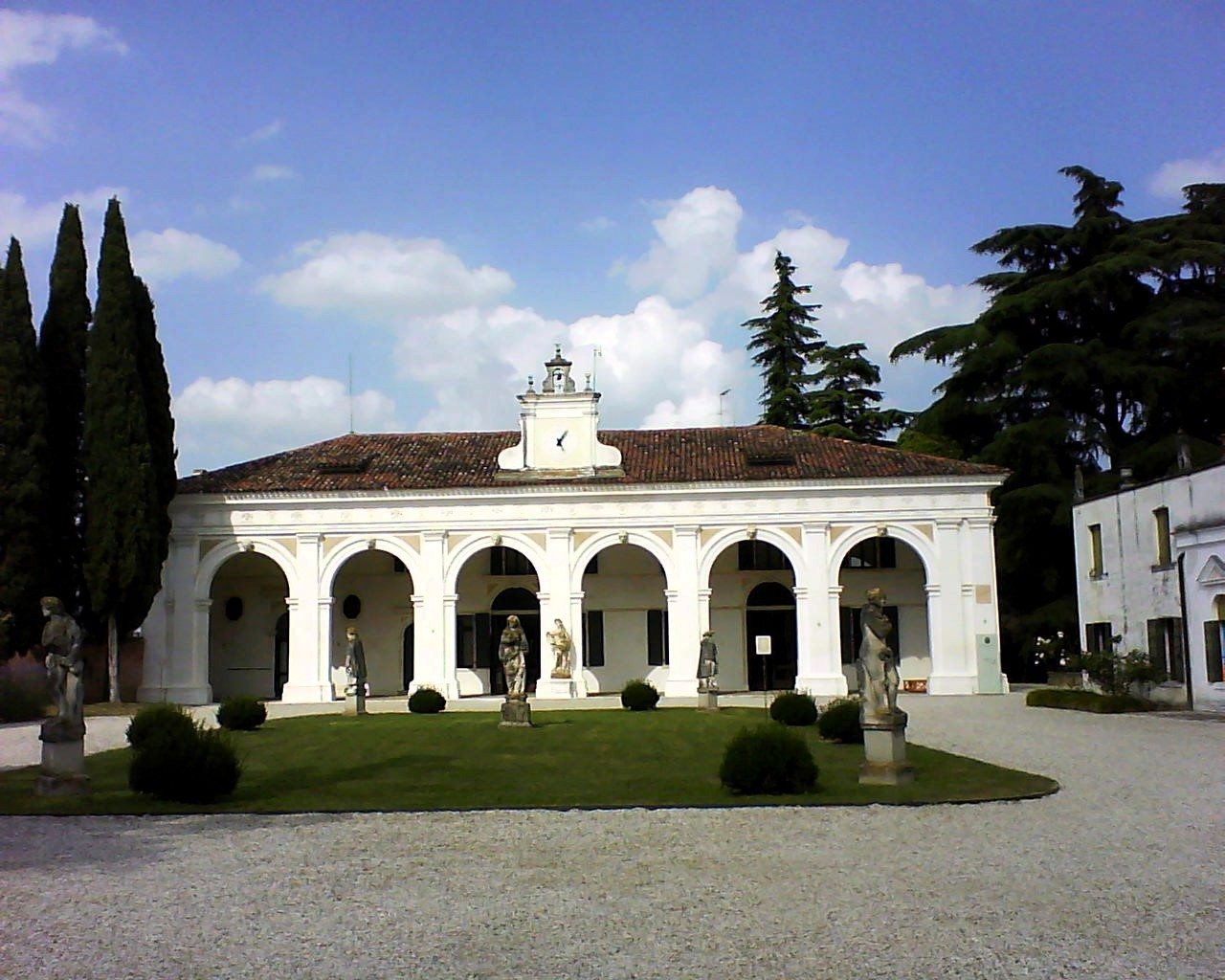
Villa Ca' Zenobio

#### Parchi urbani
All'interno della città di Treviso sono presenti numerose aree verdi tra cui:
- Il Parco naturale regionale del Fiume Sile e le Restere:

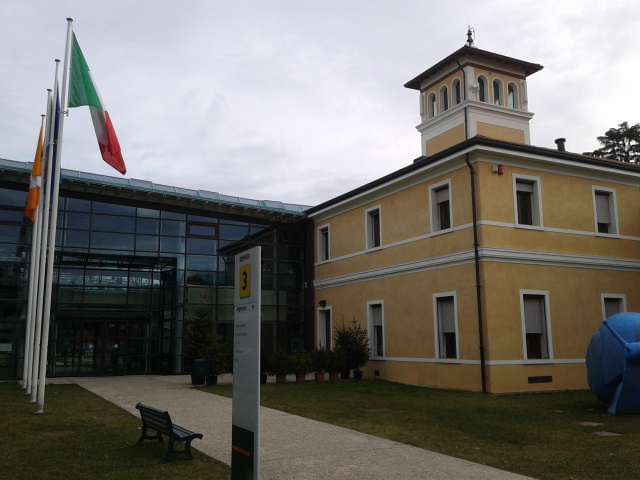
La sede dell'Amministrazione Provinciale di Treviso presso il Parco Sant'Artemio

- Il Parco dello Storga e il Parco Sant'Artemio, area protetta gestita dalla Provincia di Treviso istituita con lo scopo di tutelare il patrimonio naturalistico ed etnografico locale. All'interno del Parco Sant'Artemio si trova l'ex ospedale psichiatrico Sant'Artemio ora sede dell'Amministrazione Provinciale di Treviso;
- Il Parco di Villa Margherita;

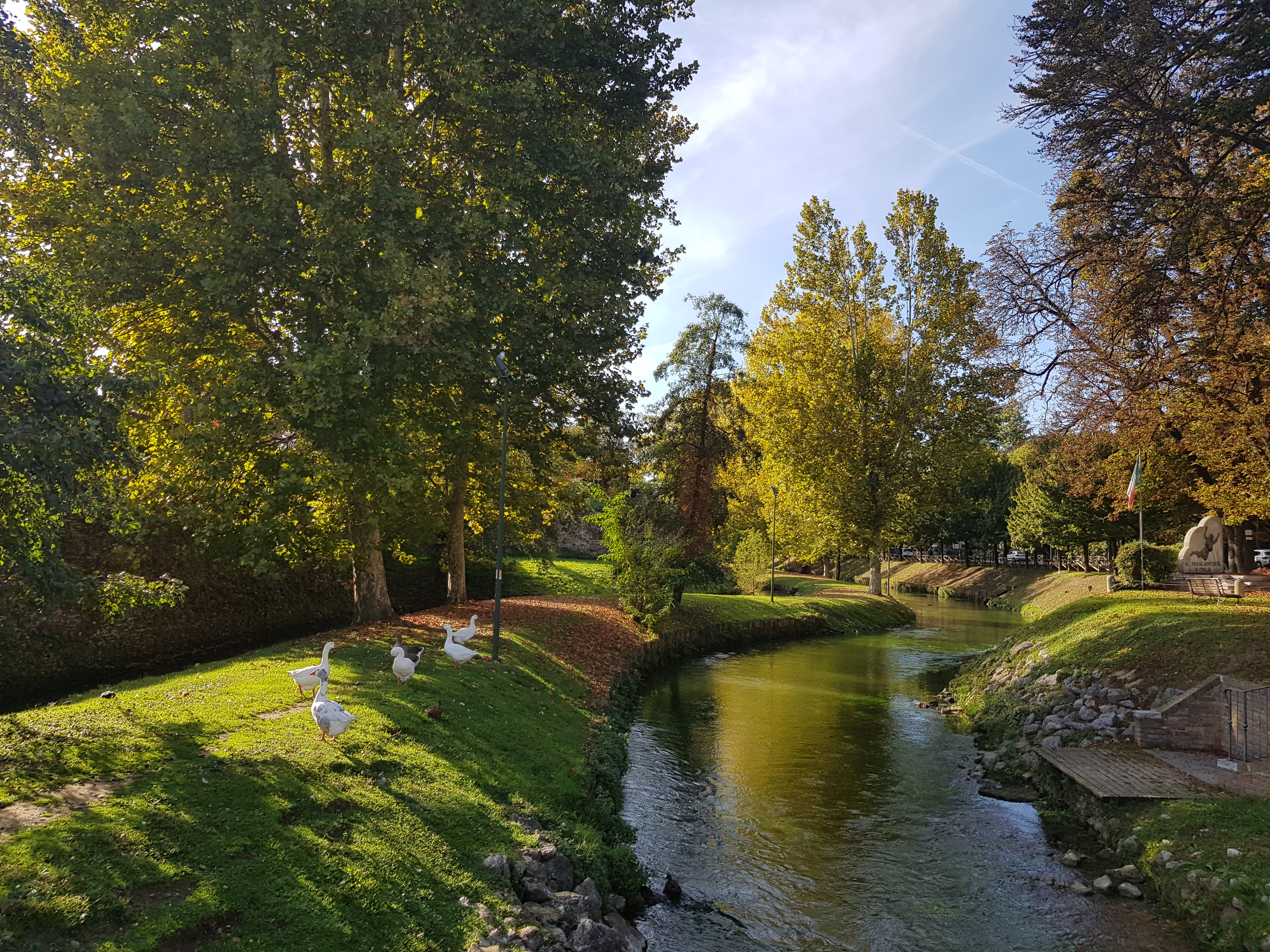
Il Parco delle Mura "Isola del Paradiso" nei pressi di Porta Manzoni

- Il parco delle Mura, da Bastione San Paolo a Bastione San Marco e Porta Santi Quaranta.

## Società

### Evoluzione demografica
Abitanti censiti

### Etnie e minoranze straniere
Al 31 dicembre 2023 gli stranieri residenti nel comune erano 12.053,  ovvero il 14,1% della popolazione. Di seguito sono riportati i gruppi più consistenti:
1. Romania 1 644
2. Kosovo 1 040
3. Cina 1 082
4. Bangladesh 982
5. Nigeria 692
6. Albania 600
7. Moldavia 581
8. Ucraina 510
9. Marocco 409
10. Sri Lanka 407

### Lingue e dialetti
Accanto alla lingua italiana, il dialetto in uso a Treviso e dintorni è un veneto con un'impostazione molto simile a quello veneziano. Le differenze riguardano anzitutto la resa di ŏ latino in sillaba libera, che è pronunciato /ɔ/ e non /o/ ("fuoco" è fògo e non fógo) e nell'evoluzione del suffisso latino -ĕllus che è -èl ("fratello" è fradèl e non fradèło). La tipicità più evidente è però data dall'intonazione, in particolare nelle interrogative in cui si ha l'allungamento dell'ultima sillaba anche se atona (qua? e maja? sono pronunciati /'kwaa/ e /'majaa/).
Prima della conquista della Serenissima, che diede inizio alla penetrazione culturale veneziana in terraferma, a Treviso si parlava una forma di veneto settentrionale affine ai dialetti attualmente in uso nella Pedemontana e nel Bellunese.

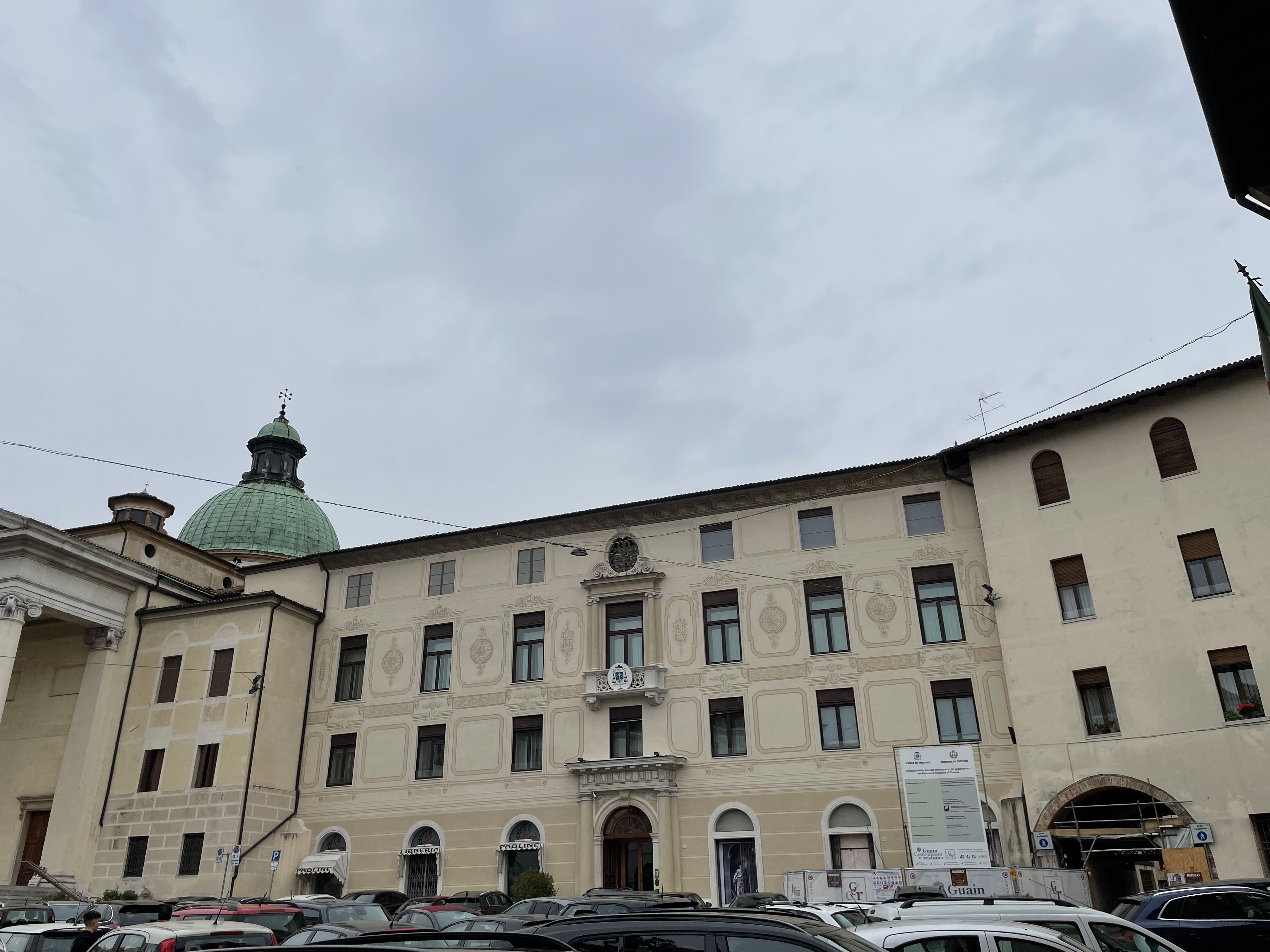
Il Palazzo Vescovile di Piazza Duomo

### Religione
La prima confessione religiosa a Treviso è quella cattolica. La città è sede vescovile e il territorio comunale è suddiviso in 27 parrocchie comprese nel vicariato urbano. Tra le altre comunità religiose spiccano quella musulmana e varie confessioni cristiane non cattoliche. A Canizzano esiste un grande complesso dei Testimoni di Geova che vi si radunano per i loro congressi annuali e le settimanali adunanze.

### Qualità della vita
Da luglio 2014 si attua su tutto il territorio comunale la raccolta differenziata porta a porta. Tra i comuni capoluogo di provincia italiani, Treviso è la prima città dove si applica la tariffa puntuale (cioè si paga in base alla quantità di rifiuti prodotti) e la prima per percentuale di rifiuti avviati a recupero (l'85,6% del totale nel 2016)
Inoltre, negli anni 2016 e 2017, l'Amministrazione comunale ha realizzato un apprezzato progetto di graduale pedonalizzazione del centro storico di Treviso, non esente da osservazioni critiche riguardo alla carenza di parcheggi. Sono divenute interamente pedonali e precluse al passaggio delle automobili Piazza Rinaldi e Piazza Santa Maria dei Battuti.
La città, specialmente nei mesi invernali, soffre di una scadente qualità dell'aria. «Le caratteristiche geomorfologiche, unite a fattori ambientali-meteorologici e alla combustione di biomassa legnosa, portano il Comune ad essere particolarmente soggetto ad aumenti della concentrazione delle polveri sottili».

## Cultura

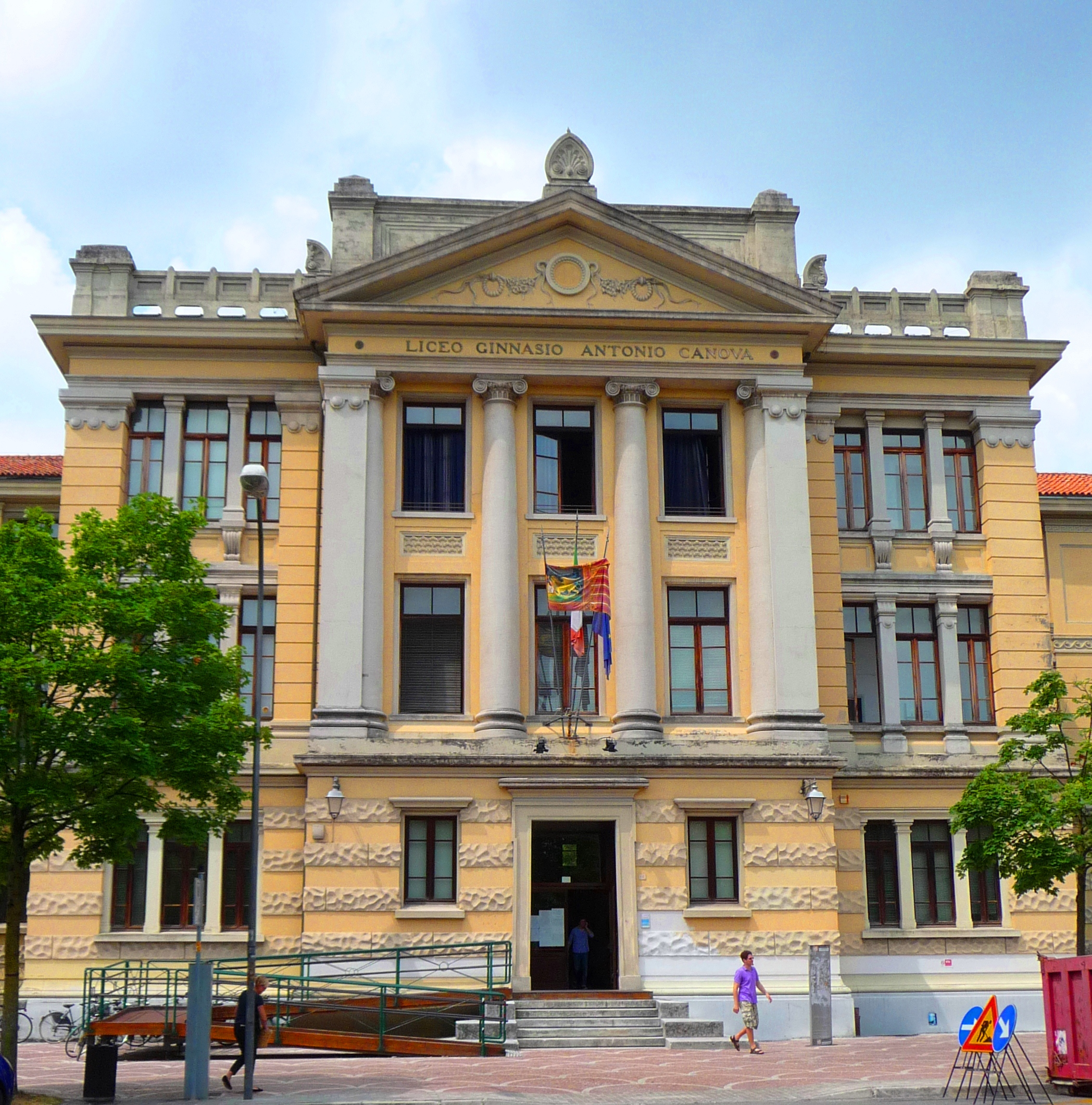
Sede principale del Liceo "A. Canova"

### Istruzione

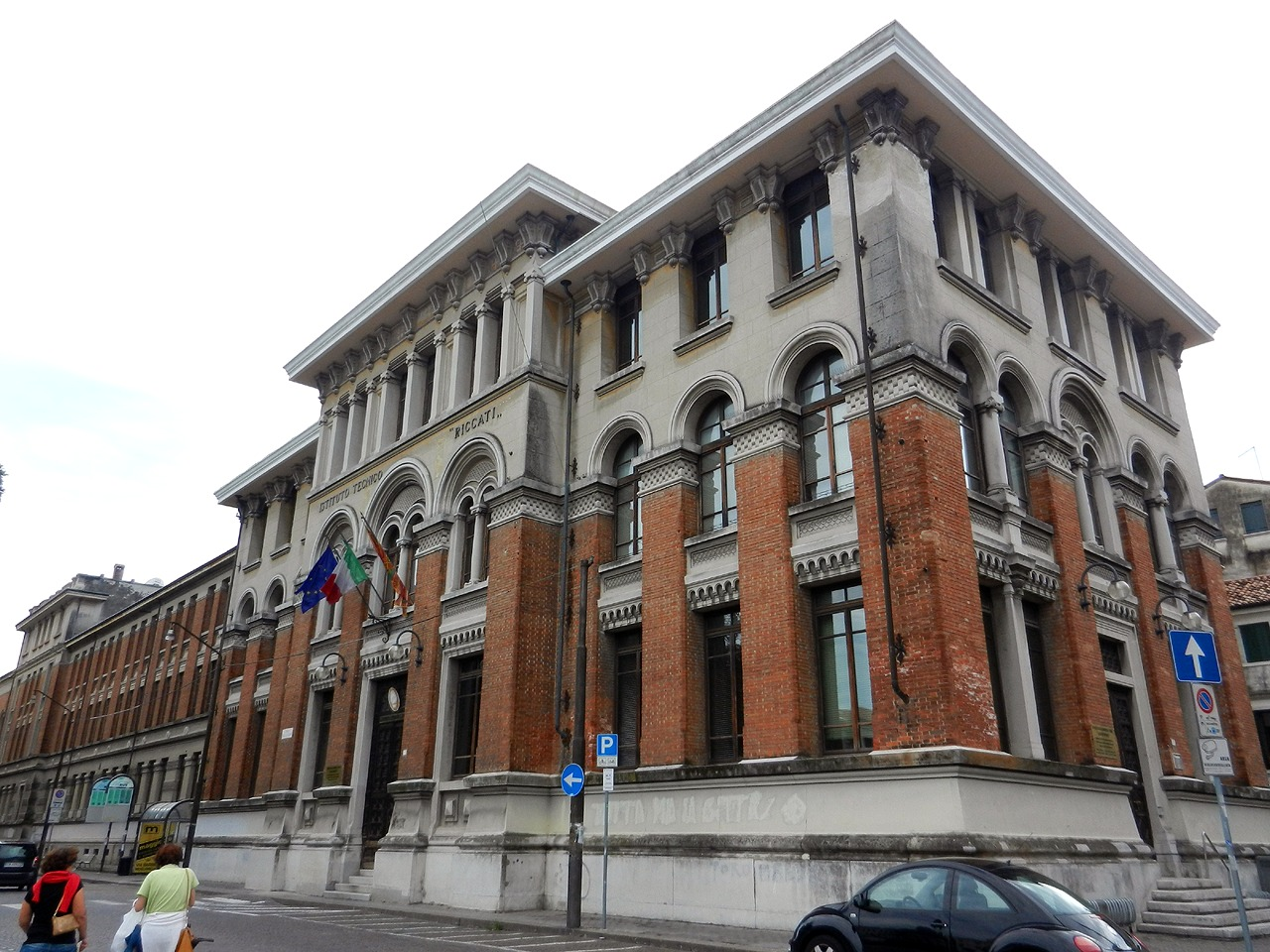
L'istituto tecnico "Riccati - Luzzatti"

#### Scuole
Nel comune sono presenti numerose istituzioni prescolastiche, istituzioni scolastiche di primo e secondo grado, inferiore e superiore. Di una certa rilevanza per la città sono il liceo ginnasio statale Antonio Canova, il quale vanta anche un indirizzo linguistico, il liceo scientifico statale Leonardo da Vinci, il liceo pluriindirizzo "Duca degli Abruzzi" oltre al Liceo Artistico e infine il Collegio vescovile Pio X. Nella città è presente inoltre l'istituto Canossiano "Madonna del Grappa" dove è presente un liceo scientifico sportivo.

#### Biblioteche
La Biblioteca Comunale ha cinque sedi, delle quali tre si trovano nel centro storico. Sono presenti inoltre alcune fondazioni private come il centro documentazione della Fondazione Benetton Studi e Ricerche con annessa la biblioteca, a Palazzo Caotorta, la Biblioteca Capitolare e la Biblioteca del Seminario. Anche il Liceo Canova dispone di un'interessante biblioteca al piano terra della sua sede principale, in Via San Teonisto.

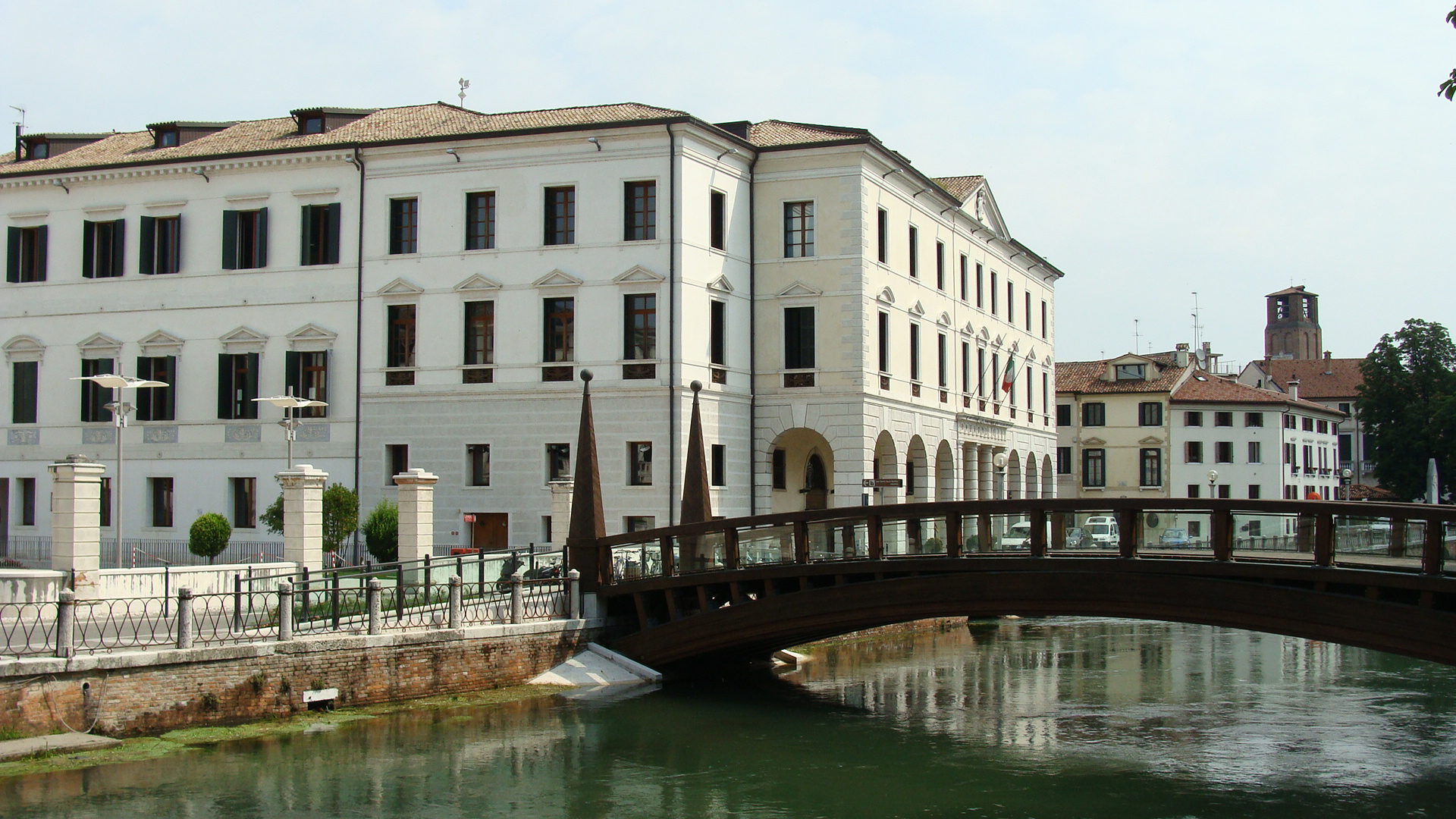
Il polo universitario della città

#### Università
Già nel 1231 la città era alla ricerca di un medico che fosse in grado di tenere un corso a Treviso, è invece del 1269 la nomina del canonico Florio de' Dovari da Cremona, probabilmente il primo professore di diritto. Nel 1313-1314 si ha notizia che il Comune garantiva la presenza di due docenti di diritto, un ordinario ed uno straordinario, un terzo doveva insegnare diritto canonico ed il quarto medicina.
Benché dunque la città potesse vantare un proprio ateneo in periodo medievale, solo di recente le Università di Padova e l'Università "Ca' Foscari" di Venezia hanno qui stabilito proprie sedi distaccate, dando nuovamente a Treviso dignità di "città universitaria". Le lezioni si svolgono presso l'ex Ospedale dei Battuti e l'ex Distretto Militare San Paolo.

#### Musei
Oltre a diversi musei, la città offre importanti spazi espositivi quali Palazzo dei Trecento, sede del Consiglio Comunale, Ca' dei Carraresi, di proprietà di Fondazione Cassamarca, e palazzo Bomben, sede della Fondazione Benetton Studi e Ricerche e gli spazi espositivi di Cà Scarpa (ex Chiesa di Santa Maria Nova e antico complesso monastico di Ognissanti).

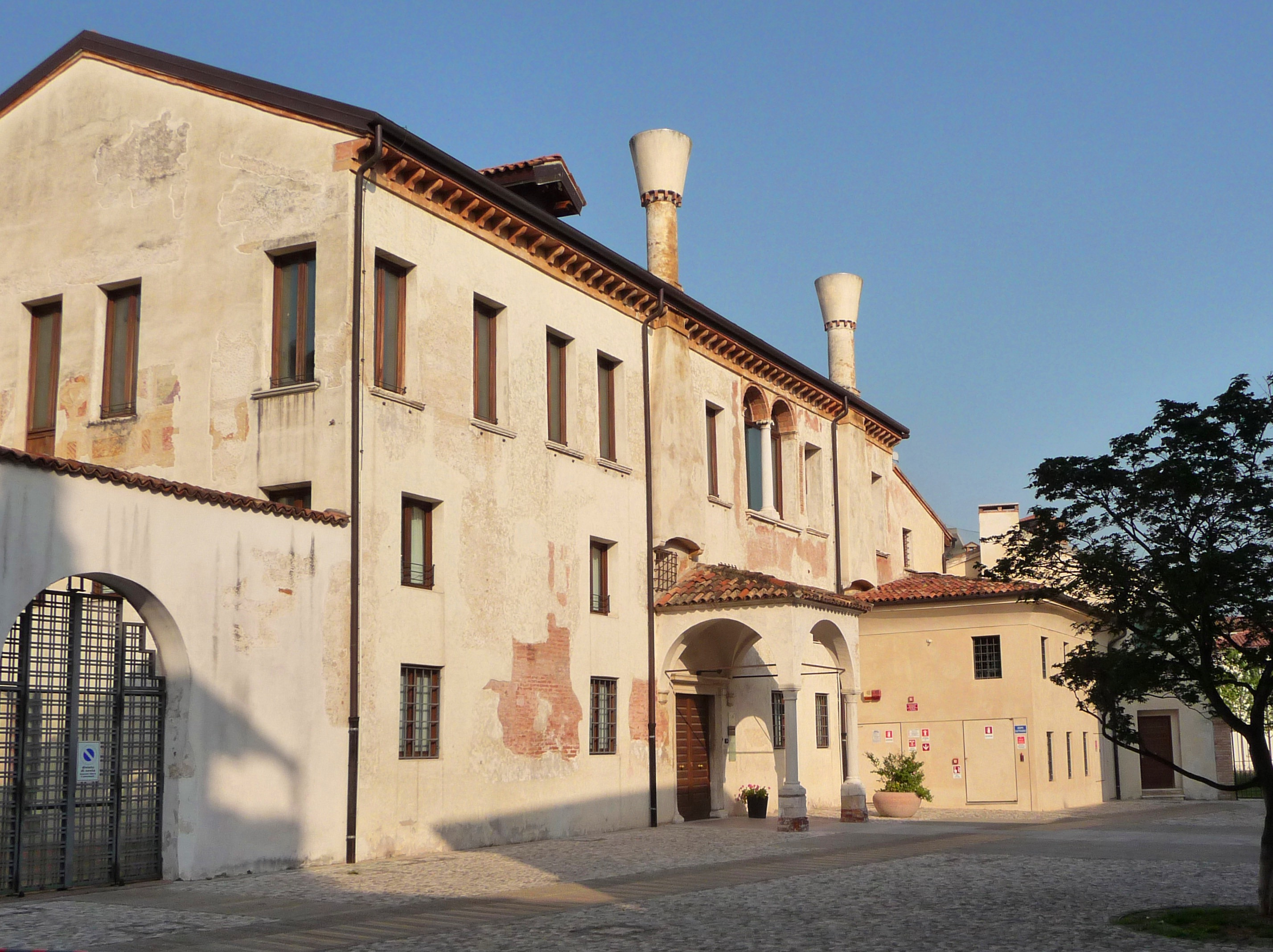
Il complesso museale di Santa Caterina

- Musei Civici, inaugurati nel 1879 con il nome di Museo Trivigiano, si articolano oggi in tre sedi: il Museo Bailo, riaperto nell'autunno 2015 dopo un restauro iniziato nel 2003, intitolato al fondatore e primo conservatore Luigi Bailo; il complesso di Santa Caterina; il complesso di Ca' da Noal, Casa Robegan e Casa Karwath, acquisito nel 1935 dal comune[55]. Le varie sezioni conservano reperti ritrovati nella città stessa o nei dintorni, datati dal II millennio a.C. all'Alto Medioevo, opere d'arte dal Rinascimento al Novecento (Giovanni Bellini, Paris Bordon, Lorenzo Lotto, Tiziano, Rosalba Carriera, Giambattista e Giandomenico Tiepolo, Francesco Guardi, Pietro Longhi, Medoro Coghetto, Sante Cancian, Guglielmo Ciardi, Arturo Martini, Francesco Podesti, Gino Rossi).Complesso museale di Ca' dei Carraresi

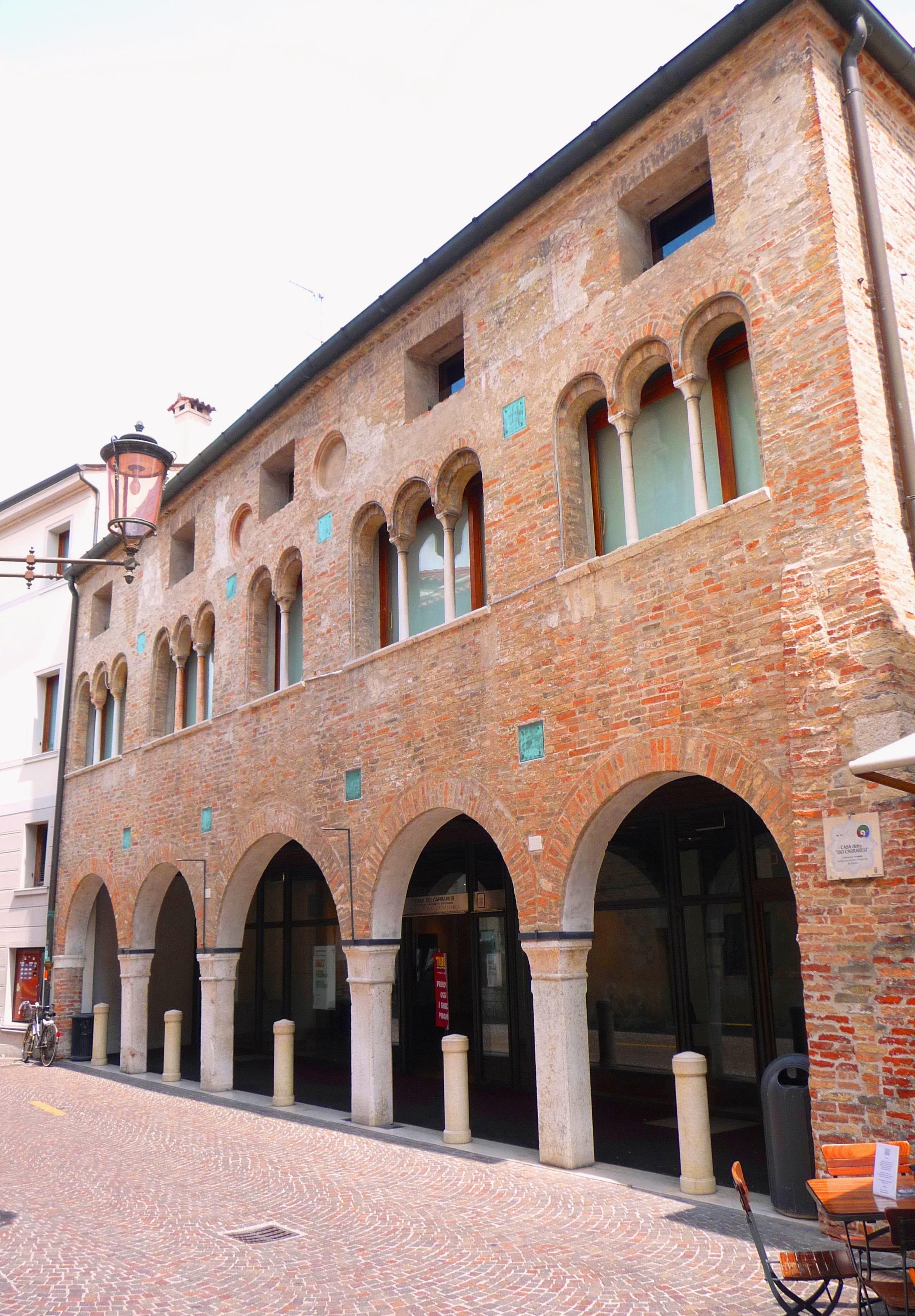
Complesso museale di Ca' dei Carraresi

- Museo nazionale Collezione Salce, inaugurato nel 2017, raccoglie la collezione di manifesti di Nando Salce, donati allo stato alla sua morte nel 1962, e oggi conservati presso il Complesso di Santa Margherita, mentre la sede museale è il Complesso di San Gaetano, che espone a rotazione i materiali grafici in mostre temporanee[56].
- Museo Etnografico Provinciale, inaugurato nel 2002 e allestito nel complesso architettonico rurale delle Case Piavone, il cui nucleo originale risale alla fine del Seicento, si trova all'interno del Parco naturale del fiume Storga, alla periferia Nord di Treviso. I vari edifici, restaurati e trasformati in struttura polifunzionale, sono sede inoltre del Gruppo Folcloristico Trevigiano, dedicato parimenti alla salvaguardia e alla promozione della cultura locale[57].
- Museo Diocesano, inaugurato nel 1988, il museo è ospitato nell'edificio comunemente detto le Canoniche Vecchie (XII secolo), antica sede dei canonici della cattedrale di San Pietro apostolo[58][59].
- Musei del Seminario vescovile, nel soppresso convento domenicano annesso alla Chiesa di San Nicolò, sede dal 1840 del Seminario vescovile, sono ospitate le collezioni del Museo zoologico intitolato a Giuseppe Scarpa, dottore in scienze naturali che donò nel 1914 la propria collezione di animali, e il Museo etnografico degli Indios Venezuelani (Piaroa, Makiritare, Panare, Warao e Motilon), nato grazie all'apporto del sacerdote Dino Grossa[60][61][62].
- Museo Simon Benetton, situato al confine con il comune di Villorba, è dedicato allo scultore Simon Benetton, noto per la sua ricerca artistica sul ferro.
- Museo Santa Caterina[63]

#### Giardini botanici
- Nel 1987 è stato istituito l'Orto botanico conservativo Francesco Busnello, destinato alla conservazione di varietà di piante da frutto in via di estinzione.

### Media
I quotidiani storici cittadini sono La Tribuna di Treviso e l'edizione locale de Il Gazzettino. Anche il Corriere della Sera, da alcuni anni pubblica un'edizione locale: il Corriere del Veneto, edizione Treviso-Belluno. È presente la sede della casa editrice Santi Quaranta.
Tra le emittenti radiofoniche locali si possono ricordare le stazioni del gruppo di Roberto Zanella con sede in Castelfranco Veneto (Radio Birikina, Radio BellaeMonella, Radio Piterpan, Radio Marilù, Radio Sorriso e Radio Gelosa). È presente anche Erreci radio Conegliano, Radio Veneto Uno, Radio Asolo international e Rvs. In provincia di Treviso ha sede l'emittente televisiva Antenna Tre Nordest e l'emittente televisiva Rete Veneta (redazione di Treviso).

### Cinema e teatri

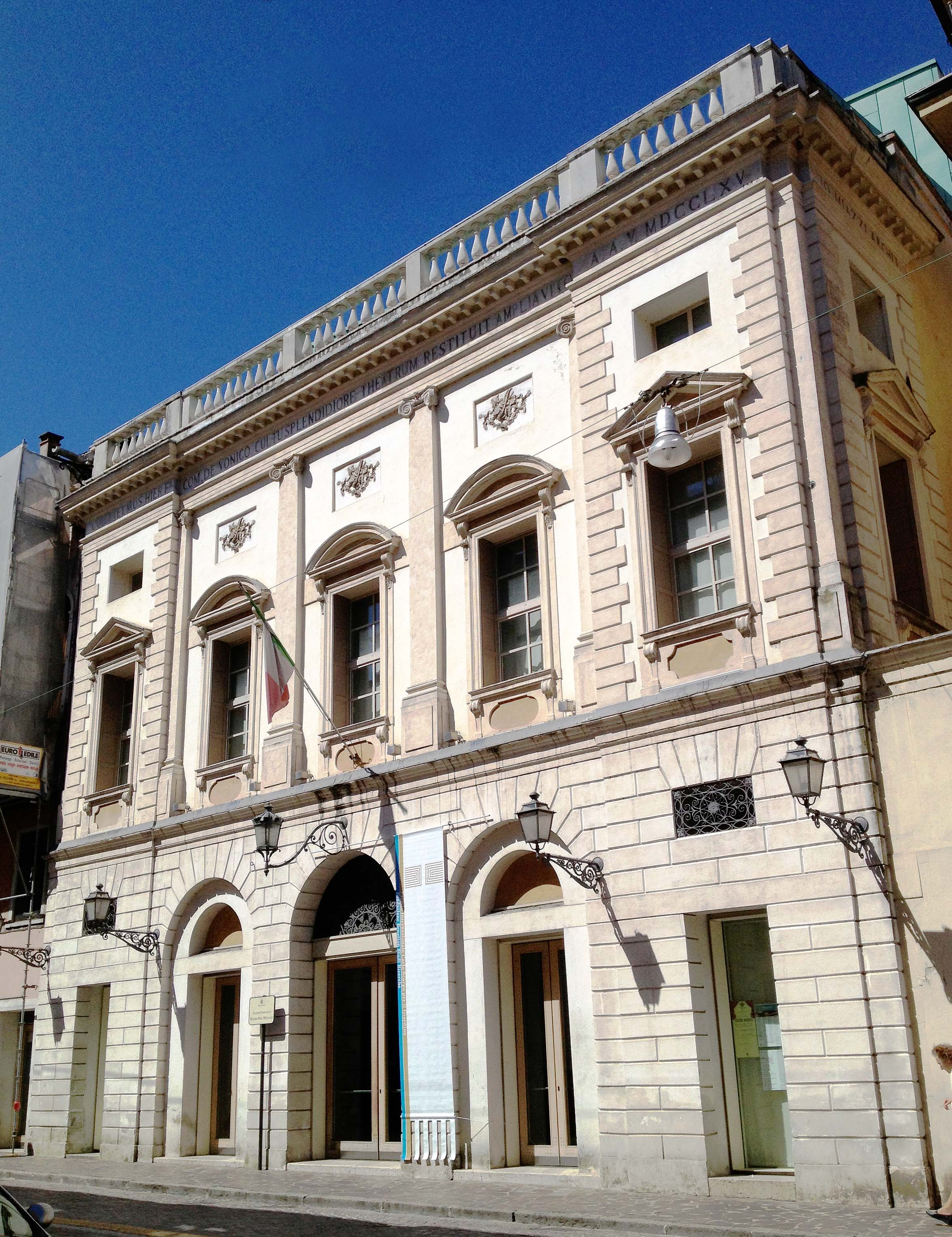
Facciata del Teatro comunale "Mario Del Monaco"

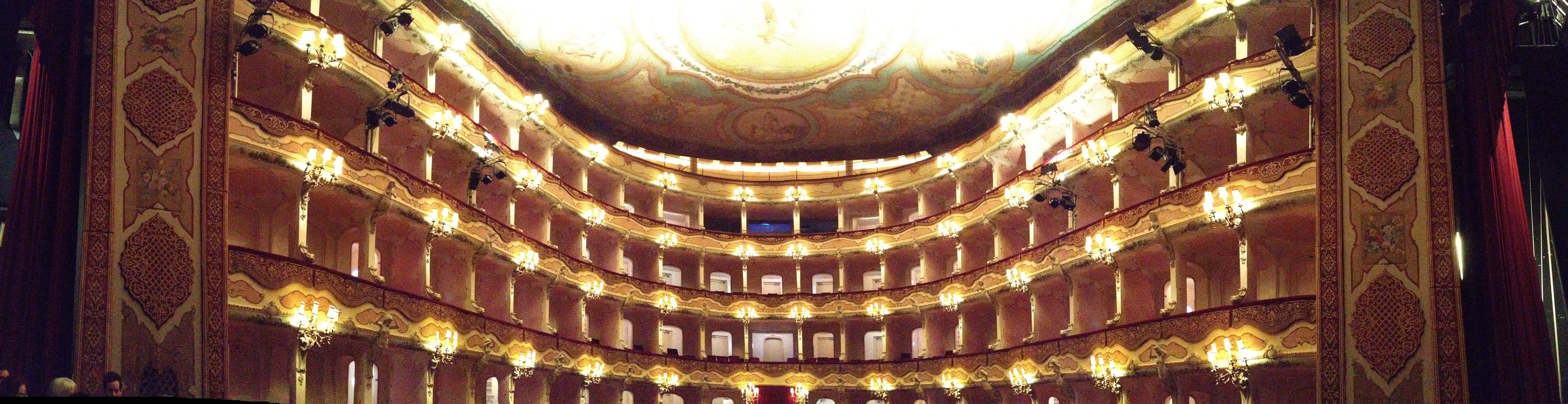
L'interno del teatro

In città furono operanti, oltre agli storici teatri Santa Margherita, Onigo e Dolfin, il teatro Sociale (ex Ariston), il cinema Hesperia di piazza Crispi, nel quale presero avvio, nel 1945, le proiezioni del primo Cine Club italiano, quello di Treviso appunto, il cinema Astra, già teatro Ruberti di via Carlo Alberto, l'Edison, l'antico teatro Garibaldi, situato tra vicolo Rialto e vicolo XX Settembre, il cinema teatro Embassy situato nei pressi di Largo Porta Altinia ed il cinema multisala Corso, unico cinema attualmente attivo nel centro della città. Al di fuori delle mura incontriamo il cinema Edera che dedica la sua attività soprattutto alla proiezione di film d'essai.
Teatri in attività:
- Teatro comunale Mario Del Monaco;
- Teatro Eden;
- Teatro delle Voci, ex La Perla;
- Teatro Sant'Anna, gestito dal Gruppo Alcuni;
- Teatro del Pane;
- Cinema-teatro Embassy;
- Cinema Edera;
- Multisala Corso.

### Musica
Anche grazie alla richiesta dei nobili veneziani che trascorrevano il periodo di villeggiatura nei dintorni di Treviso, a partire dalla fine del XVII secolo aprirono in città alcuni teatri d'opera. Rimane a tutt'oggi il Teatro Comunale, dal 2011 intitolato al tenore Mario Del Monaco. La sala attuale, fatta ricostruire sulle ceneri dell'antico teatro Onigo dalla società dei palchettisti, fu inaugurata nel 1869. Il teatro, rilevato dal Comune nel 1930, è stato sede per molti anni di un rinomato "Autunno musicale". Le opere più rappresentate furono quelle degli autori italiani del XIX e XX secolo, ma anche gli autori russi e francesi ottennero buona accoglienza (a Treviso si ebbe, in particolare, la seconda italiana di Boris Godunov dopo la prima della Scala).
Tra gli artisti che calcarono le scene del Teatro Comunale si possono ricordare Enrico Caruso, che ha cantato a Treviso la sua prima Tosca (1900), Toti Dal Monte, Mario Del Monaco, Katia Ricciarelli, la quale si esibì qui per la prima volta nel Trovatore (1970) ed in Otello (1971). Concesso in gestione ad un ente strumentale di Fondazione Cassamarca, il Teatro Comunale “Mario Del Monaco” ospita, oltre alla rinnovata stagione sinfonica e lirica, un importante concorso per cantanti d'opera dedicato al soprano Toti Dal Monte (fra i vincitori: Garbis Boyagian, Ghena Dimitrova, Ferruccio Furlanetto, Simone Alaimo).
Il Teatro Del Monaco ospita anche il concerto di Capodanno, ogni 1 gennaio, che rappresenta un appuntamento musicale molto seguito dai trevigiani e che registra sempre il tutto esaurito. In città si svolge inoltre uno dei maggiori festival nazionali dedicati alla musica antica per organo, il "Festival Organistico Internazionale" e il "Festival chitarristico Internazionale delle due città Treviso - Roma", importante manifestazione che si svolge in contemporanea anche a Roma, da cui il nome.
Da molti anni nella prima settimana di luglio si tiene il "Festival musicale Suoni di Marca", con concerti e stand gastronomici nella cornice delle mura cittadine. L'associazione Treviso Ricerca Arte, che ha avuto sede a Cà Dei Ricchi, dal 2014 al 2019 ha ospitato per alcuni anni una rassegna di musica Jazz dal nome TRAcce di Jazz.. Infine, sempre per gli appassionati di musica jazz, dal 2014 si svolge alla fine del mese di maggio Treviso Suona Jazz Festival, che con l'edizione 2025 è giunto alla undicesima edizione.
La città è sede di numerosi cori polifonici e popolari (tra cui il coro Stella Alpina) e di alcune bande (Banda musicale "Domenico Visentin", nata nel 1963). Nel 2012 Treviso ha ospitato il 7º Festival della coralità veneta. Treviso ha dato i natali a Giuliano Carmignola uno dei più famosi violinisti in attività, Andrea Vettoretti, chitarrista classico di fama internazionale, e Francesco Artusato, chitarrista di fama internazionale noto per essere membro dei gruppi All Shall Perish e Devil You Know.

### Cucina

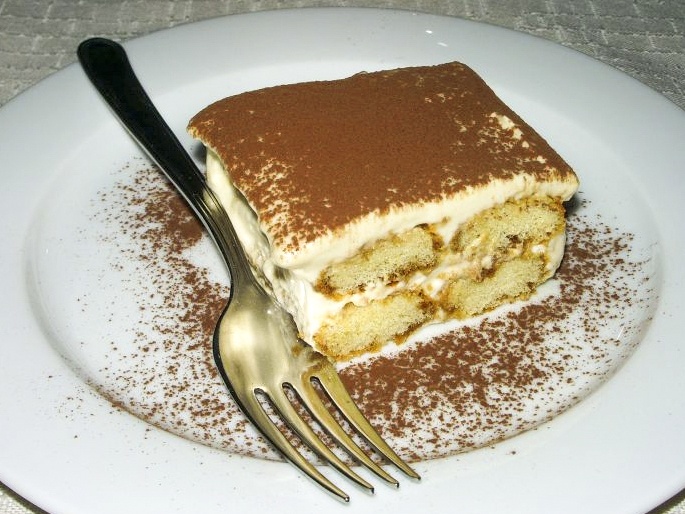
Tiramisù, tipico dolce trevigiano

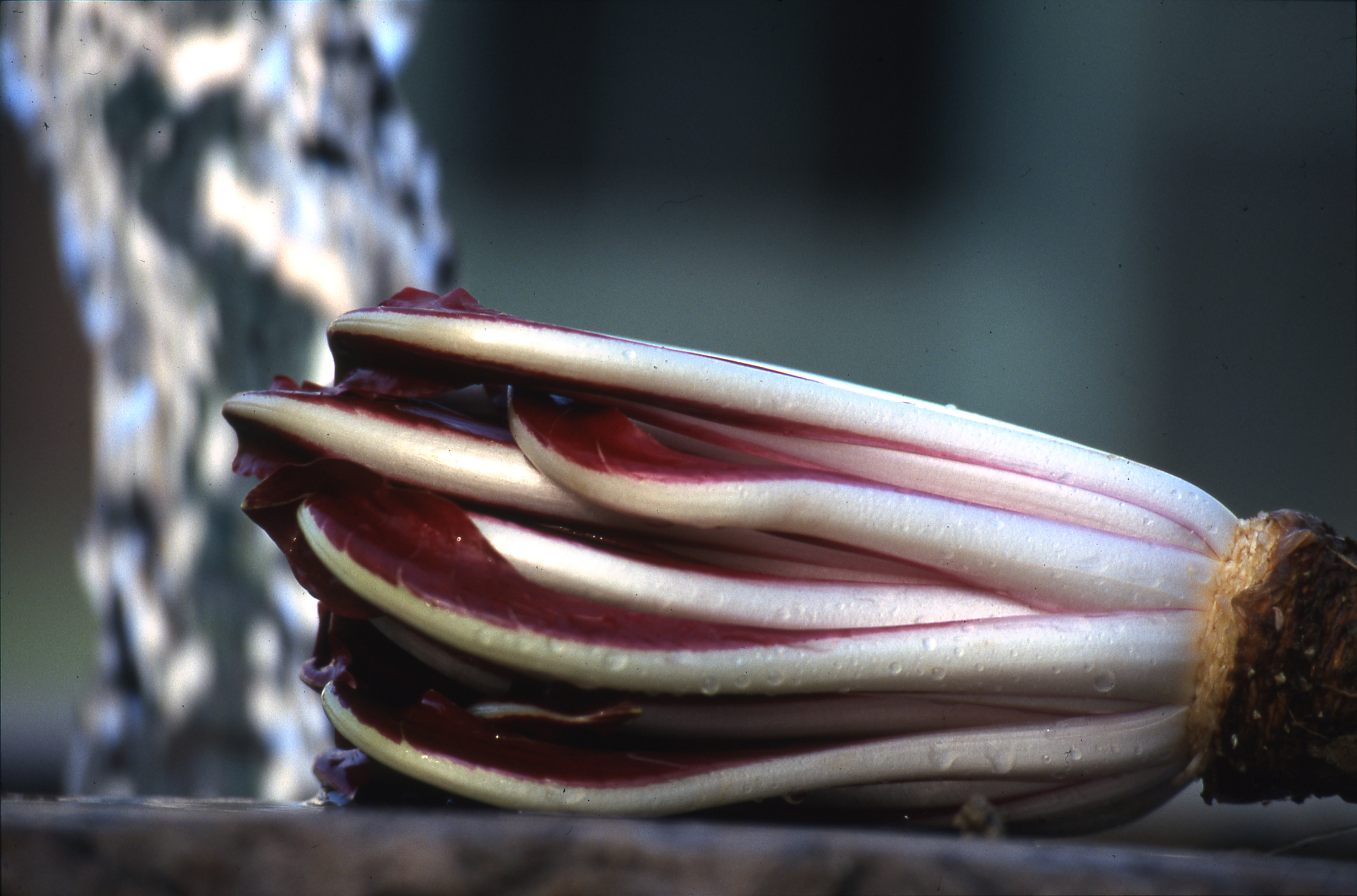
Il Radicchio Rosso di Treviso

Un tipico antipasto è la soppressa, insaccato morbido tagliato a fette spesse, di solito accompagnata da polenta e radicchio. Tra i primi si possono menzionare i "risi" (con i fegatini o accompagnati da verdure di stagione come asparagi, radicchio, piselli o "bisi"...) e le minestre (in particolare il semplice brodo di cappone con i tortellini, la zuppa di fagioli e la sopa coada). Secondi tipici sono la selvaggina da piuma ed il pollame: la faraona arrosto con "pevarada" (una salsa di fegatini e pasta d'acciughe), il bollito di gallina, l'oca (spesso condita con il sedano), l'anatra allo spiedo e il cappone in umido.
Viene usato anche il pesce di acqua dolce e in particolare l'anguilla, "bisatto" in dialetto, fritta oppure in umido con polenta, i gamberi di acqua dolce, la trota e lo stoccafisso (a Treviso e nel Triveneto chiamato comunemente "baccalà"). Anche le verdure, in particolare il radicchio Rosso di Treviso, sono spesso protagoniste della tavola trevigiana. Benché la provincia sia ricca di formaggi (Montasio, Asiago, Taleggio, Morlacco) e la casatella trevigiana, un formaggio fresco a denominazione di origine protetta preparato con latte di mucca pastorizzato.
Tra la frutta più coltivata in provincia vi sono il marrone di Combai, la ciliegia, specie dei colli Asolani, e l'uva.
Il dolce più caratteristico è il Tiramisù, secondo la tradizione preparato per la prima volta nel ristorante “Alle Beccherie”. Altri dolci sono la "torta fregolotta" e i dolci stagionali quali le frittelle, i crostoli e le castagnole carnevalizi, la pasquale "fugassa con le mandorle", le Favette dei Morti. Il vino bianco più famoso è certamente il Prosecco, al quale si possono affiancare il Tocai, il Verduzzo e quelli da uve Pinot bianco, grigio e Chardonnay per quanto riguarda i bianchi e da Cabernet, Merlot, Pinot nero e Raboso per quanto riguarda i rossi.

### Eventi
Tra i festival organizzati all'interno della città sono citati: l'Home Festival che costituiva il festival musicale più grande d'Italia, i Suoni di Marca e il Treviso Comic Book Festival. La città ha ospitato inoltre le Adunate nazionali degli alpini del 1967, del 1994, e quella del 2017.
Dal 2014, inoltre, Treviso ospita il festival jazz denominato Treviso Suona Jazz Festival. La manifestazione dura sette giorni e si tiene in genere alla fine del mese di maggio. Il Festival si caratterizza per la collaborazione con alcuni conservatori di musica veneti, e ha portato in città artisti jazz come Enrico Pieranunzi, Steve Kuhn, Logan Richardson, Marco Tamburini, Paolino Dalla Porta, Bebo Ferra, Mauro Ottolini, Francesco Bearzatti, Roberto Gatto, Ed Cherry. All’edizione 2019 hanno partecipato Scott Hamilton, Simone Zanchini, Gabriele Mirabassi e Fabrizio Bosso. 
L'edizione 2020, tenutasi in settembre, ha ospitato un concerto con il musicista Enrico Rava al teatro Mario del Monaco.
Nell'edizione 2022 si è esibito il pianista americano Uri Caine. 
L'edizione 2023 è stata caratterizzata per l'esibizione di Gegè Telesforo all'auditorium di Sant'Artemio, nonché di Eddie Gomez, Joe La Barbera e Dado Moroni al Teatro Mario Del Monaco.
Nell'edizione 2024, decimo anno di festival, si è esibito il pianista americano Fred Hersch insieme al contrabbassista Drew Gress e al batterista Joey Baron al Teatro comunale Mario del Monaco.

## Geografia antropica

### Urbanistica

Mappa del Centro Storico

Il centro storico della città, tutt'oggi racchiuso dalle mura rinascimentali, mantiene in buona parte il tipico impianto urbanistico medioevale, caratterizzato da strade strette e dall'andamento irregolare.
Scavi archeologici hanno permesso di identificare in questa direttrice l'antico cardo massimo della Tarvisium romana. Si ritiene che il decumano sia, invece, da identificare nell'attuale via Martiri della Libertà; il punto di incrocio, e probabile sede del foro, corrisponde dunque all'attuale piazza Carducci, nei pressi della loggia dei Cavalieri, (Stradario di Treviso).

### Frazioni e suddivisioni amministrative

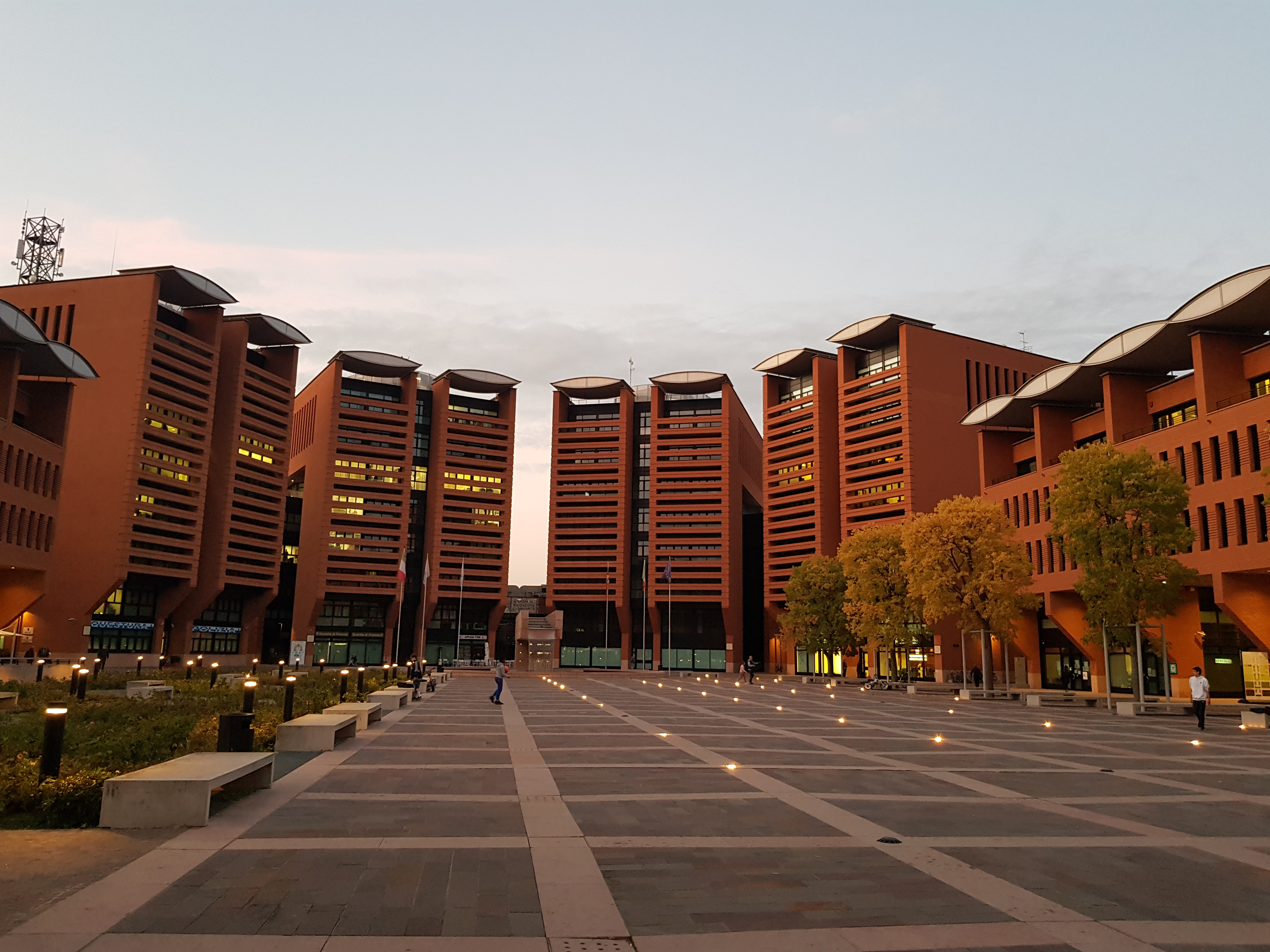
Piazza delle Istituzioni, nell'Area "Appiani"

Al comune di Treviso non appartengono ufficialmente delle frazioni, ma attorno al centro storico gravitano vari quartieri e sobborghi che spesso prendono il nome dalla parrocchia presente. Prima della legge n. 42/2010, che ha soppresso le circoscrizioni nei comuni con meno di 250.000 abitanti, il territorio comunale era così suddiviso:
- circ. A "Centro storico" - centro storico, Santi Quaranta, Oltrecagnan, Fra' Giocondo;
- circ. B "Est" - Fiera, Selvana, Santa Maria del Rovere;
- circ. C "Nord" - Monigo, San Liberale, San Paolo, Santa Bona, San Pelaio;
- circ. D "Ovest" - Canizzano, Sant'Angelo, San Giuseppe;
- circ. E "Sud" - San Lazzaro, San Zeno, Sant'Antonino.

Si contano, in aggiunta, numerose località minori delle quali citiamo il Chiodo (cinta extramuraria a nord), Sant'Artemio, Villapendola (un'isola tra il Sile e il Sil Morto, di fronte a Fiera), la Ghirada (la cosiddetta "città dello sport", a sud di San Lazzaro) e parte dell'abitato di Frescada ("Frescada Vecchia").

### Variazioni
La circoscrizione territoriale ha subito le seguenti modifiche: nel 1920 aggregazione della frazione Monigo staccata dal comune di Paese (Censimento 1911: pop. res. 1333).

## Economia

### Artigianato
A Treviso sono diffuse le produzioni artigianali di ceramiche e di porcellane, oltre alla lavorazione della paglia e del vimini.

### Industria
A Treviso in passato è stata fondata e vi ha avuto sede la Dal Negro, azienda produttrice di carte da gioco. Attualmente in questa città sono presenti uno stabilimento Osram e la sede della De'Longhi.

### Servizi
La città è caratterizzata da una rete di distribuzione commerciale di medie e grandi dimensioni, con numerosi negozi, supermercati e centri commerciali. Nel territorio comunale si trovano diversi parchi commerciali e ipermercati mentre nei comuni limitrofi (soprattutto tra Silea e Villorba) sono presenti ulteriori centri commerciali e grandi strutture di vendita. Un esempio è il centro commerciale Emisfero, situato nella zona nord della città, che offre una vasta gamma di negozi e servizi. Inoltre, lungo la strada Postumia, nei territori comunali di Villorba e Ponzano Veneto, si trovano numerosi punti vendita di medie e grandi dimensioni, come Panorama, Lidl, Aldi. Il settore terziario rappresenta una parte significativa dell'economia locale ed è caratterizzato da una forte presenza di attività legate ai servizi, al turismo e alla cultura. Nel centro cittadino di Treviso sono presenti diverse sale cinematografiche, tra le quali il Multisala Corso e Il Cinema Edera. La città è ricca di musei (Complesso museale di Santa Caterina, Museo Civico Luigi Bailo, Collezione Salce, Museo Diocesano d'Arte Sacra, Ca' da Noal), gallerie d'arte e biblioteche (Biblioteca comunale, Biblioteca di Città Giardino "Andrea Zanzotto", Biblioteca dei Ragazzi ''E. Demattè''), che promuovono la cultura e la storia locale. Per quanto concerne i servizi ambientali il Parco Naturale Regionale del Fiume Sile è un esempio di gestione sostenibile delle risorse naturali, con percorsi ciclabili e attività educative per sensibilizzare i cittadini sull'importanza della biodiversità.

## Infrastrutture e trasporti

### Strade

#### Autostrade
- Treviso è toccata ad est dall'Autostrada A27 Venezia-Belluno, con uscite Treviso Sud e Treviso Nord;
- La città è servita anche dall'Autostrada A4 Torino-Milano-Venezia-Trieste, tramite l'uscita di Preganziol, situata a circa dieci chilometri a sud della città.
- La città di Treviso è dotata anche della Superstrada Pedemontana Veneta che è un ibrido tra superstrada e autostrada, si interconnette con l'A4, l'A31 e l'A27.

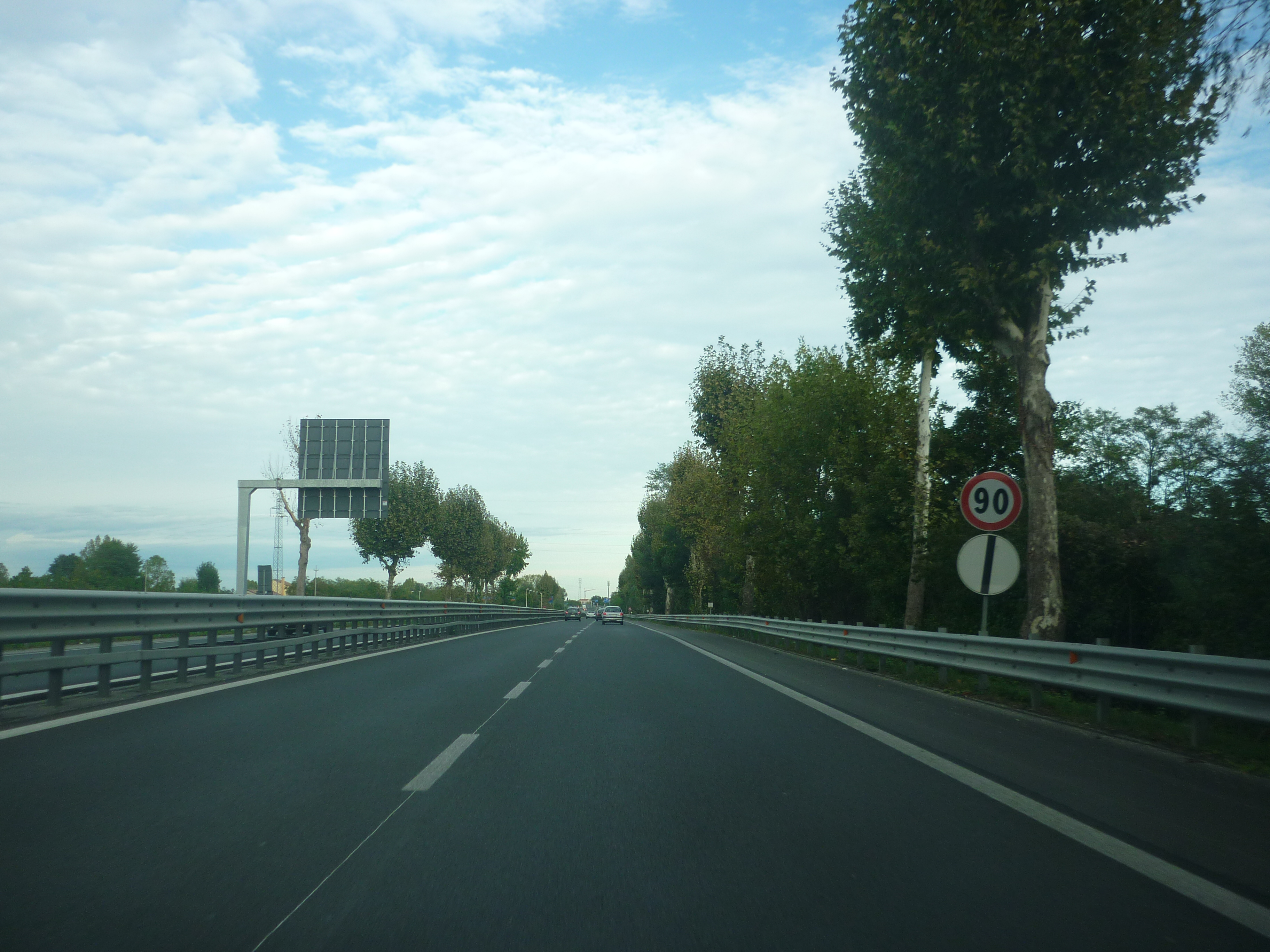
Tratto della tangenziale di Treviso

#### Strade statali
- La strada statale 13 Pontebbana collega Treviso verso nord con Conegliano, Sacile, Pordenone, Udine e terminando a Tarvisio;
- La strada statale 13 Pontebbana a sud prende il nome di strada statale 13 Terraglio che collega Treviso con Mestre e Venezia passando per Mogliano Veneto;
- La strada statale 53 Postumia collega Treviso a Vicenza e Portogruaro, passando per Castelfranco Veneto, Cittadella e Oderzo. Nel tratto da sud-est a sud-ovest della città la strada diventa la tangenziale di Treviso, a due corsie per senso di marcia.

#### Strade regionali
- La strada regionale 348 Feltrina, collega Treviso a Feltre passando per Montebelluna;
- La strada regionale 515 Noalese, collega Treviso a Padova passando per Noale;
- La strada regionale 89 Treviso Mare che collega la città di Treviso con la nota località marittima di Jesolo e le vicine San Donà di Piave ed Eraclea.

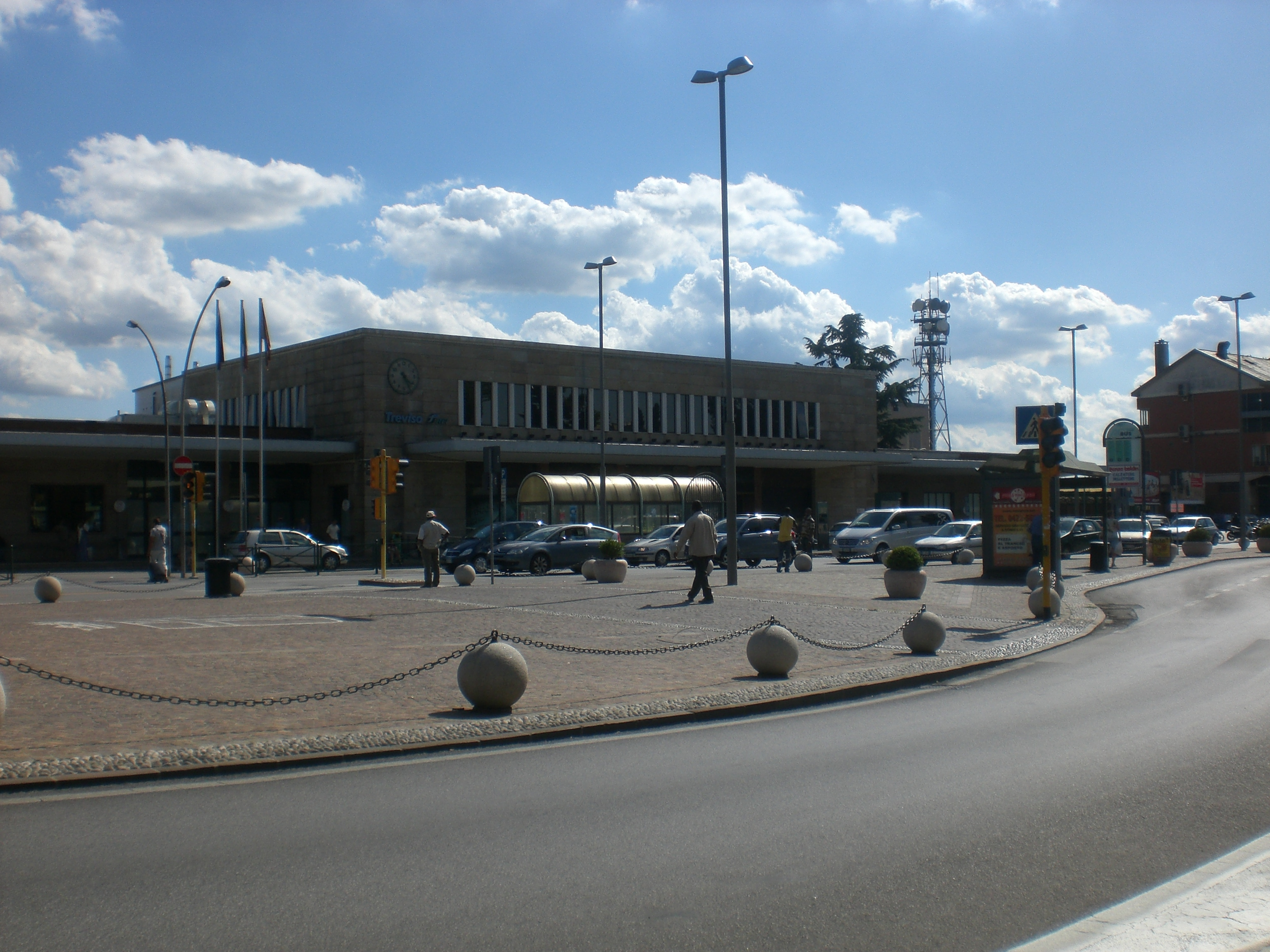
Facciata della stazione di Treviso Centrale in piazzale Duca d'Aosta

### Ferrovie
La stazione ferroviaria di Treviso Centrale, è una delle stazioni più importanti della Regione ed è attraversata da quattro linee ferroviarie:
- La linea ferroviaria Venezia-Udine è la linea principale: oltre a collegare Treviso con Venezia e Udine, alcuni treni proseguono per Trieste e altri per Milano e Verona o per Roma, Bologna, Firenze.
- La linea ferroviaria Montebelluna-Treviso collega Treviso con Montebelluna; alcuni treni proseguono per Feltre, collegando quindi Treviso con la Val Belluna.
- La linea ferroviaria Vicenza-Treviso collega Treviso con Vicenza passando per Castelfranco Veneto; altri treni, a Castelfranco, si inseriscono sulla linea della Valsugana collegando direttamente Treviso con Padova, Camposampiero e Bassano del Grappa.
- La linea ferroviaria Treviso-Portogruaro collega Treviso con Portogruaro passando per Oderzo e Motta di Livenza.

Nel 2021, a seguito dell'elettrificazione della linea Conegliano-Belluno, sono stati reintrodotti collegamenti diretti tra Treviso e Vittorio Veneto e Ponte nelle Alpi. Attualmente ci sono anche alcune corse dirette tra Venezia Santa Lucia e Calalzo passando per Treviso.

### Aeroporti

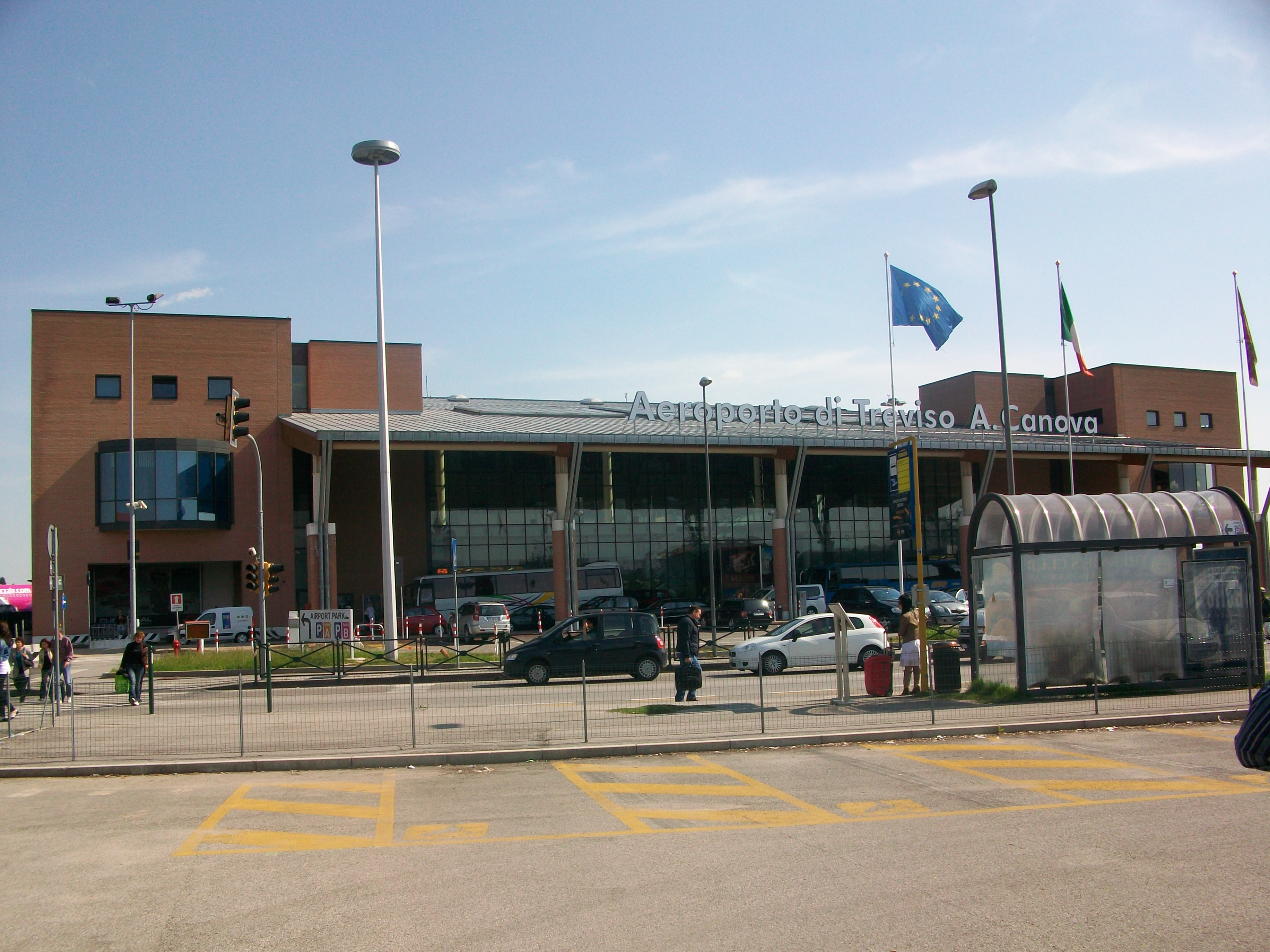
Esterno dell'Aeroporto di Treviso-Sant'Angelo Antonio Canova

La città è servita dall'Aeroporto di Treviso-Sant'Angelo, intitolato ad Antonio Canova e posto a circa 3 km dal centro, che insieme all'Aeroporto di Venezia-Tessera costituisce il terzo polo aeroportuale d'Italia, serve le principali città italiane ed europee nel 2017 ha superato per la prima volta i 3 milioni di passeggeri. A circa 10 km a ovest di Treviso si trova l'Aeroporto militare di Treviso-Istrana, sede del 51º Stormo dell'aeronautica militare italiana.

### Mobilità urbana
I servizi di autolinee urbani e extraurbani sono svolti a cura della società Mobilità di Marca. Il centro storico e tutto il territorio comunale sono serviti da 13 linee urbane MOM, servizio svolto in passato dall'azienda cittadina ACTT. Treviso dispone di un'autostazione, centro del trasporto extraurbano della provincia, dalla quale si diramano le linee MOM dirette verso tutti gli abitati della provincia ed estese anche verso altre località al di fuori della provincia di Treviso.

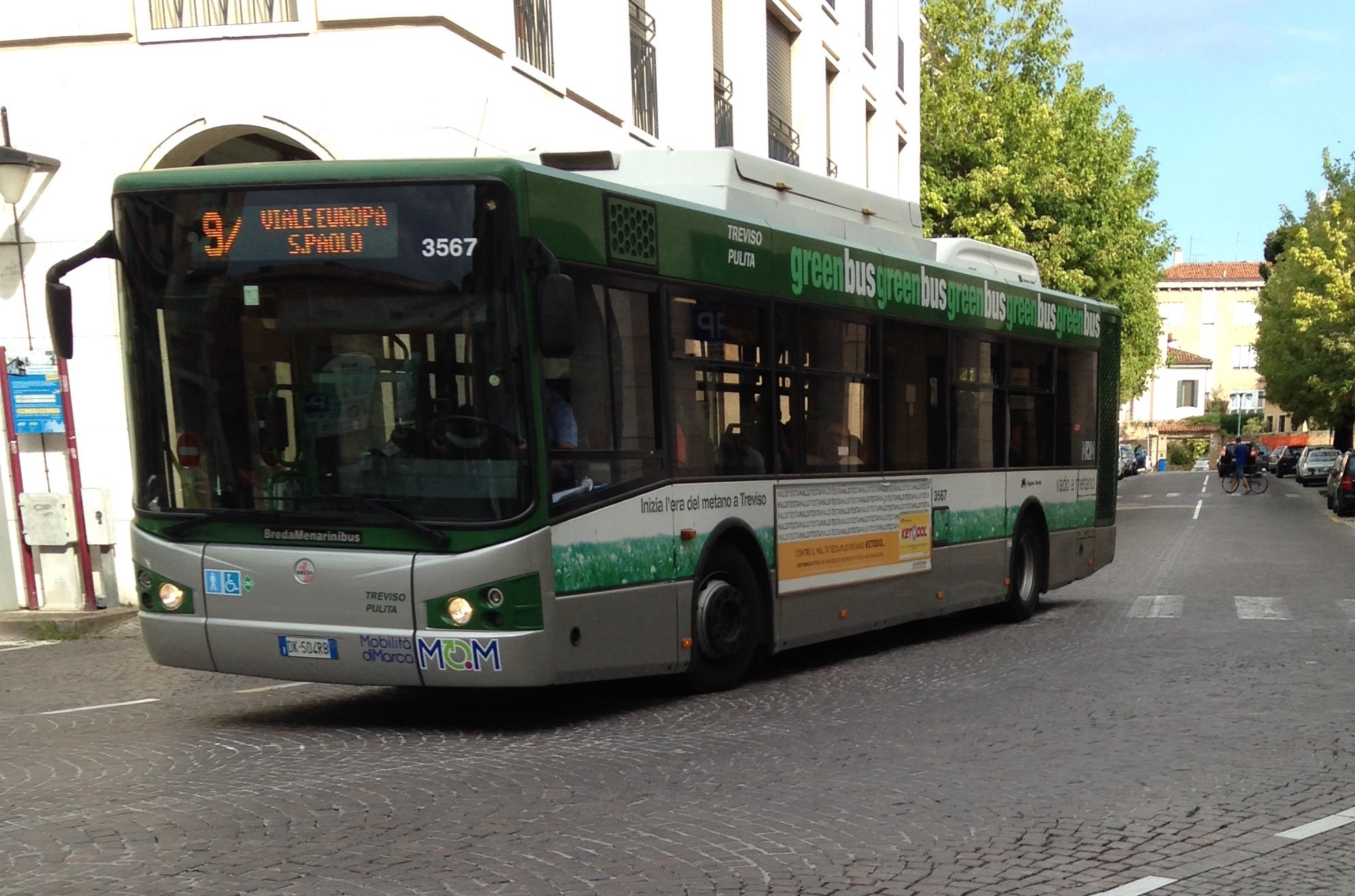
Autobus cittadino

Fra il 1910 e il 1938 operò la rete tranviaria di Treviso, costituita da tre linee urbane a trazione elettrica e integrata rispetto a quella di Mestre, rappresentando sin dall'origine il prolungamento urbano della tranvia extraurbana Mestre-Treviso. Tali impianti in seguito furono sostituiti da una rete filoviaria, chiusa negli anni sessanta.

## Amministrazione
L'attuale amministrazione comunale è guidata dal sindaco Mario Conte, della Lega.

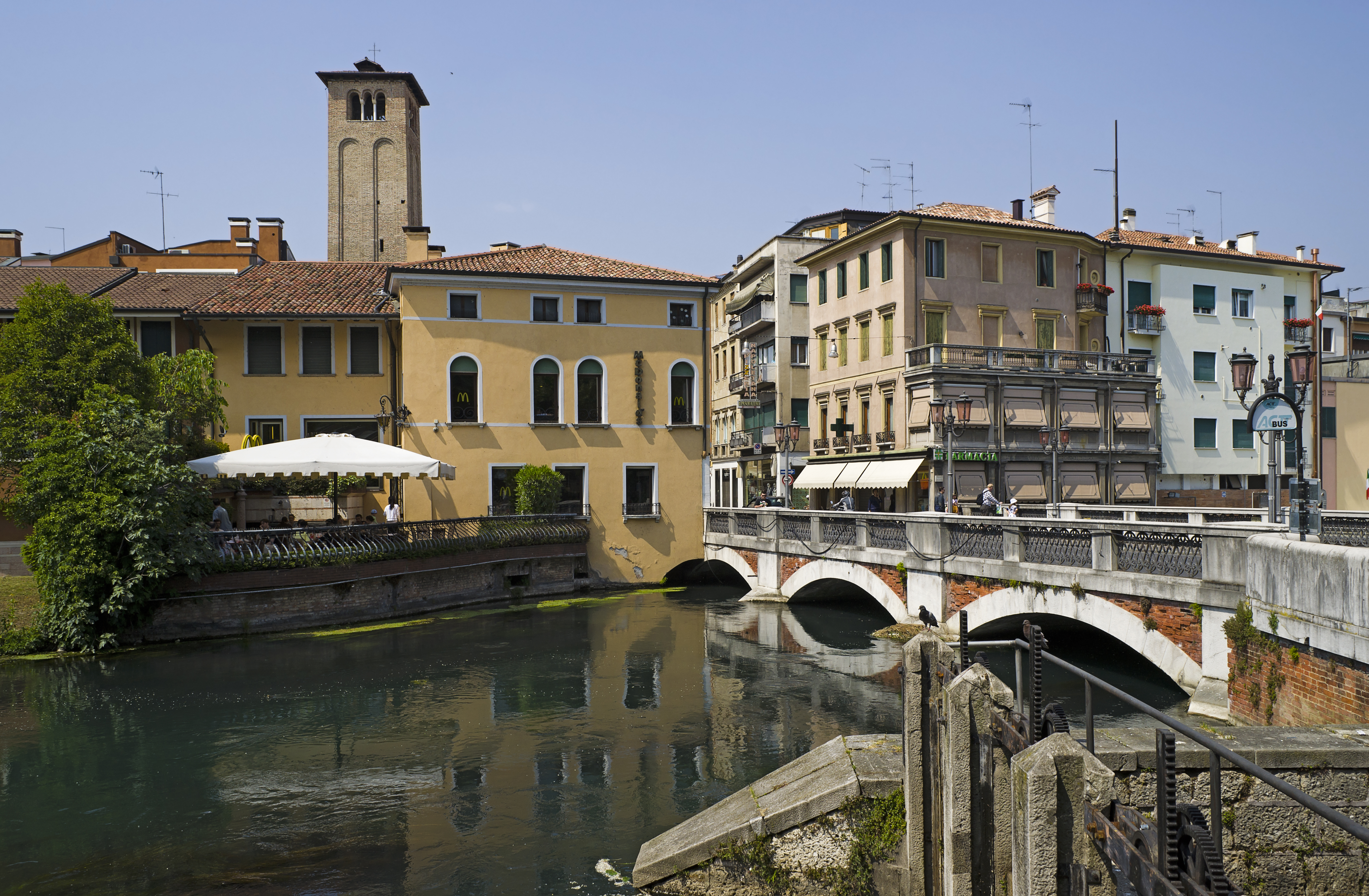
Il Sile al Ponte di San Martino

### Gemellaggi
- Orléans, dal 1965
- Timișoara, dal 2003
- Sarasota, dal 2007
- Caen, dal 2010
- Curitiba
- Neuquén

## Sport
CalcioNel comune ha sede la società Treviso FBC 1993, che ha come massimo risultato la partecipazione alla Serie A 2005-2006. Attualmente milita in Serie D.
Freccette / Darts

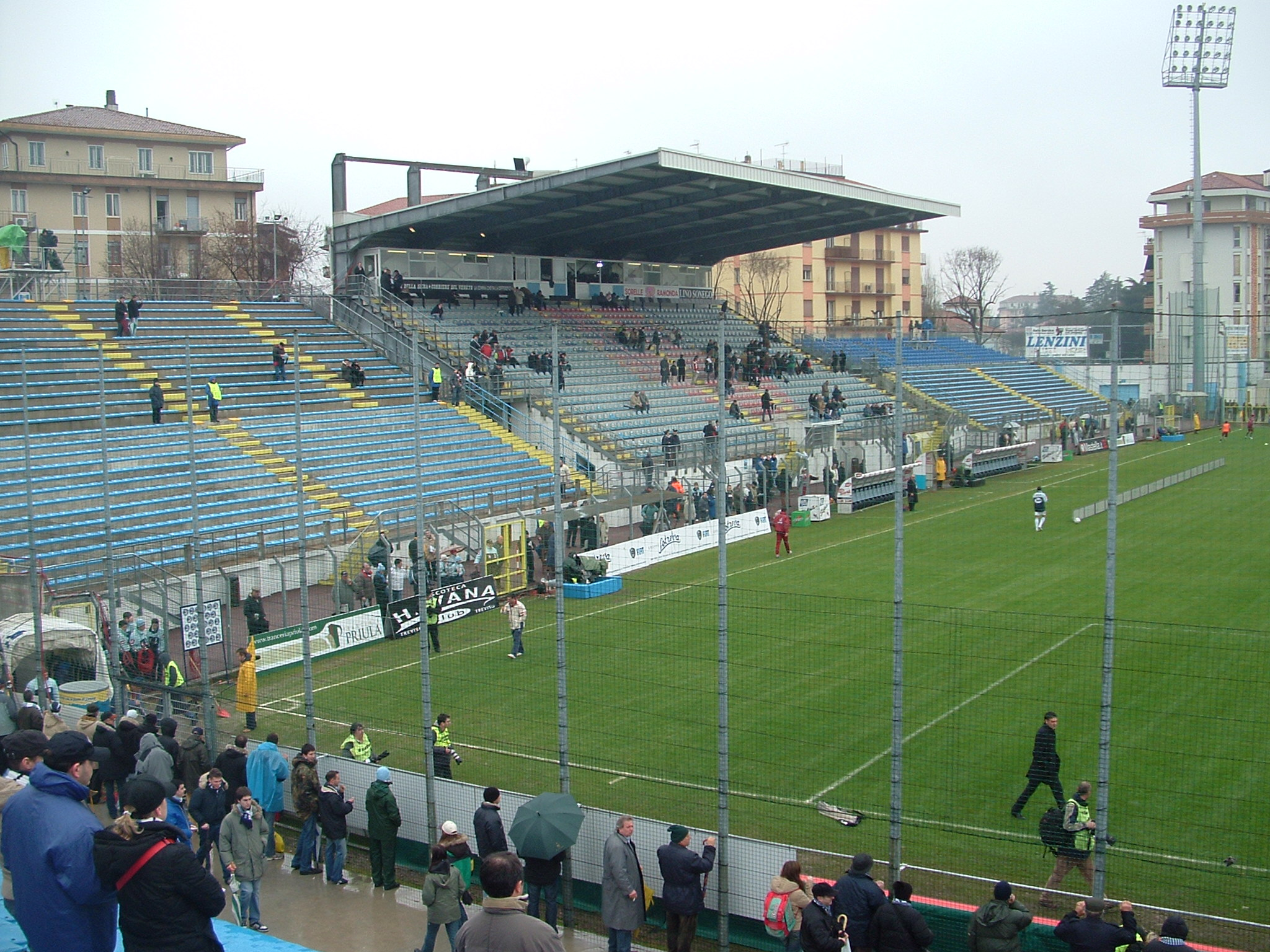
Vista interna dello Stadio Tenni

A Treviso è stato fondato, nel 1983, il primo Dart Club in Italia. Nato come club privato, sviluppò ben presto un grande numero di soci appassionati dello sport delle freccette. Nel locale dove si giocava, fu gettata la base per la costituzione della F.I.G.F. (Federazione Italiana Gioco Freccette), anch'essa con sede a Treviso.
CiclismoA Treviso ha sede l'azienda Pinarello che produce biciclette da corsa. Nel 1999 la città ha ospitato in condivisione con Verona la prova a cronometro dei mondiali su strada. È stata inoltre, più volte, arrivo di tappa del Giro d'Italia.
Ginnastica artisticaLa Società Ginnastica Artistica Gymnasium è una società, con sede a Villorba, ma fondata a Treviso.
PallacanestroA Treviso sono esistite due società:
La prima è la Pallacanestro Treviso, fondata nel 1954, vincitrice di cinque scudetti e numerosi titoli nazionali e internazionali. La Benetton Basket è "sopravvissuta" solo a livello giovanile in particolare fino all'under 14.
Il Treviso Basket fondato nel 2012, è la squadra locale nata dopo l'addio alla serie A del Gruppo Benetton. La squadra milita nella massima serie del campionato italiano dopo aver ottenuto la promozione nell'anno 2018-2019 Serie A (pallacanestro maschile) e conta numerosi tifosi in tutta la provincia. I "Fioi dea Sud" sono il gruppo ultras che segue la squadra in tutte le partite, registrando grandi presenze in ogni partita sia casalinga che in trasferta.
PallavoloIl Volley Treviso, fondato nel 1987, vanta nove scudetti, quattro coppe dei campioni, e numerosi altri titoli nazionali ed europei. Con l'uscita di scena della famiglia Benetton, nel 2012 la società è ripartita dal campionato di Serie B2.
RugbyIl rugby è lo sport trevigiano per eccellenza, e non solo per la città ma per l'intera Marca trevigiana.
Benetton Rugby Treviso, nato nel 1932 come Associazione Sportiva Rugby Treviso e legato alla famiglia Benetton dal 1978, è una delle società più rappresentative del rugby italiano, ha conquistato quindici scudetti, che ne fanno la seconda squadra più vincente d'Italia.
La sezione femminile è costituita dalla società Red Panthers, vincitrice di quattordici scudetti inoltre esiste anche una seconda società rugbistica in città, ovvero l’Associazione Sportiva Ruggers Tarvisium, nata nel 1969.

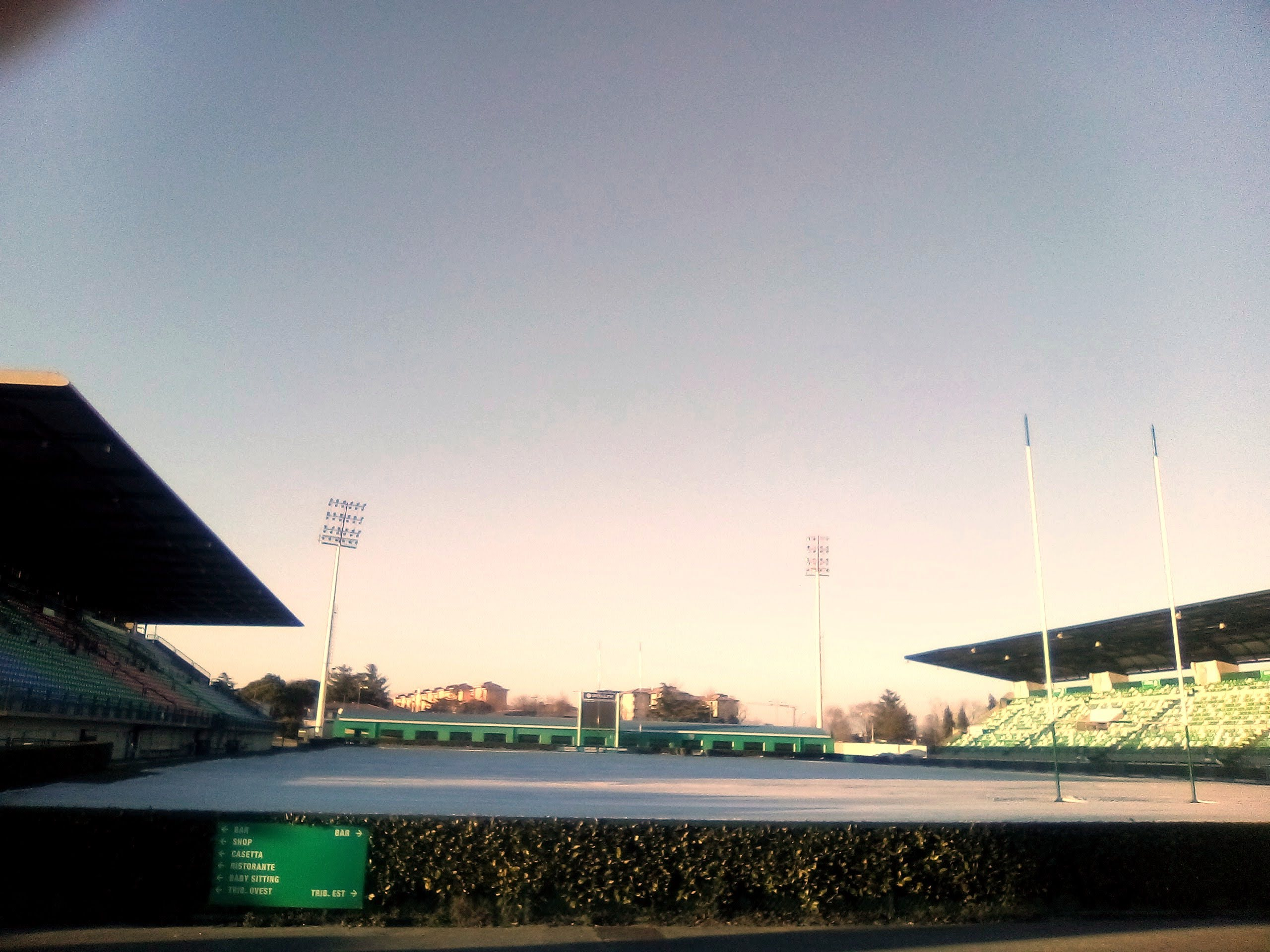
stadio di Monigo

SchermaHa sede in città la Società Scherma Treviso Maestro Ettore Geslao.
Judo
Ha sede in città l'ASD Judo Treviso, scuola di Judo fondata dal maestro Berardino De Carlo nel 1959.
Sport acquaticiTreviso vanta una lunga tradizione, in campo remiero con la presenza di tre società, storica fu la vittoria nel due con alle olimpiadi di Città del Messico del 1968. In campo natatorio, in particolare nel nuoto pinnato, è presente la società Nuoto Pinnato Tarvisium, fondata nel 1978, organizzatrice di numerose edizioni dei Campionati Italiani e un Campionato Europeo per club. Nel 1986 è stato disputato nel fiume Sile, il primo Campionato Italiano Master di questo sport.
Tiro a SegnoSport praticato dal 1868, a livello nazionale e Olimpico, Treviso ha vinto cinque scudetti consecutivi dal 1985 al 1989.: Tra gli atleti della società, meritano di essere citati Luigi Adami, che partecipò alle Olimpiadi di Londra del 1948 (e che ricoprì la carica di Presidente sezionale negli anni '70) e Paolo Barbisan, più volte paralimpico.
Molti tiratori trevigiani hanno inoltre rappresentato l'Italia in competizioni internazionali, tra i quali si ricordano Luciano Berizzi, Mario Bruniera, i fratelli Marica e Ivano Gobbo e Caterina Padovan.

### Impianti sportivi
Tra gli impianti sportivi, vanno citati stadio Comunale di Monigo, in cui si giocano le partite di rugby, e lo stadio Omobono Tenni, per il calcio, il complesso del poligono Comunale del Tiro a Segno di via Fonderia. A questi si aggiungono il complesso della Ghirada, vera e propria cittadella sportiva in cui hanno sede numerose strutture.